# Bundesautobahn 4
Die beiden als Bundesautobahn 4 (Abkürzung BAB 4), Kurzform Autobahn 4 (Abkürzung A 4) bezeichneten Autobahnstrecken sind zusammengenommen nach den Bundesautobahnen 7, 3 und 1 die viertlängste Autobahn in Deutschland und verlaufen von der niederländischen Grenze bei Aachen über Köln bis kurz östlich der A 45 bei Olpe-Süd bzw. Krombach, der längere östliche Abschnitt von Kirchheim über Bad Hersfeld, Erfurt, Jena, Chemnitz und Dresden bis zur polnischen Grenze in Görlitz. Der Abschnitt zwischen Kreuztal-Krombach und dem Kirchheimer Dreieck wurde nicht gebaut, so dass es zwischen den beiden existierenden Teilstücken der A 4 eine größere Lücke gibt.
Während der Deutschen Teilung bildete diese Autobahn mit dem Grenzübergang Wartha/Herleshausen eine der durch die DDR führenden Transitstrecken. Seit der Grenzöffnung 1989 stellt sie eine wichtige Ost-West-Verbindung für den europäischen Transitverkehr dar, infolgedessen ist das Verkehrsaufkommen stark angestiegen. In ihrem östlichen Teil wurde die Trasse daher durchgehend modernisiert und erweitert.
Im größten Teil ihres Verlaufes ist die Autobahn Bestandteil der Europastraße 40, in Teilstücken auch der Europastraßen 314 und 55. Ihre Gesamtlänge beträgt 583 km – hierbei entfallen 150 km auf den westlichen Ast und 433 km auf den östlichen.

## Verlauf

### Aachen–Krombach
Die Autobahn beginnt am Grenzübergang Vetschau als Fortsetzung des niederländischen Rijksweg A 76. Die Hollandlinie führt vierstreifig durch das nördliche Stadtgebiet von Aachen und trifft am Kreuz Aachen auf die vom Europaplatz her kommende BAB 544, gleichzeitig wird sie von der Belgienlinie nach Düsseldorf führende BAB 44 gekreuzt. Die BAB 544 ist dabei nur aus östlicher Richtung zu erreichen, da der Westteil des Aachener Kreuzes als Gabelung ausgeführt ist, die mit dem Kleeblattkreuz über mehrere Verbindungsrampen zusammenhängt – zwischen beiden Teilen des Kreuzes verlaufen sechs Fahrbahnen mit bis zu 17 Fahrstreifen.
Hinter dem Kreuz ist die BAB 4 sechsstreifig. Sie führt am Nordrand der Eifel an Eschweiler vorbei und anschließend durch die flache Jülich-Zülpicher Börde. Bei Weisweiler befindet sich direkt an der Autobahn ein großes Braunkohlekraftwerk, einige Kilometer weiter östlich hinter Düren wurde die Autobahn aufgrund der Ausbreitung des Tagebaus Hambach auf mehreren Kilometern nach Süden verlegt. Diese Neubaustrecke wurde komplett durch den Energieversorger und Tagebaubetreiber RWE finanziert. Bei Kerpen kreuzt die BAB 61 (Venlo–Hockenheim), die die schnellste Verbindung nach Süddeutschland darstellt. Nach Kerpen führt die Autobahn über das Vorgebirge und steigt bei Frechen zum Rhein hinab. In östliche Fahrtrichtung bietet sich hier ein weitläufiger Ausblick auf die Stadt Köln.

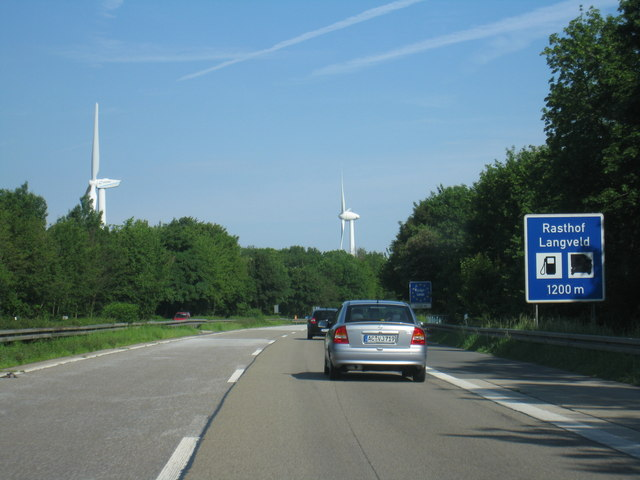
Kurz vor der niederländischen Grenze
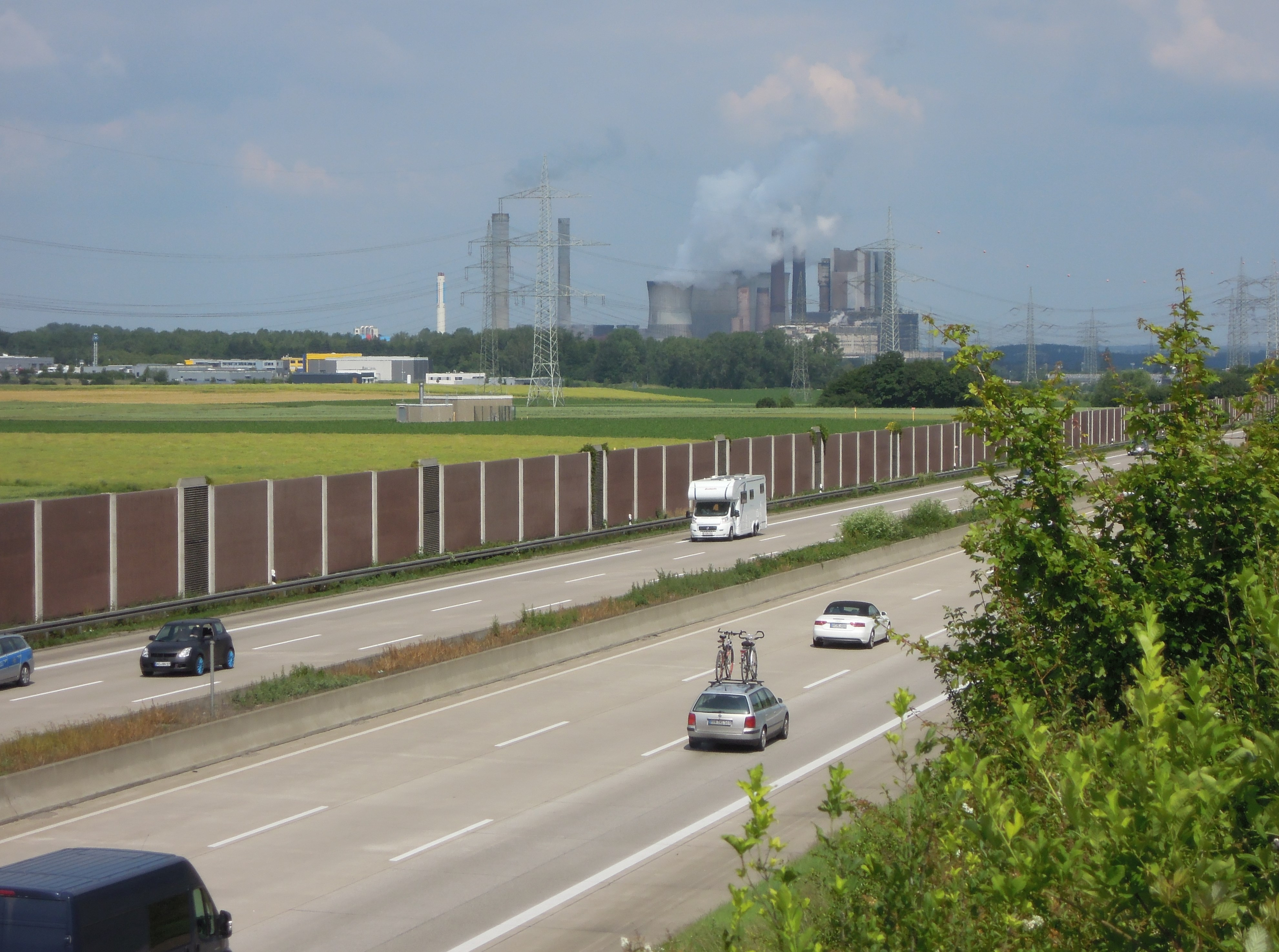
Bei Eschweiler, im Hintergrund Kraftwerk Weisweiler
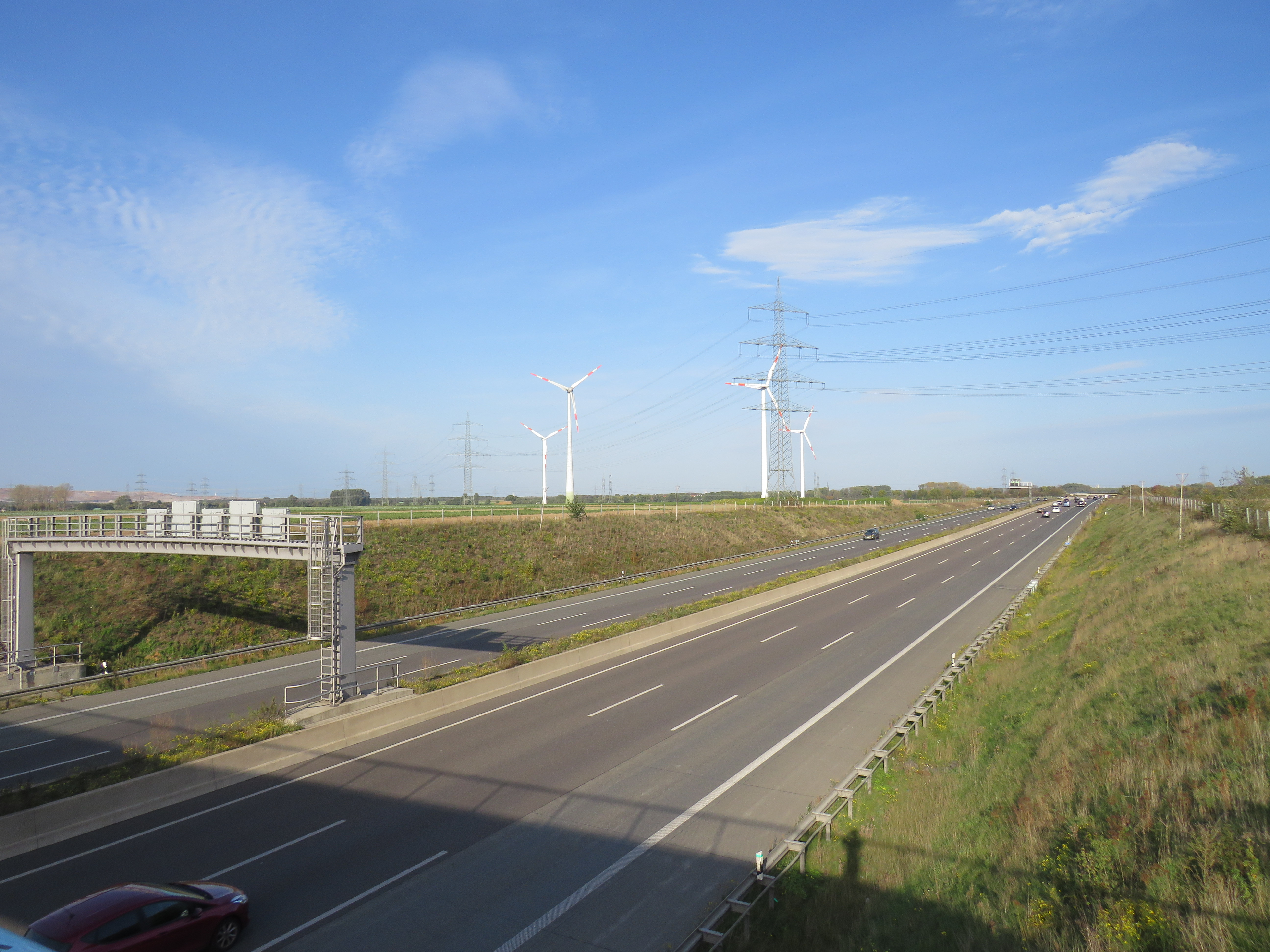
Sechsstreifig ausgebaute Strecke bei Düren
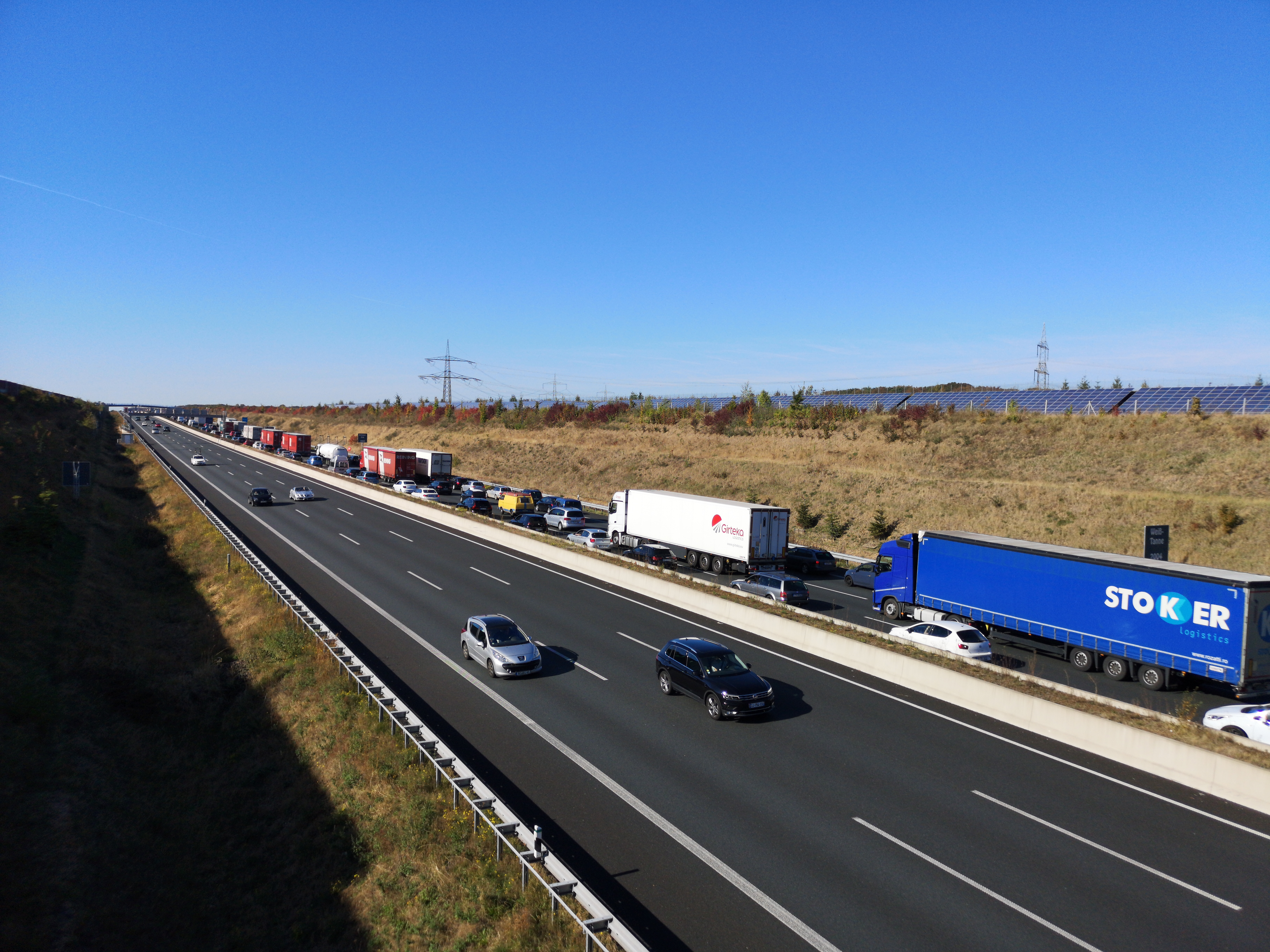
Sechsstreifige Neubautrasse zwischen Düren und Kerpen
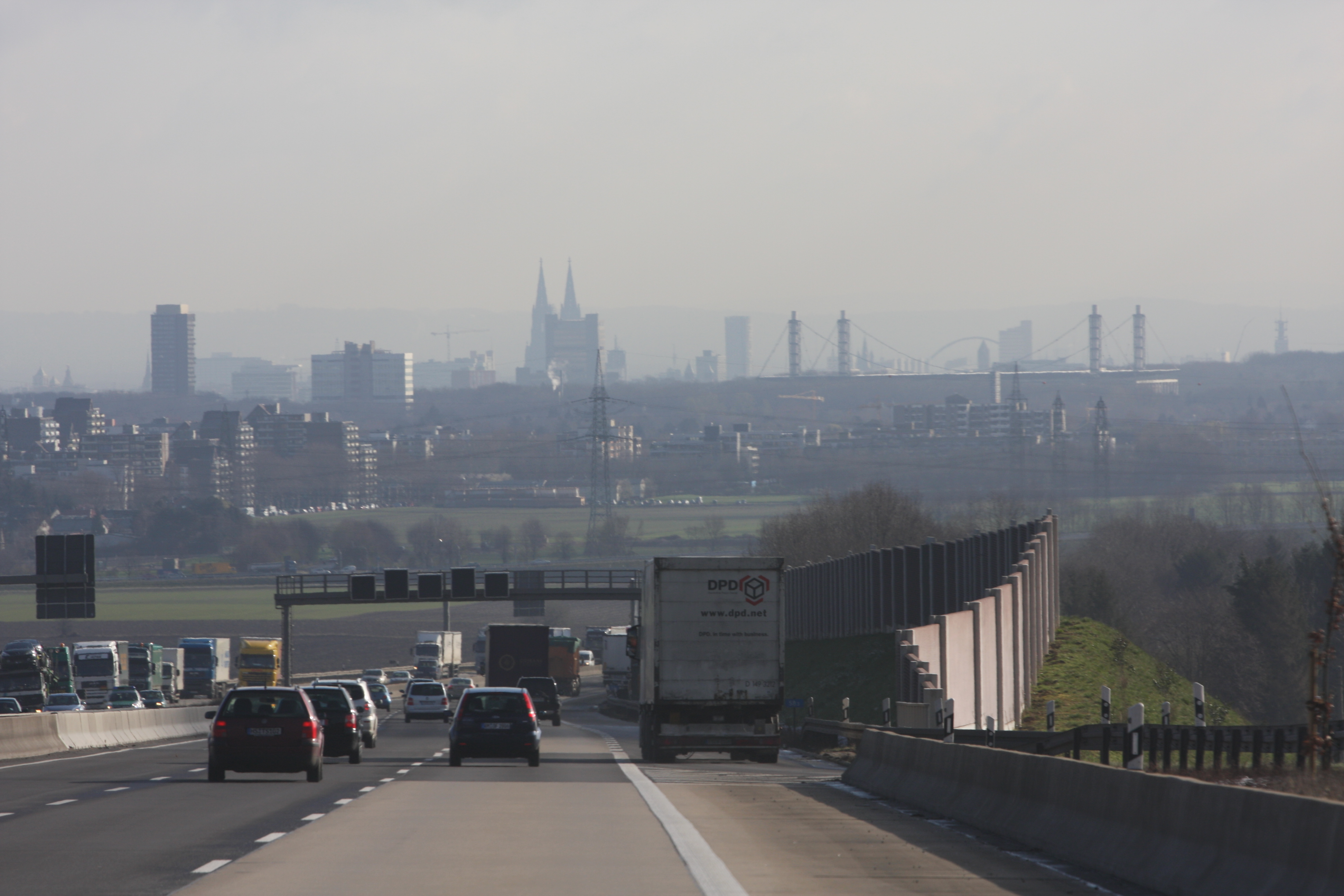
Blick auf Köln

Das Kreuz Köln-West, wo die BAB 1 gekreuzt wird, markiert den Beginn des südlichen Kölner Autobahnrings. Der Containerbahnhof Köln-Eifeltor liegt unmittelbar an der Autobahn und hat eine eigene Anschlussstelle. Anschließend führt am Kreuz Köln-Süd die BAB 555 nach Bonn. Danach wird auf der Rodenkirchener Brücke der Rhein überquert und am Kreuz Köln-Gremberg die BAB 559 von Deutz zum Flughafen Köln/Bonn und weiter nach Königswinter gekreuzt. Am nachfolgenden Dreieck Köln-Heumar endet die Hauptfahrbahn der BAB 4 und führt auf die der BAB 3.
Bis zum Kreuz Köln-Ost verlaufen die Autobahnen 3 und 4 auf einer gemeinsamen, achtstreifig ausgebauten Trasse in nördliche Richtung. Hinter dem Kreuz führt die BAB 4 dann wieder auf einer eigenen, vierstreifigen Trasse in östliche Richtung, womit der Kölner Autobahnring verlassen wird. Sie führt zunächst an den östlichen Kölner Stadtteilen Merheim und Brück vorbei und durchquert den nördlichen Teil des Königsforsts. An den südlichen Stadtteilen von Bergisch Gladbach vorbei, erreicht sie bei Untereschbach das Sülztal und erreicht den ersten Höhenzug des Bergischen Lands zwischen Sülz- und Aggertal, dem die Autobahn von Overath bis Engelskirchen oberhalb am östlichen Hang folgt. Kurz vor Gummersbach überquert die Autobahn die Wiehl und führt nun auf einem Höhenrücken an der Wiehltalsperre bei Reichshof entlang. Die Autobahn erreicht das Sauerland mit seinen im Vergleich zum Bergischen Land höheren Bergen. Dem Abstieg ins Biggetal folgt das Kreuz Olpe-Süd mit der BAB 45.
Jahrelang war das Autobahnkreuz mit der Sauerlandlinie mit der nur wenige hundert Meter östlich gelegenen Anschlussstelle an die L 512 bei Wenden der Endpunkt des westlichen Teilstücks der BAB 4. Die Verbindung mit der Hüttentalstraße wurde 2006 fertiggestellt. Von Wenden aus geht es aus dem Biggetal wieder hinauf zum Höhenrücken zwischen Bigge- und Littfetal. Auf ca. 480 m über NN endet die Autobahn oberhalb von Kreuztal an der B 54, die als autobahnähnliche Straße (Hüttentalstraße) weiter nach Kreuztal und schließlich ins Stadtgebiet von Siegen führt.
Wer vom westlichen zum östlichen Teilstück der BAB 4 oder umgekehrt möchte, muss am Kreuz Olpe-Süd auf die BAB 45 Richtung Frankfurt fahren, dieser bis zur Anschlussstelle Wetzlar-Ost folgen, dann auf die B 49 Richtung Gießen wechseln, danach auf die B 429 (Gießener Ring) Richtung Wettenberg, die BAB 480, die BAB 5 (bzw. ab dem Hattenbacher Dreieck BAB 7) Richtung Kassel, ehe man am Kirchheimer Dreieck den Beginn des östlichen BAB 4-Abschnitts erreicht. Die genannte Route entspricht auch der Europastraße 40, allerdings wird das Fernziel Erfurt über das Gießener Südkreuz und die BAB 485 ausgeschildert, sodass eine durchgehend als Autobahn gewidmete Verbindung existiert.

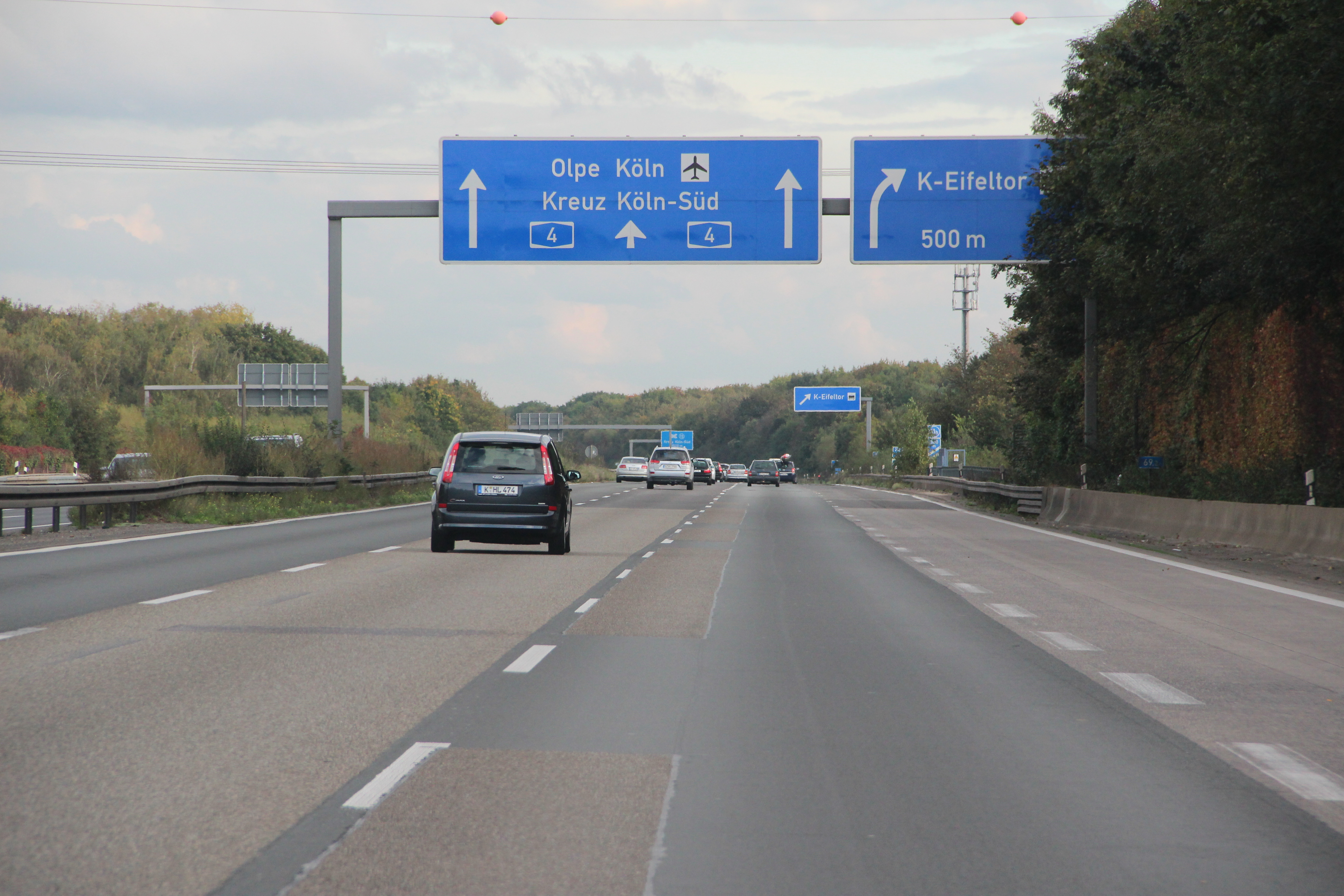
Abfahrt zum Containerbahnhof Eifeltor
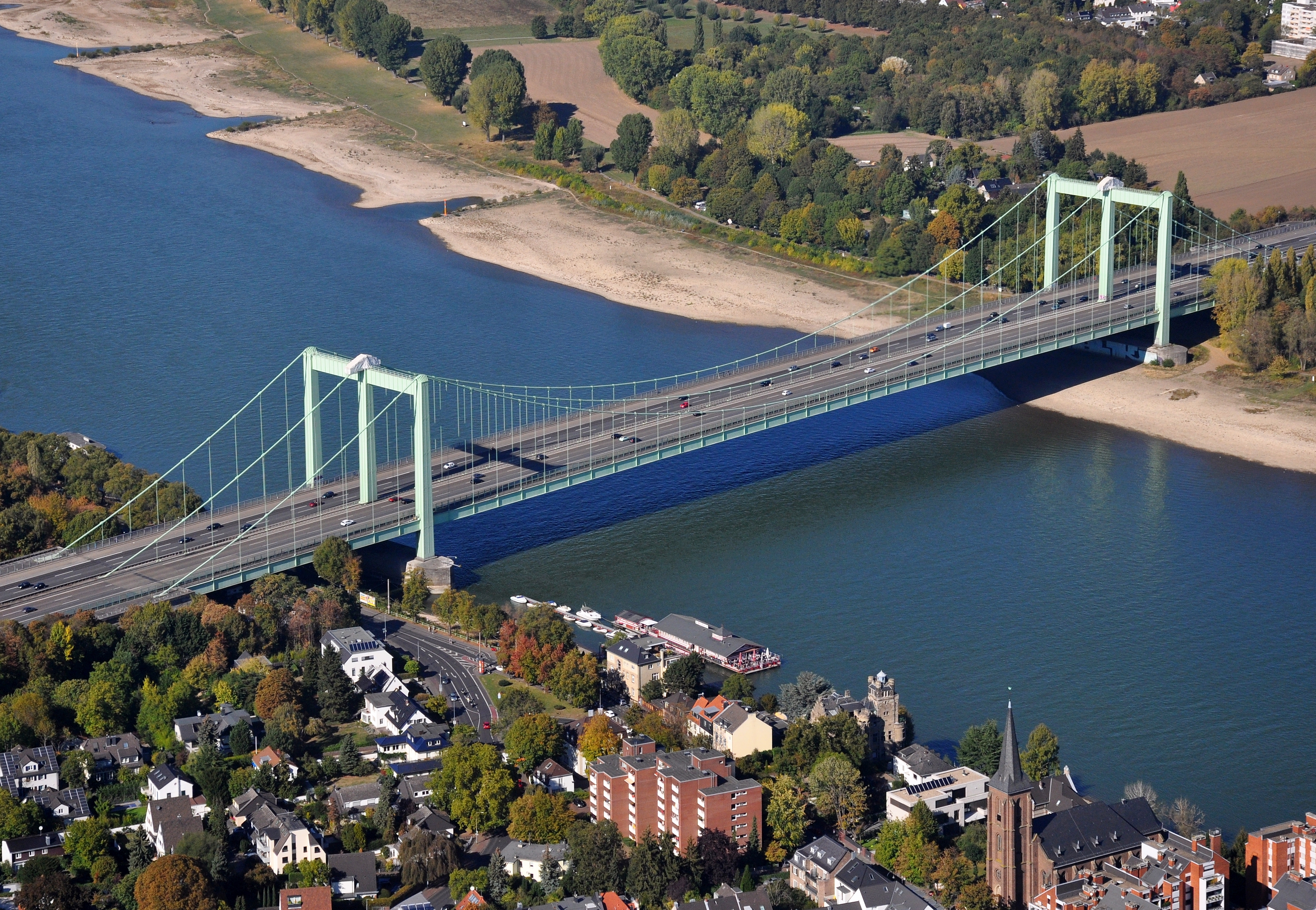
Rodenkirchener Rheinbrücke
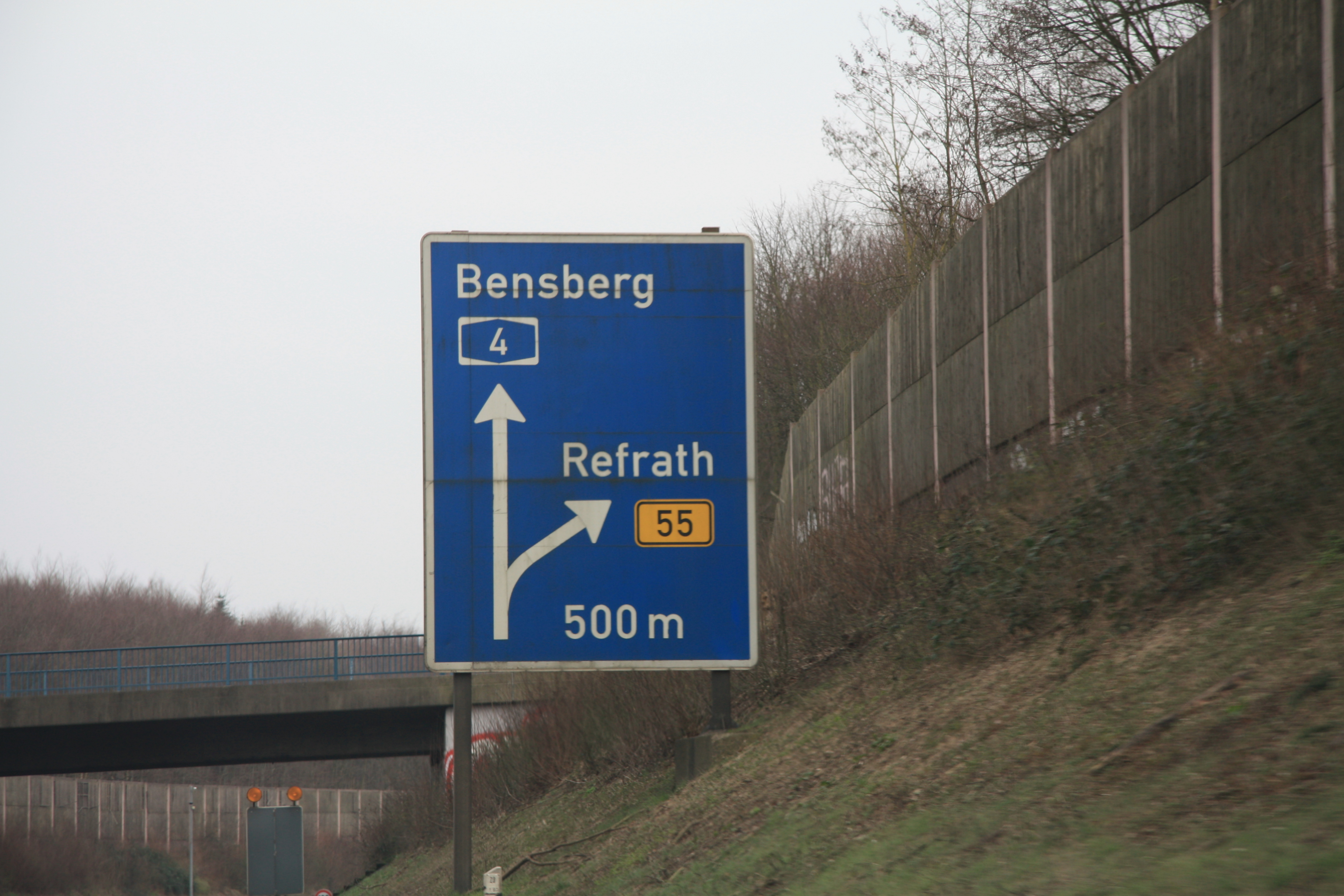
An der Anschlussstelle Refrath (vor der Umbenennung 2019)
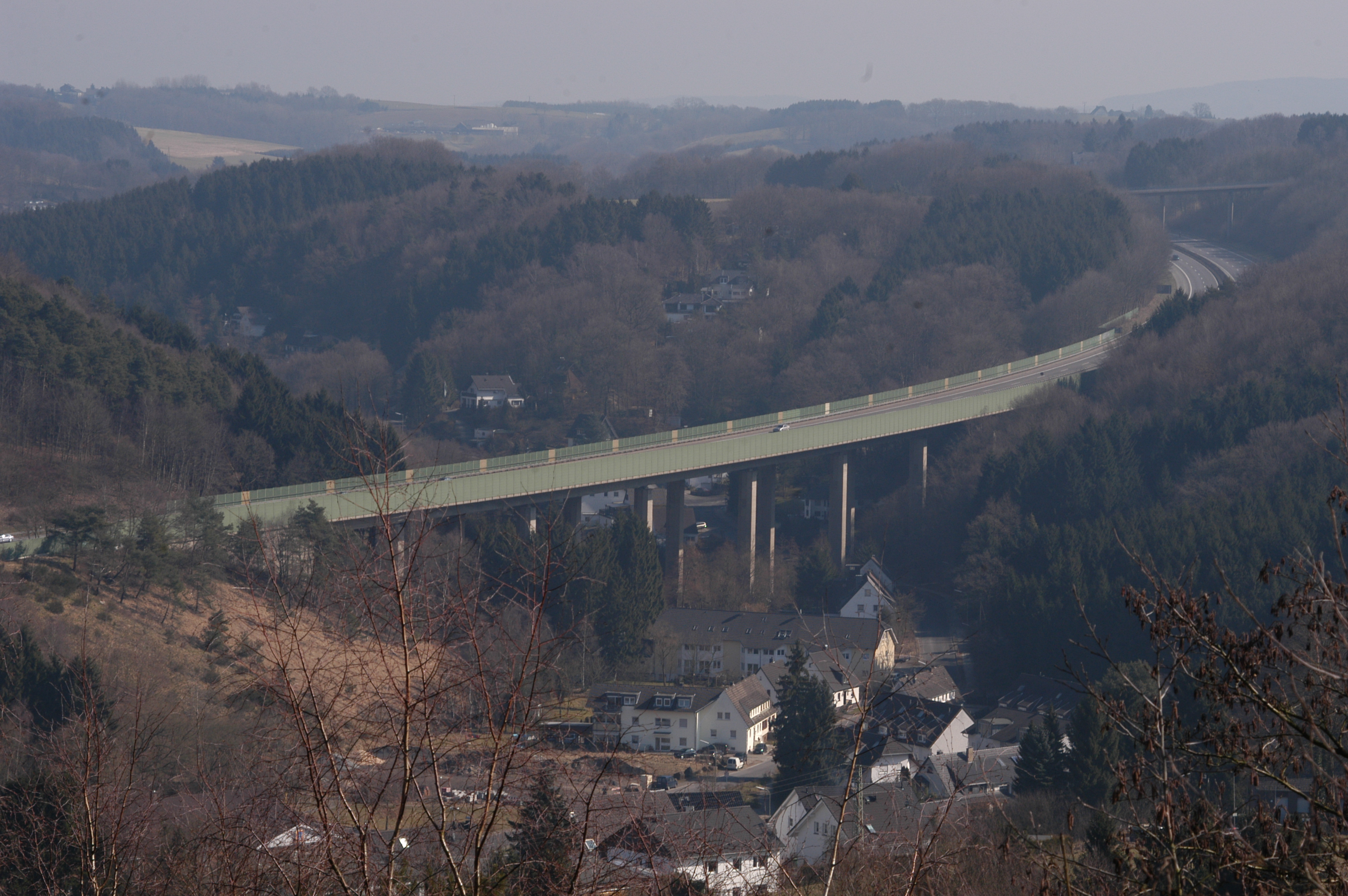
Streckenführung im Bergischen Land bei Overath
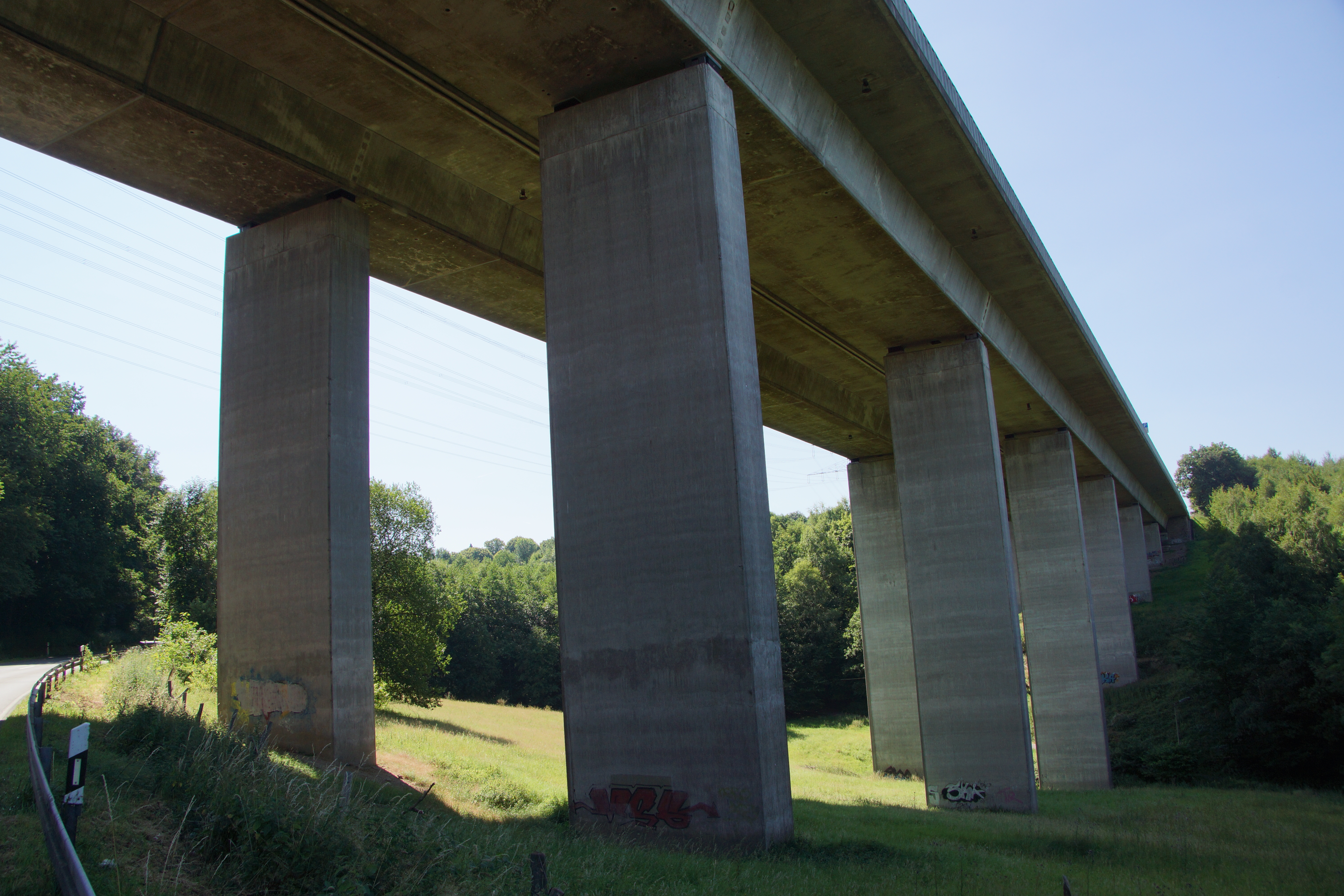
Eine der zahlreichen Talbrücken zwischen Köln und Olpe

### Kirchheim–Görlitz
Die östliche Teilstrecke der BAB 4 beginnt in Hessen, am bei Bad Hersfeld gelegenen Kirchheimer Dreieck. Dort zweigt sie von der BAB 7 in östliche Richtung ab. Nur einige Kilometer südlich des Knotenpunkts zweigt am Hattenbacher Dreieck die BAB 5 als Verlängerung der Hauptfahrbahn der BAB 7 nach Südwesten ab. Die beiden Knotenpunkte bilden mit den wegführenden Strecken ein zentrales Verkehrsdrehkreuz für den nationalen und internationalen Verkehr und sind dementsprechend hoch belastet.
Bis zur Anschlussstelle Wommen an der hessisch-thüringischen Landesgrenze ist die Autobahn vierstreifig, hat aber aufgrund der bergigen Streckenführung abschnittsweise einen zusätzlichen dritten Fahrstreifen pro Richtungsfahrbahn. Vom Aulatal aus wird ein Höhenzug des Knüllgebirges durchquert und auf der anderen Seite das Fuldatal im Bereich der Stadt Bad Hersfeld erreicht. Nach Durchquerung des südlichen Stadtgebiets und Überquerung der Fulda geht es am südlichen Hang des Tals den Seulingswald hinauf. Der Höhenzug wird entlang des Bergkamms der Lange nach überquert, ehe kurz vor Wildeck die Landschaft zum Werratal hin flach abfällt und die Autobahn am nördlichen Hang der breiten Senke verläuft. Zwischen Wildeck und Gerstungen wird zum ersten Mal die Landesgrenze zu Thüringen gequert, ehe nach einigen Kilometern wieder hessisches Gebiet erreicht ist. Weiter geht es am nördlichen Hang des Werratals auf einer nun von hier bis Dresden sechsstreifig ausgebauten Fahrbahn. Hinter Herleshausen wird Hessen dann endgültig verlassen und die Autobahn wechselt wieder nach Thüringen.
Bei Hörschel wird die Werra auf einer 85 m hohen Brücke überquert. Am Südrand des Hainichs und an den Hörselbergen entlang wird die Stadt Eisenach in einem sehr weitläufigen Bogen umfahren. Am Südrand des Thüringer Beckens, wo sich südlich der Thüringer Wald anschließt, geht es an Gotha und den direkt an der Autobahn gelegenen Drei Gleichen (Burg Gleichen, Mühlburg, Wachsenburg) vorbei, ehe die thüringische Landeshauptstadt Erfurt erreicht ist. Am Autobahnkreuz Erfurt trifft die BAB 4 auf die BAB 71. Die beiden Autobahnen bilden zusammen mit der B 7 einen Ring um Erfurt. Weit außerhalb des Stadtgebiets umfährt die BAB 4 die Stadt südlich über das Plateau der Ilm-Saale-Platte. Anschließend geht es an Weimar vorbei und kurz vor Jena wird im Jagdbergtunnel der Höhenrücken zum Saaletal hin unterquert. Im südlichen Stadtgebiet von Jena wird zunächst die Saale überquert, ehe in einem zweiten Tunnel, der aus Lärmschutzgründen gebaut wurde, die Trabantenstadt Neulobeda tangiert wird. Von dort aus führt die Autobahn oberhalb des Rodatals ins hügelige und waldreiche Thüringer Holzland. Kurz hinter der markanten Teufelstalbrücke ist das Hermsdorfer Kreuz erreicht, an dem die BAB 4 die BAB 9 kreuzt.

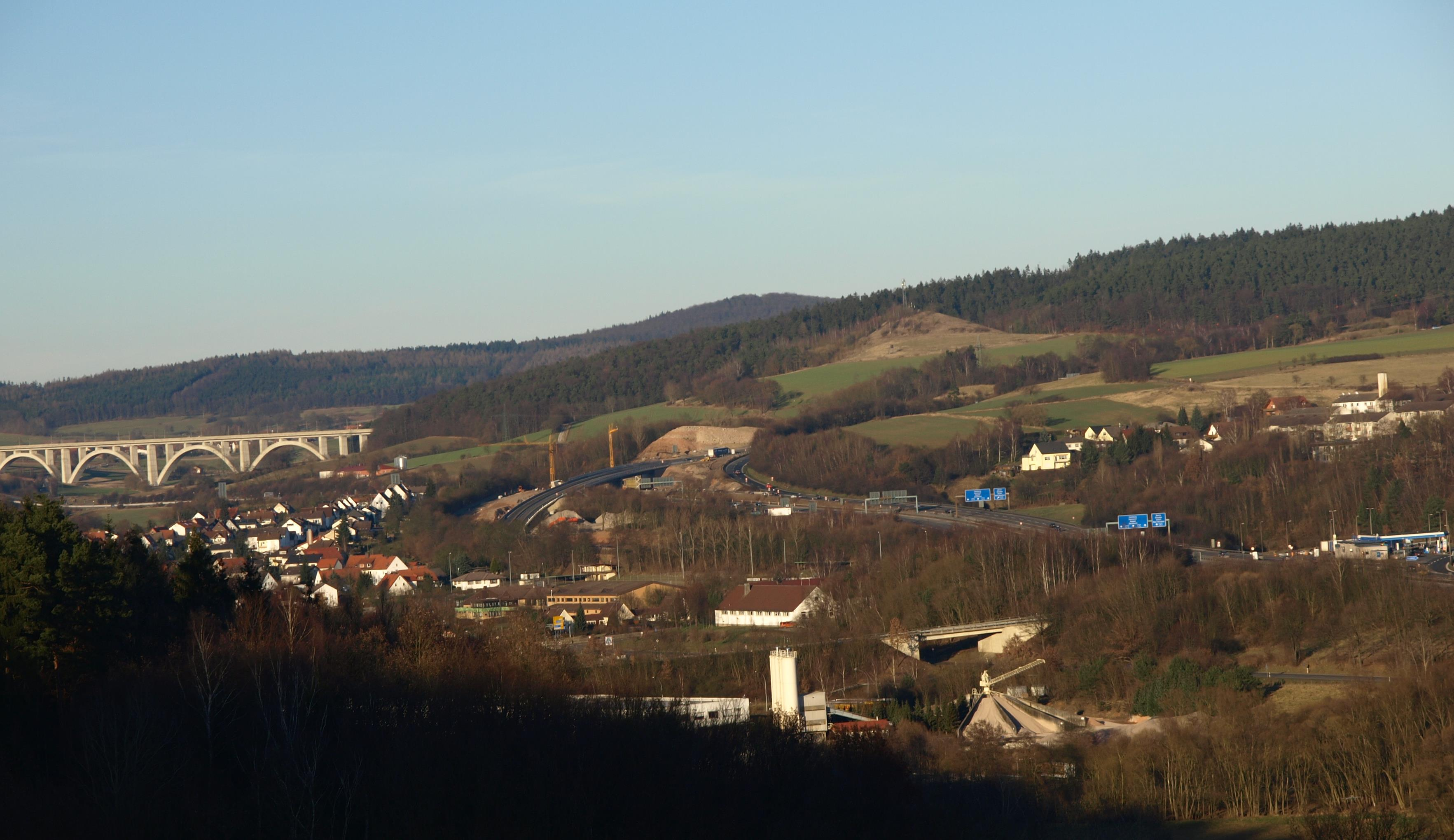
Kirchheimer Dreieck
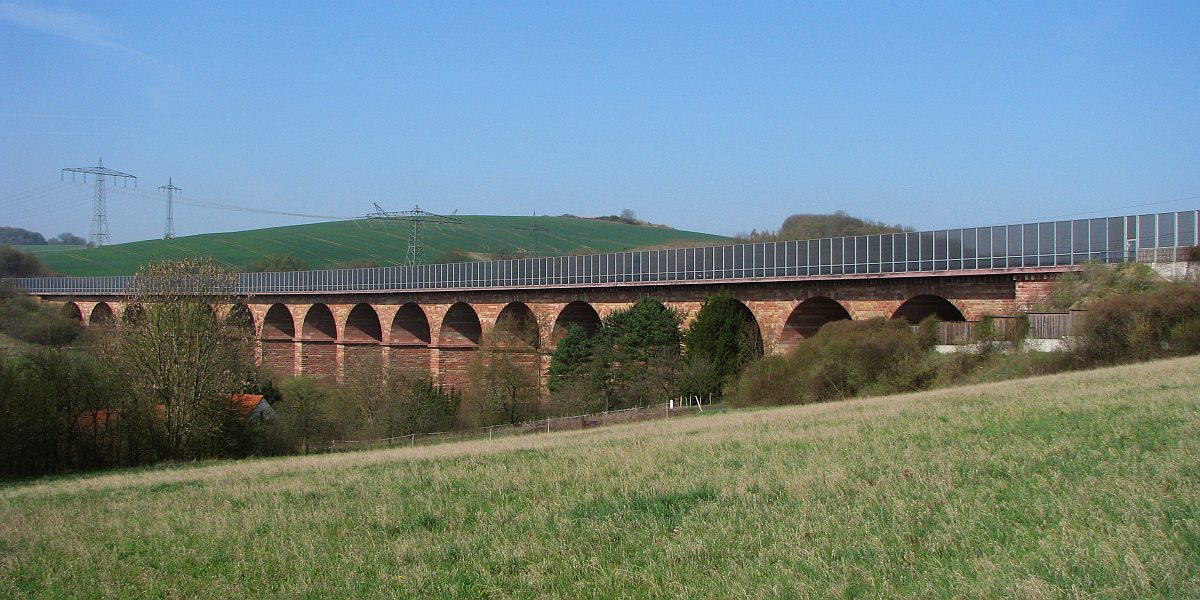
Sanierte Talbrücke Wommen
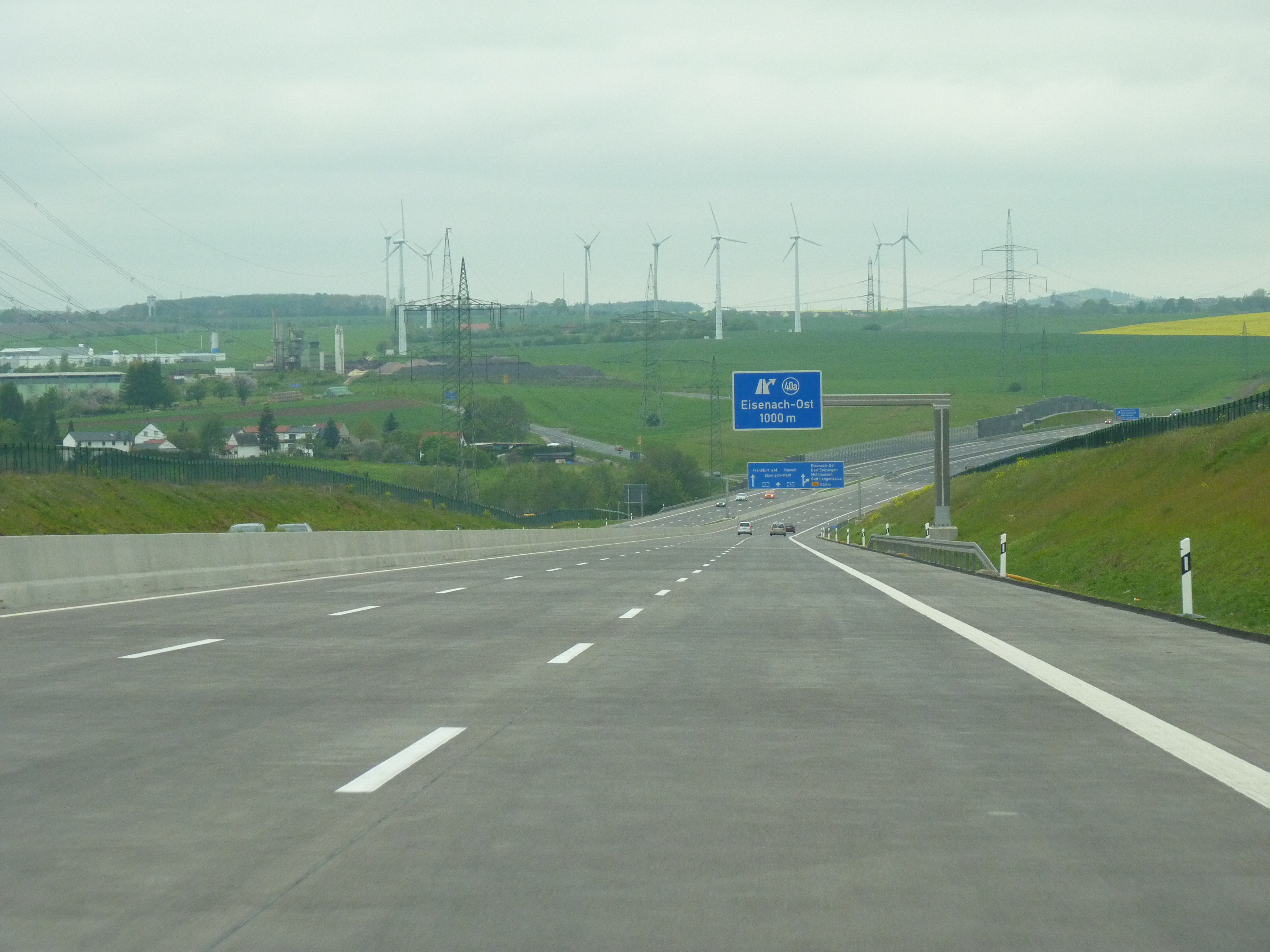
Bei Eisenach
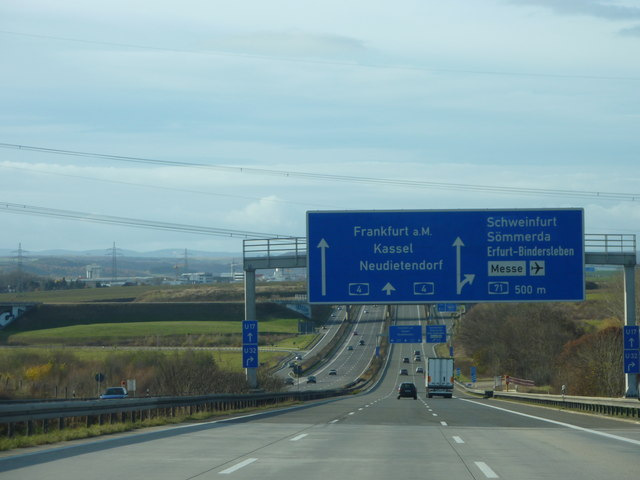
Am Kreuz Erfurt
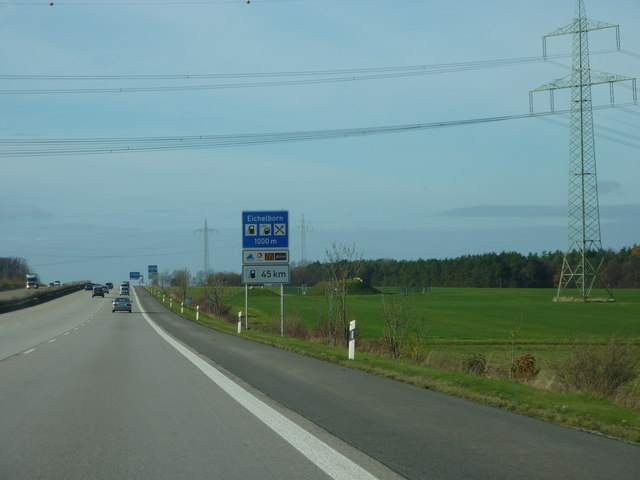
Zwischen Erfurt und Weimar
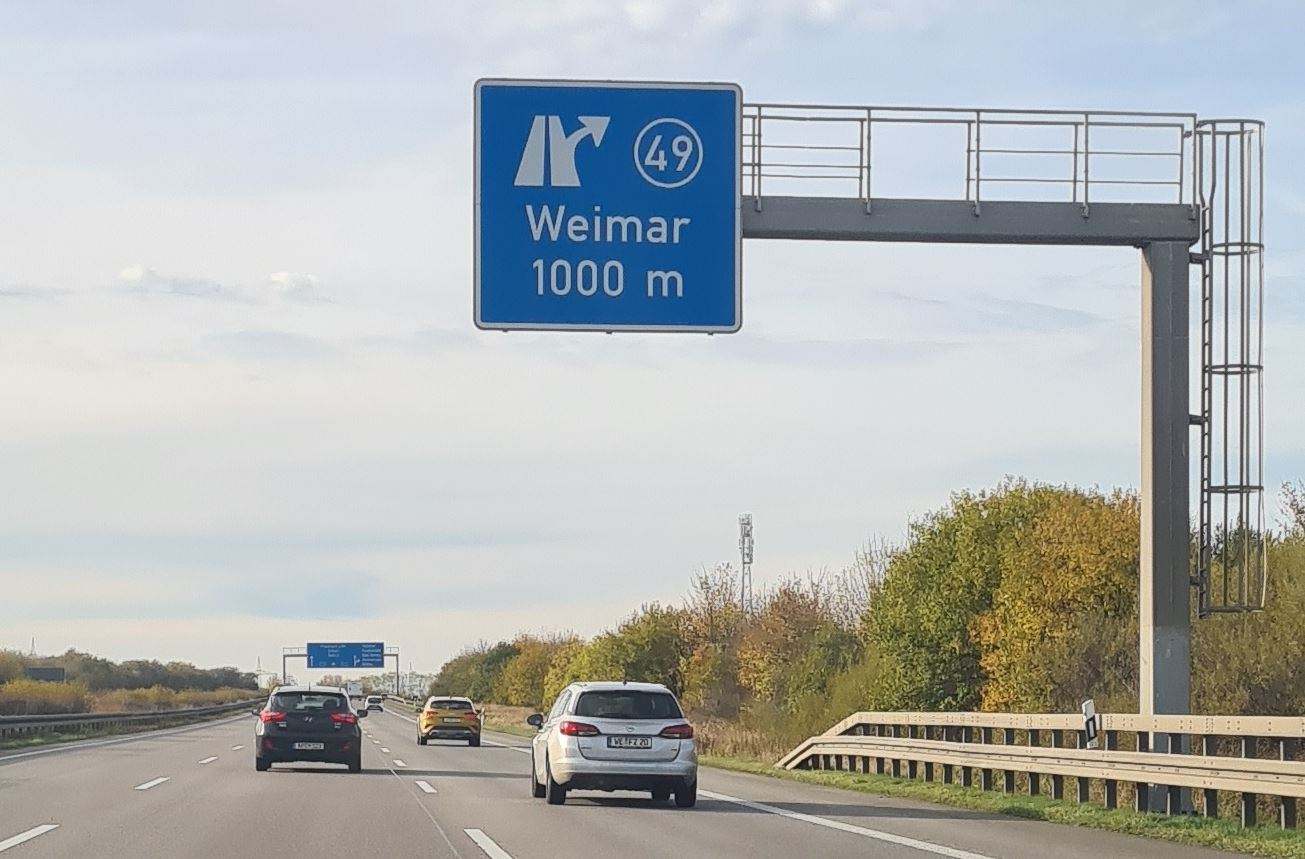
Ausfahrt Nr. 49 Weimar
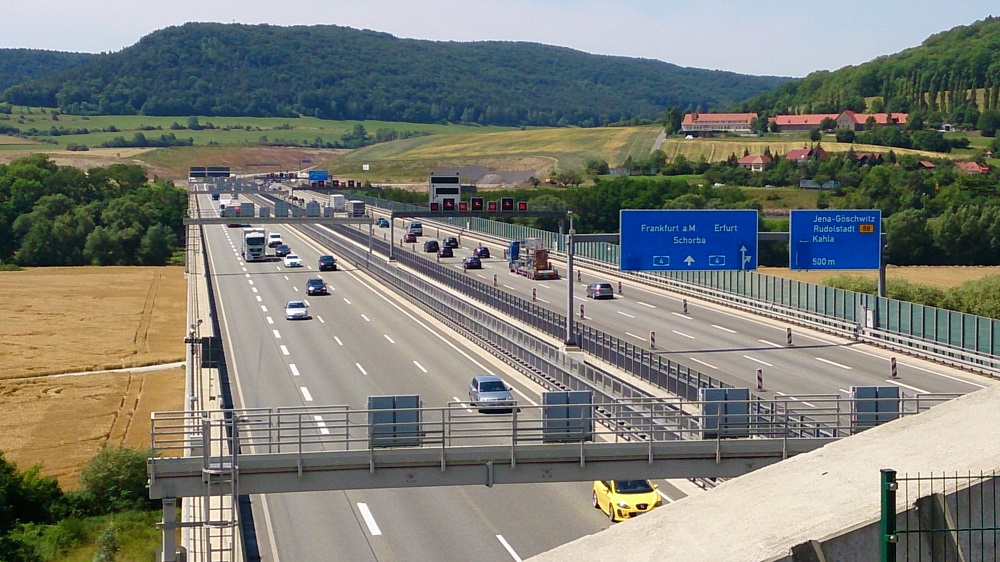
Im Saaletal bei Jena
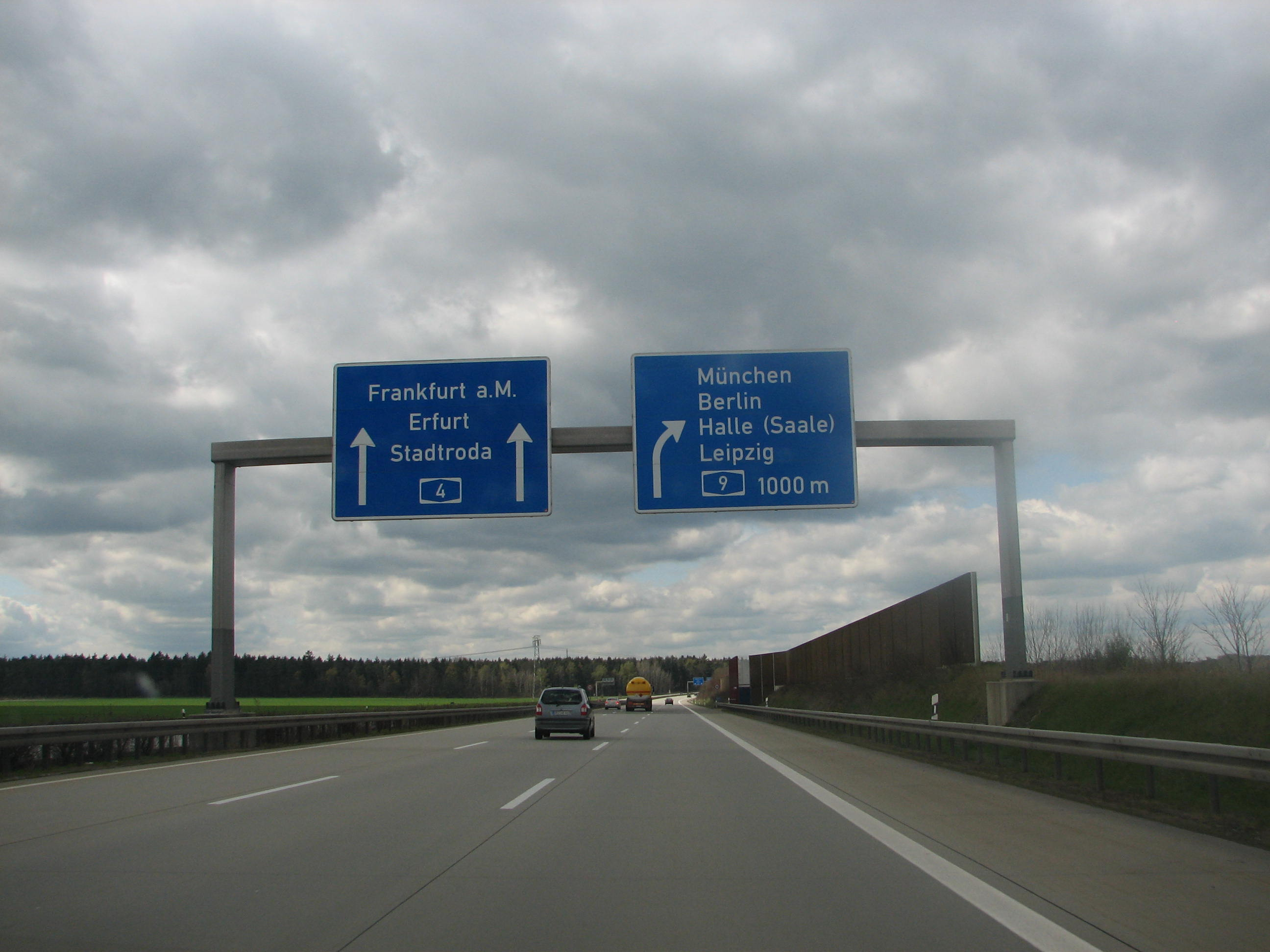
Am Hermsdorfer Kreuz

Östlich vom Hermsdorfer Kreuz folgt ein langgezogener Abstieg ins Tal der Weißen Elster. Die im Tal liegende Stadt Gera wird nördlich und östlich umfahren. Nach dem vom ehemaligen Uranabbau geprägten Ronneburg erreicht die Autobahn die Landesgrenze zu Sachsen. Bei Crimmitschau wird die Pleiße überquert und hinter Glauchau der Höhenzug des Rabensteiner Walds erreicht, den die BAB 4 der Länge nach quert. Am östlichen Abstieg folgt das Autobahnkreuz Chemnitz mit der BAB 72 und schließlich die nördliche Umfahrung von Chemnitz. Den markanten Bahrebachmühlenviadukt der eingleisigen Bahnstrecke Neukieritzsch–Chemnitz unterquert die Autobahn in einem kurzen Tunnelbauwerk, danach folgt die Querung des namensgebenden Flusses Chemnitz. Die folgende Strecke ist vom Verlauf durchs hügelige Erzgebirgsvorland geprägt und führt zunächst nach Nordosten, schließlich wieder nach Osten. Die Täler der im Erzgebirge entspringenden und zur Elbe hin verlaufenden Flüsse Zschopau, Kleine Striegis, Große Striegis und Freiberger Mulde werden überquert und mehrere Waldgebiete durchfahren. Am Autobahndreieck Nossen mündet die von Nordwesten her kommende BAB 14 in die BAB 4.
Der Streckenverlauf ab Nossen führt wieder geradewegs nach Osten, oberhalb der Triebischtäler entlang. Kurz nach Erreichen der ersten Vororte von Dresden zweigt am Autobahndreieck Dresden-West die BAB 17 nach Südosten ab. Am sogenannten Brabschützer Berg geht es in den Elbtalkessel hinab. Die Elbe wird überquert und in nordöstlicher Richtung die nördlichen Stadtteile der sächsischen Landeshauptstadt durchfahren. Nach dem Aufstieg aus dem Talkessel hinaus, mündet die von Norden her kommende BAB 13 am Autobahndreieck Dresden-Nord in die BAB 4 ein. Unmittelbar benachbart liegt der Dresdner Flughafen.

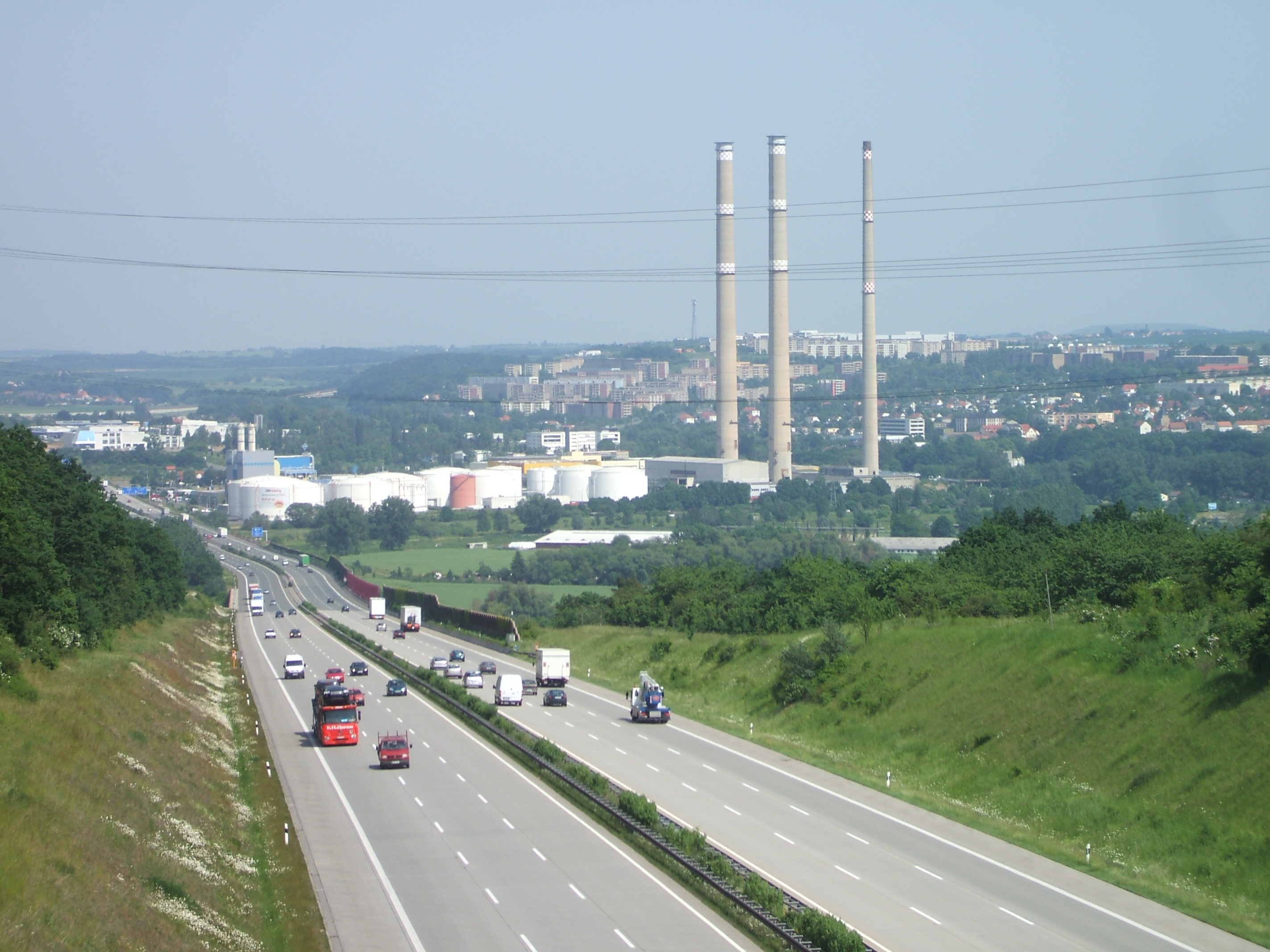
Bei Gera
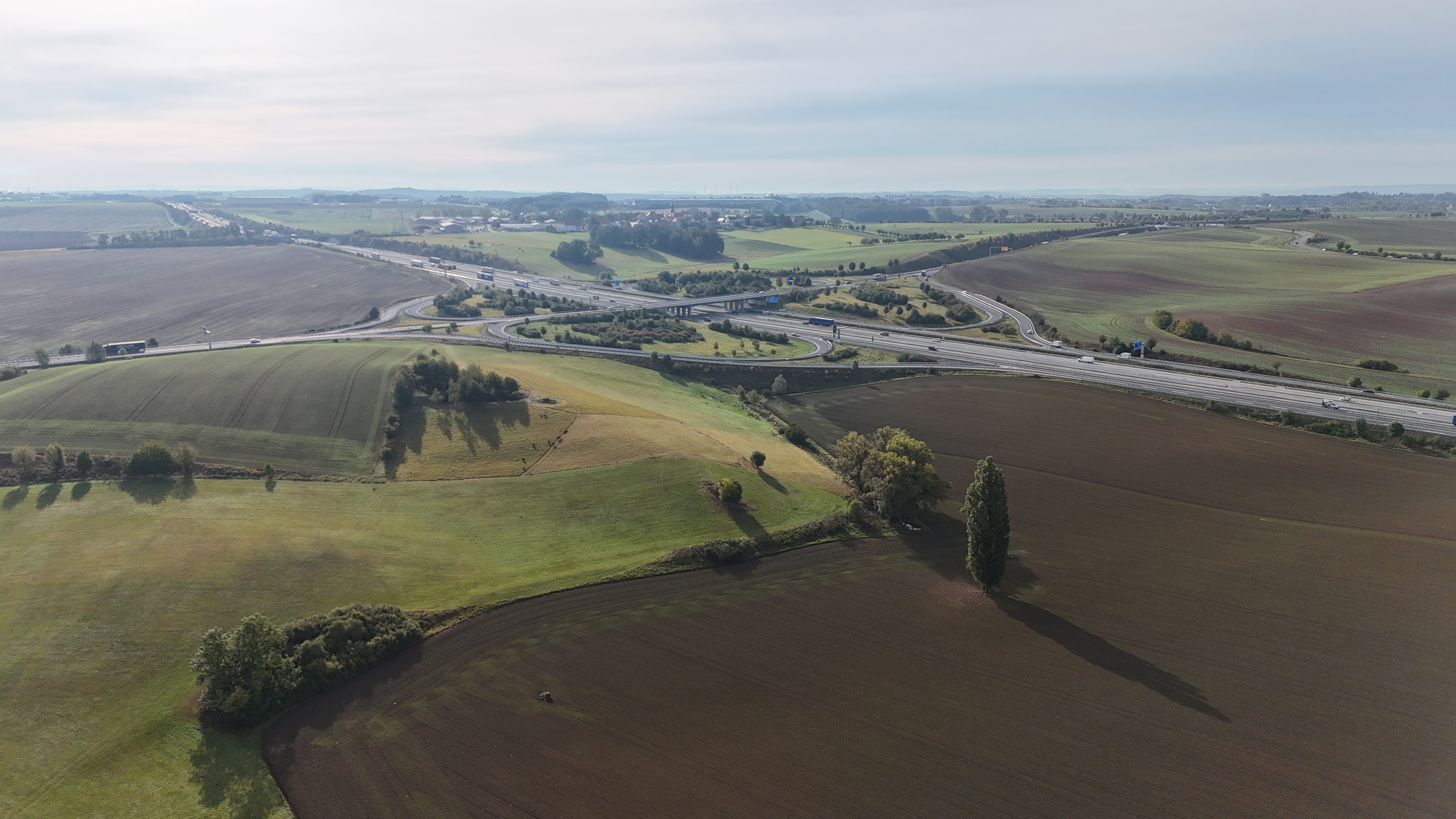
Anschlussstelle Gera mit B 2
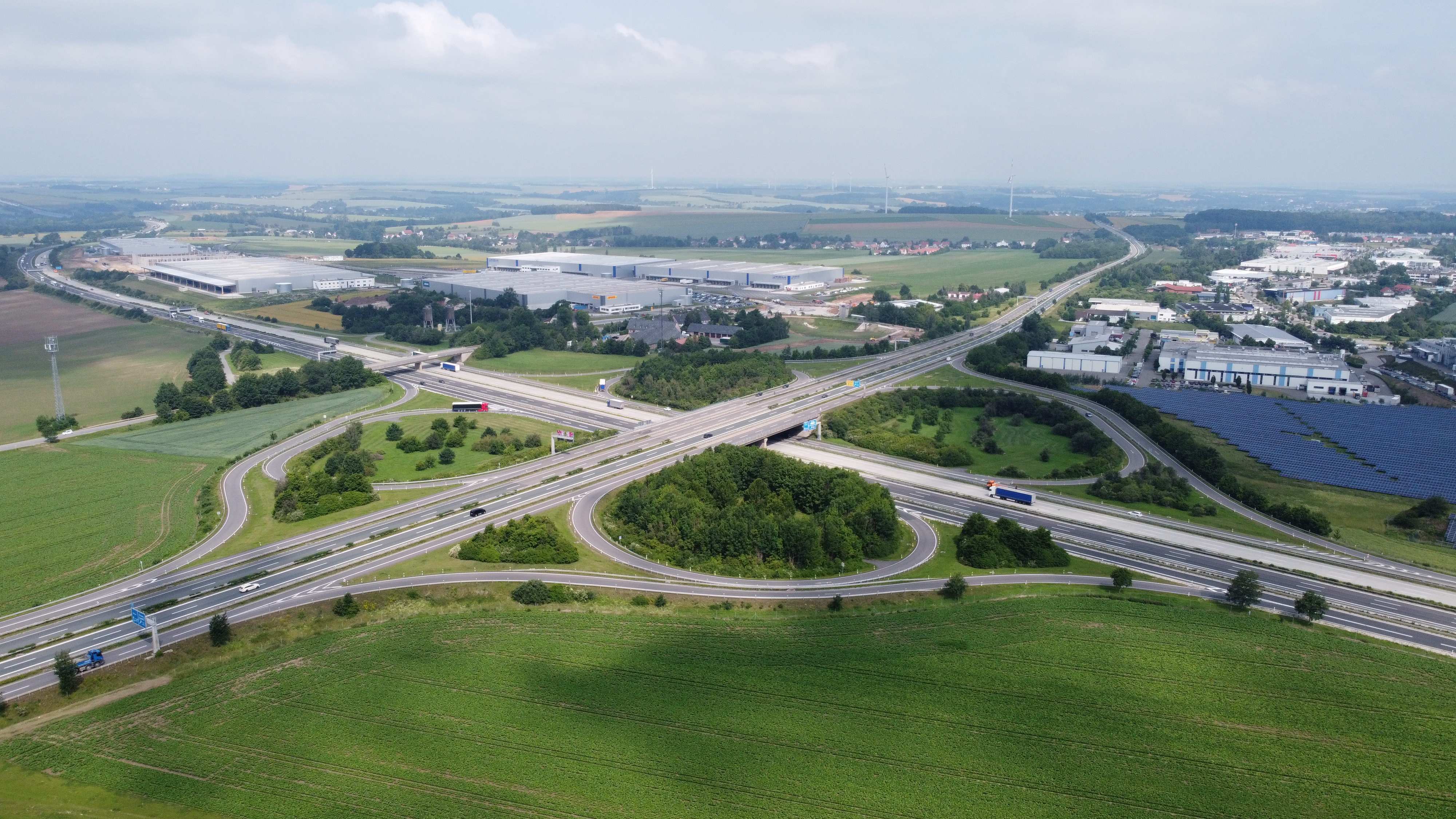
Bei Meerane mit B 93
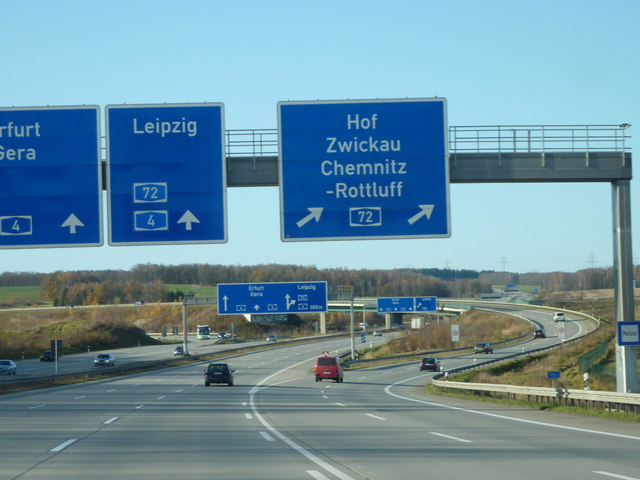
Am Kreuz Chemnitz
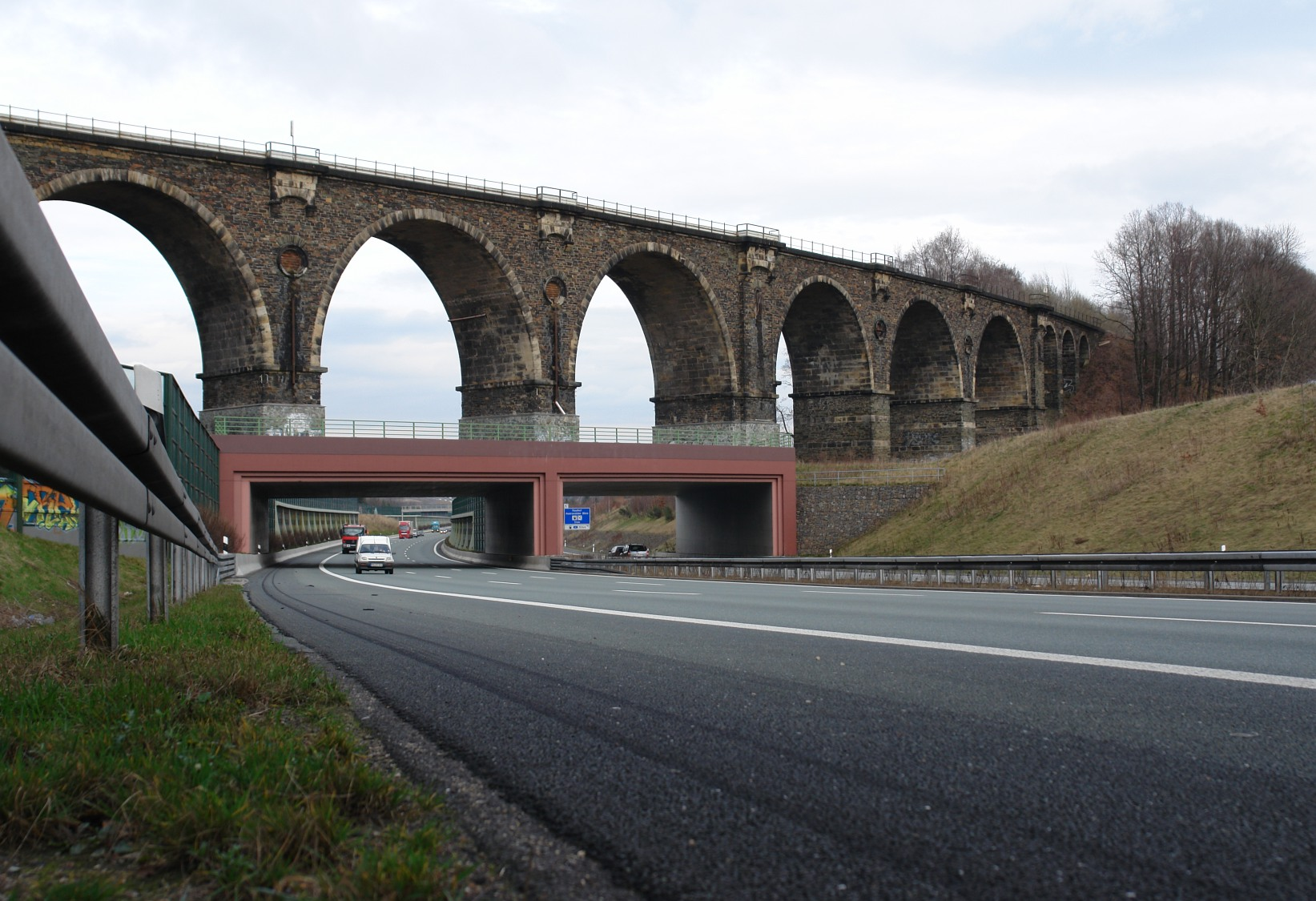
Bahrebachmühlenviadukt bei Chemnitz
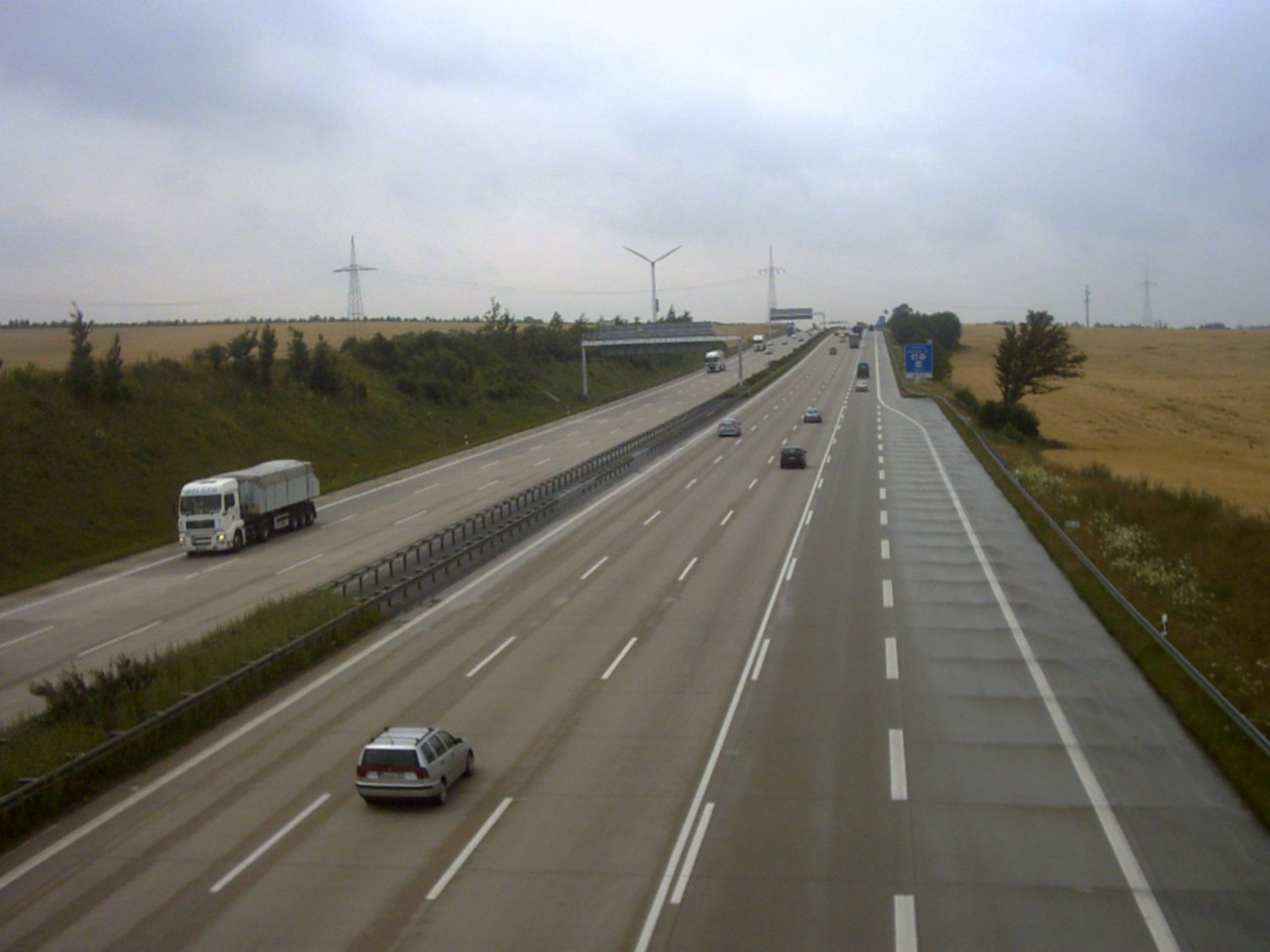
Bei Dresden

Hinter dem Autobahndreieck endet der sechsstreifige Ausbau und die Autobahn weist bis zum Ende an der polnischen Grenze nur noch vier Fahrstreifen auf, mit Ausnahme einiger kürzerer Abschnitte in Steigungsbereichen, die über einen Zusatzfahrstreifen verfügen. Zunächst parallel zum Flughafengelände weiter nach Nordosten, dreht bei Ottendorf-Okrilla am Südrand der Laußnitzer Heide die Strecke nach Osten. Auf Höhe von Pulsnitz quert sie die bewaldeten westlichen Ausläufer des Lausitzer Berglands und weist mehrere kleinere Steigungs- und Gefällestrecken auf. Bei Burkau folgt ein Abstieg und die Oberlausitz ist erreicht. Das Gebiet zwischen Bergland im Süden und dem Oberlausitzer Heide- und Teichgebiet im Norden wird nun der Länge nach durchquert. Die Streckenführung ermöglicht dabei von Westen kommend einen Panoramablick auf die Stadt Bautzen, die im Anschluss nördlich umfahren wird. Dabei wird die Spree überquert, die unmittelbar nördlich der Autobahn zur Talsperre Bautzen aufgestaut wird.
Östlich von Bautzen geht es weiter durch das leicht hügelige Gebiet am Nordrand der Oberlausitzer Gebirgszüge entlang. Bei Weißenberg wird die B 178 angebunden, die im Endausbau eine leistungsstarke und kreuzungsfreie Verbindung über Zittau nach Tschechien bilden soll. Das Gebiet wird wieder bergiger und die Königshainer Berge sind erreicht. Der Höhenzug wird an seinem nördlichen Ausläufer im 3,3 km langen gleichnamigen Tunnel unterquert, der zum Zeitpunkt seiner Errichtung der längste deutsche Straßentunnel war und heute der drittlängste ist. Nach dem Tunnel ist Görlitz erreicht. Die östlichste Stadt Deutschlands und Grenzstadt zu Polen wird mit der letzten Anschlussstelle auf deutschem Gebiet angebunden, danach folgt im Ortsteil Ludwigsdorf die zu einem Rastplatz umgebaute, ehemalige Zollanlage. Der Abstieg ins Tal der Lausitzer Neiße ermöglicht einen Panoramablick bis zum Riesengebirge, ehe nach Überquerung des Flusses die Grenze zu Polen überquert wird. Auf polnischer Seite setzt sich die Autostrada A4 fort.

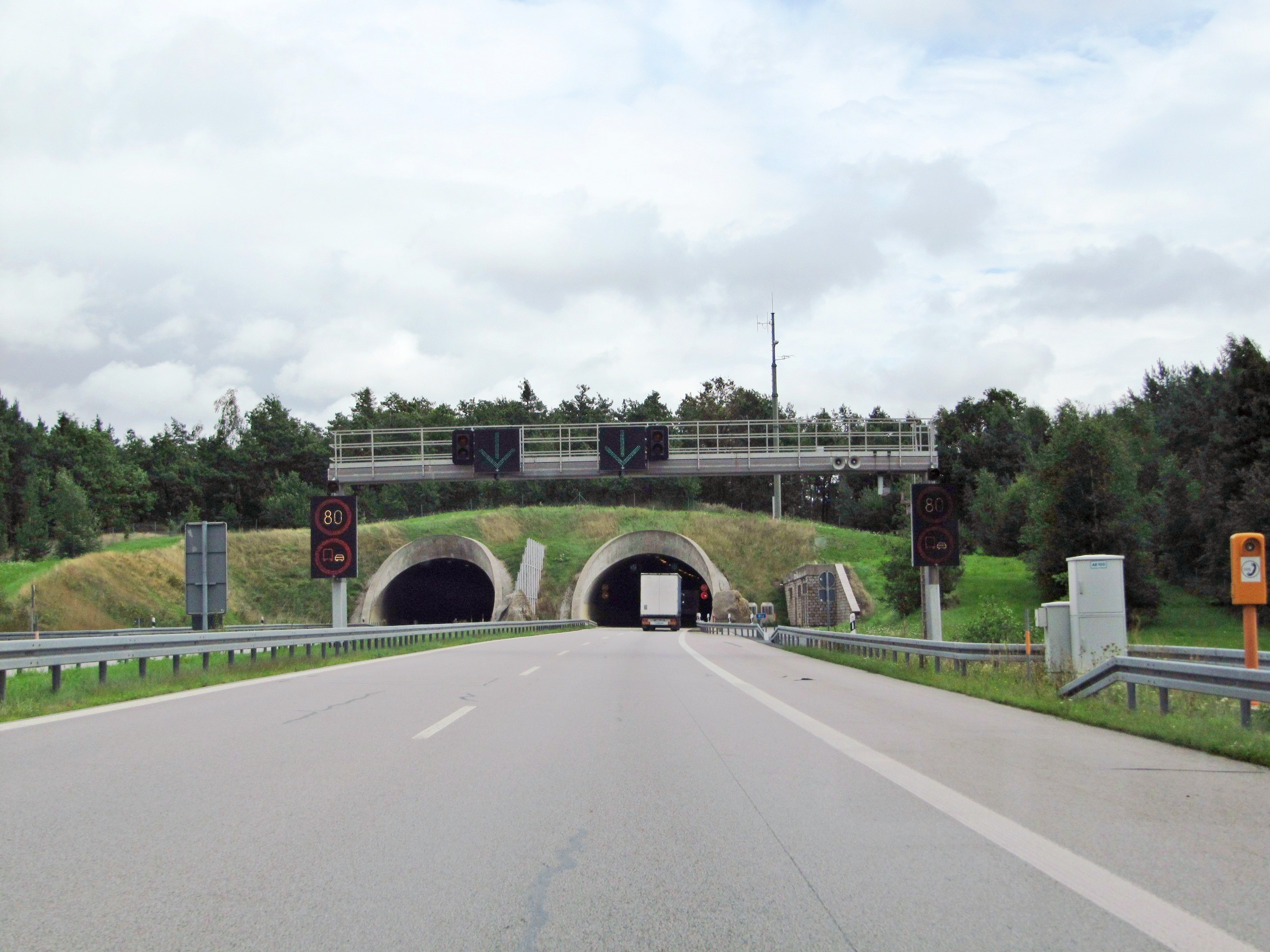
Westportal des Tunnels Königshainer Berge
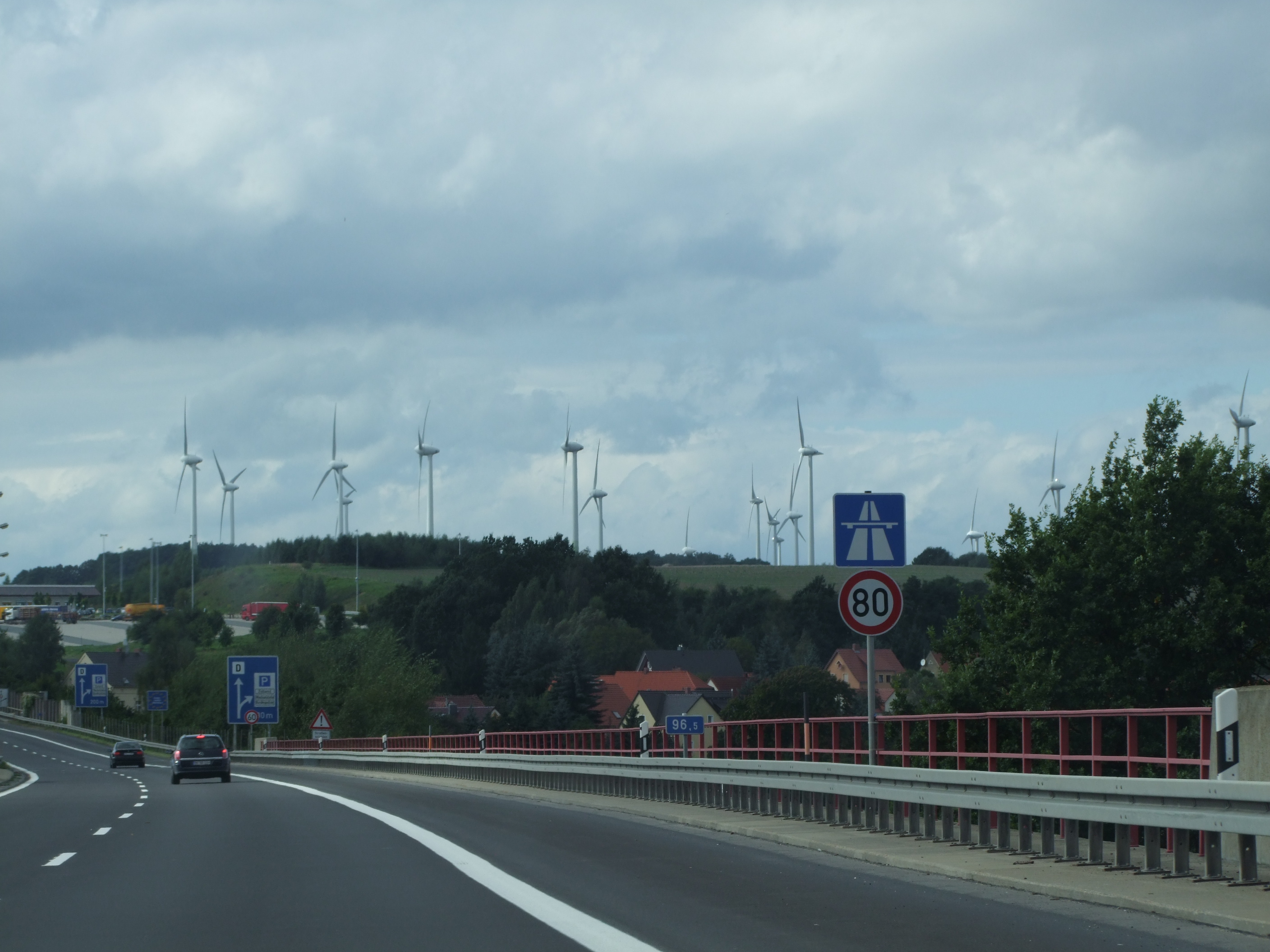
Deutsch-polnischer Grenzübergang Ludwigsdorf-Jędrzychowice

## Geschichte

### Erste Planungen
Pläne für Straßen, die ausschließlich dem motorisierten Individualverkehr vorbehalten sein sollten, kamen mit der fortschreitenden Motorisierung in den 1920er Jahren auf. Insbesondere in der preußischen Rheinprovinz ging diese aufgrund der hohen Einwohnerzahl und dem hohen Grad der Industrialisierung sehr zügig vonstatten, sodass die schmalen und unbefestigten Straßen dem Verkehr nicht mehr gewachsen waren. Neue Provinzialstraßen sollten hierbei Abhilfe schaffen. Erste Pläne für eine derartige Autostraße zwischen Aachen und Köln datieren auf das Jahr 1925, im März 1926 beschloss der rheinische Provinziallandtag den Bau einer Provinzialstraße von Köln nach Düsseldorf.
Der Ende 1926 gegründete Verein HaFraBa e. V. (Verein zum Bau einer Straße für den Kraftwagen-Schnellverkehr von Hamburg über Frankfurt a. M. nach Basel) entwarf unter Robert Otzen zunächst eine Fernstraße von Hamburg über Frankfurt am Main an die Schweizer Grenze nach Basel. 1927 entwarf der Verein ein erstes gesamtdeutsches Fernstraßennetz, ab 1929 statt der vorher üblichen Bezeichnung Nur-Autostraße unter dem von Otzen analog zur Eisenbahn geprägten Begriff Autobahn. Die Verbindung Aachen–Köln taucht auch in den meisten HaFraBa-Übersichtsplänen ab 1927 auf. Eine Verbindung Erfurt–Chemnitz–Dresden–Breslau, die als Vorplanung des realisierten östlichen BAB-4-Teilstücks angesehen werden kann, war ebenso aufgeführt wie eine Direktverbindung zwischen Frankfurt am Main und Erfurt, zusätzlich eine Strecke aus Richtung Kassel nach Erfurt. Eine Strecke von Köln in östliche Richtung war nicht geplant.

### 1934 bis 1943 – Reichsautobahnbau
Die NSDAP lehnte während der Weimarer Republik die Autobahnplanungen der HaFraBa ab und beschimpfte sie u. a. als „Luxusstraßen der Reichen“. Sie gewann die Reichstagswahl Juli 1932, nachdem sie im Wahlkampf Arbeitsbeschaffungsmaßnahmen versprochen hatte. Nach der Machtergreifung im Januar 1933 begann sie mit dem Ausbau des Autobahnnetzes (siehe auch Reinhardt-Programm). Der Verein HaFraBa wurde hierfür in GEZUVOR („Gesellschaft zur Vorbereitung der Reichsautobahnen e. V.“) geändert. Die Planungen aus der Zeit vor der Machtergreifung wurden nahezu unverändert übernommen.
Hitler und die NS-Propaganda inszenierten am 23. September 1933 den Spatenstich für den ersten Autobahnabschnitt Frankfurt – Darmstadt als feierliche nationale Zeremonie.

#### Kirchheim – Görlitz (– Breslau)
Diese Verbindung setzte sich bei Baubeginn aus den Reichsautobahnstrecken 17 (Kirchheim–Erfurt–Gera), 18 (Gera–Dresden) und 19 (Dresden–Görlitz) zusammen. Der erste Spatenstich fand am 21. März 1934 für die Strecke 18 bei Dresden-Neustadt statt. An jenem Datum wurde gleichzeitig an 22 Stellen im Deutschen Reich im Rahmen der sogenannten Zweiten Arbeitsschlacht mit dem Bau von Reichsautobahnen begonnen. Die Hauptveranstaltung unter Anwesenheit Adolf Hitlers fand an der Strecke München–Salzburg statt.
Bis 1936 wurde ein 12 km langes Teilstück zwischen Wilsdruff und Dresden sowie die 26 km lange Strecke zwischen Lobsdorf und Oberlichtenau zwischen Gera und Chemnitz eröffnet. Im Jahr darauf, 1937, folgte in drei Teilstücken der 48 km lange Lückenschluss – am 8. Mai 1937 zwischen Frankenberg und Siebenlehn und am 25. Juni 1937 zwischen Oberlichtenau und Frankenberg sowie zwischen Siebenlehn und Wilsdruff. Zum letztgenannten Datum wurde auch das erste Stück der westlichen Verlängerung um 77 km bis Jena im Abschnitt Lobsdorf–Meerane fertiggestellt. Anschließend folgte der 63,2 km lange Abschnitt von Meerane weiter bis Jena. Weitere 4 km der Strecke 19 wurden im Dezember 1937 nach Osten von Dresden-Neustadt zum Bautzener Dreieck (heutiges Dreieck Dresden-Nord) freigegeben. Zwischen Jena und Dresden war somit eine durchgehend zweibahnige Autobahn fertiggestellt.
Im Jahr 1938 wurde das Nummerierungssystem der Reichsautobahnen geändert. Der Autobahn Kirchheim–Görlitz wurden nun die Streckennummern 81 (Kirchheim–Eisenach), 79 (Eisenach–Erfurt), 80 (Erfurt–Chemnitz), 83 (Chemnitz–Dresden), und 73 (Dresden–Görlitz) zugeordnet.
Herausragendstes Brückenbauwerk beim Bau dieser Strecke war die erst im August 1938 vollständig für den Verkehr freigegebene Teufelstalbrücke östlich von Jena, damals eine der größten Bogenbrücken der Welt. Sie entstand nach einem Entwurf von Arnold Agatz unter der Obersten Bauleitung der Reichsautobahnen (bis 1935 Oberste Bauleitung der Kraftfahrbahnen) Halle. Eine Vielzahl weiterer größerer Brücken entstand entlang der Strecke, um die zahlreichen Flusstäler in der hügeligen Landschaft des nördlichen Erzgebirgsvorlandes zu überqueren. Das Bahrebachmühlenviadukt – eine markante Eisenbahn-Bogenbrücke bei Chemnitz – wird von der Autobahn in einem spitzen Winkel unterquert, was eine Verbreiterung des Mittelstreifens nötig machte.
Mit dem Weiterbau der Strecke 80 zwischen Erfurt und Jena wurde 1937 begonnen. Am 18. August 1939 wurde das Teilstück zwischen Weimar und Jena durch Fritz Todt, Generalinspektor für das Straßenwesen, in Höhe der Saaletalbrücke bei Jena für den Verkehr freigegeben.
An der Strecke 73, die von Dresden über Görlitz bis zu einem Abzweig bei Bunzlau der Reichsautobahn Berlin–Breslau führen sollte, wurden im Jahr 1938 zwei Teilstücke fertiggestellt – am 3. Oktober der Abschnitt Uhyst am Taucher–Bautzen-West und am 4. Dezember der Abschnitt Bautzener Dreieck–Ottendorf-Okrilla. Die vorerst letzten freigegebenen Abschnitte an dieser Strecke waren am 1. Juli 1940 die Teilstücke Bautzen-West–Weißenberg und Ottendorf-Okrilla–Uhyst am Taucher. Die letztgenannte Strecke konnte bis auf einen ca. 5 km langen Abschnitt noch weitgehend zweibahnig freigegeben werden. Am selben Tag wurde auch an der Strecke 80 das Teilstück zwischen Erfurt und Weimar fertiggestellt. Der Ausbruch des Zweiten Weltkrieges führte zu einer Reduktion der Bauarbeiten. Auf Einweihungsfeiern wurde danach verzichtet. Der Weiterbau von Weißenberg über Görlitz bis Bunzlau war begonnen worden. Verschiedene erhaltene Brückenwiderlager und die vorbereitete Trasse in den Königshainer Bergen zeugen bis heute davon.
Zwischen Eisenach und Erfurt wurde die Reichsautobahn Strecke 79 bis 1940 daher weitgehend mit nur einer Richtungsfahrbahn dem Verkehr übergeben. Der Abschnitt Waltershausen–Erfurt wurde 1940 freigegeben und wies eine nur abschnittsweise betonierte südliche Richtungsfahrbahn auf – hier wurden beide Fahrtrichtungen auf die nördliche Fahrbahn geleitet. Westlich davon, zwischen Eisenach-Ost und Waltershausen, war ebenfalls auf einigen Abschnitten nur eine Richtungsfahrbahn vorhanden. Zudem wurde die Kirchtalbrücke zwischen Wutha und der Eisenacher Siedlung Trenkelhof nicht mehr fertig, weshalb eine provisorische Talumfahrung eingerichtet wurde. In diesem Bereich war auch der Abzweig der Strecke 85 über Meiningen nach Bamberg vorgesehen, der nicht mehr zur Ausführung kam.
Auffällig war die bis 2010 bestehende Streckenführung durch die Hörselberge östlich von Eisenach mit höhenversetzten Fahrbahnen und dem frontalen Blick auf die Wartburg in westliche Fahrtrichtung. Wie bei den meisten Reichsautobahnen ist die Gesamtstrecke von Kirchheim bis Görlitz durch bestimmte Sichtachsen und Führungen entlang von Gebirgszügen geprägt, um eine bestimmte Inszenierung der umgebenden Landschaft zu gewinnen. Die „Schönheit der deutschen Landschaft“ sollte sich dem „Autowanderer“ erschließen.
Zwischen den Anschlussstellen Eisenach-West und Eisenach-Ost wurde die größtenteils nur halbfertige Strecke 1941 freigegeben. Westlich davon, zwischen Herleshausen und Eisenach-West, wurde 1939 mit dem Bau der Werratalbrücke begonnen, die Arbeiten aber nach ersten Planier- und Rodungsarbeiten sowie der Errichtung eines Pfeilers für Materialtauglichkeitsprüfungen eingestellt. Hier diente ab 1. Juli 1943 die 1939 angelegte Umgehungsstraße der Baustelle mit einer hölzernen Werrabrücke südlich von Spichra (die spätere Bundesstraße 7a) als Lückenschluss.
Als letztes noch in der Zeit des Nationalsozialismus halbwegs fertiggestelltes Reichsautobahnstück wurde im September 1937 mit den Erdarbeiten an der Strecke 81 zwischen Kirchheim und Herleshausen begonnen. Zuvor war bereits 1936 mit den Bauarbeiten am Kirchheimer Dreieck, wo die Strecke 81 von der HaFraBa-Hauptstrecke Kassel–Frankfurt abzweigen sollte, begonnen worden. Die Arbeiten im hügeligen und waldreichen Gelände zwischen Kirchheim und Eisenach verliefen zunächst zügig, sodass bereits 1938 mit dem Fahrbahnbau begonnen wurde und 1940 auch einige Teilstücke freigegeben wurden – zwischen dem Kirchheimer Dreieck und Sorga (östlich von Bad Hersfeld) war die Strecke zweibahnig fertiggestellt und unter Verkehr, wobei die Asbachtalbrücke erst 1941 um eine zweite Richtungsfahrbahn ergänzt wurde. Zwischen Wildeck und Gerstungen war die Autobahn 1940 bereits fertiggestellt, allerdings aufgrund der noch laufenden Bauarbeiten noch nicht unter Verkehr.
Erst mit der Fertigstellung des Abschnittes Sorga–Wildeck im Jahr 1943, der provisorisch nur die südliche Richtungsfahrbahn umfasste, wurde dieses Teilstück für den Verkehr freigegeben. Zuletzt war das Teilstück Gerstungen–Herleshausen zu diesem Zeitpunkt bis auf die Talbrücke Richelsdorf mit der südlichen Richtungsfahrbahn fertiggestellt. Provisorisch wurde daher eine Rampe durch das Tal, um das unfertige Brückenbauwerk herum, verlegt. Die Talbrücke Wommen war nur auf ihrer südlichen Seite vollendet worden. Als 1943 die Bauarbeiten an den Reichsautobahnen eingestellt wurden, war eine Strecke vom Kirchheimer Dreieck bis Weißenberg östlich von Bautzen, teilweise nur mit einer Richtungsfahrbahn, in Betrieb.

Autobahnausfahrt-Ankündigungstafel „Drei Gleichen“, 1945
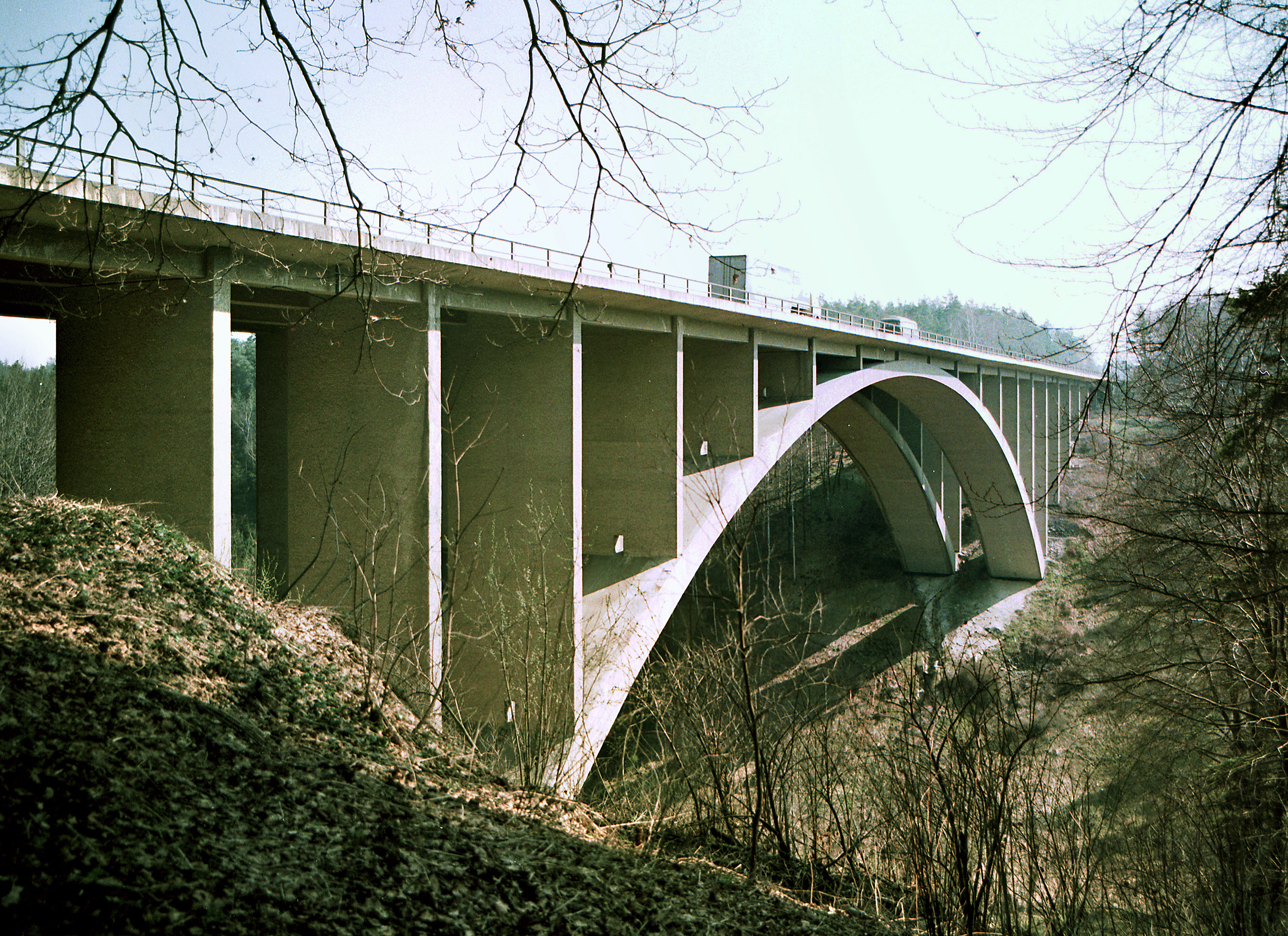
Teufelstalbrücke bei Jena von 1938 (Bild von 1988)
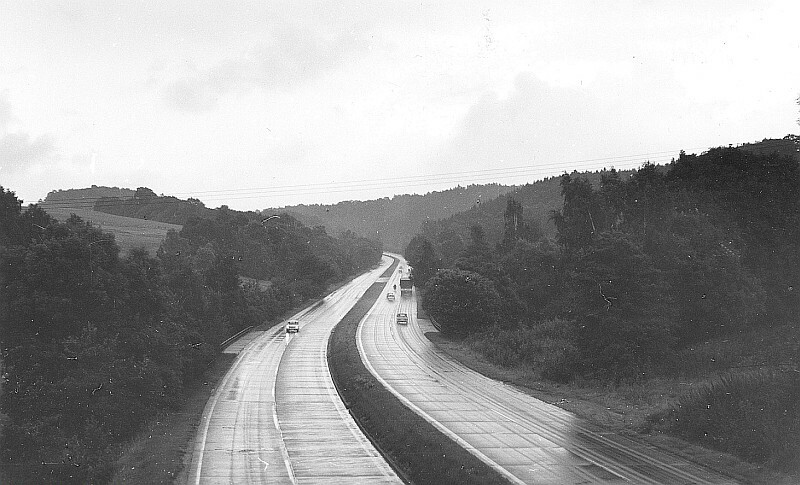
Im Triebischtal zwischen Chemnitz und Dresden
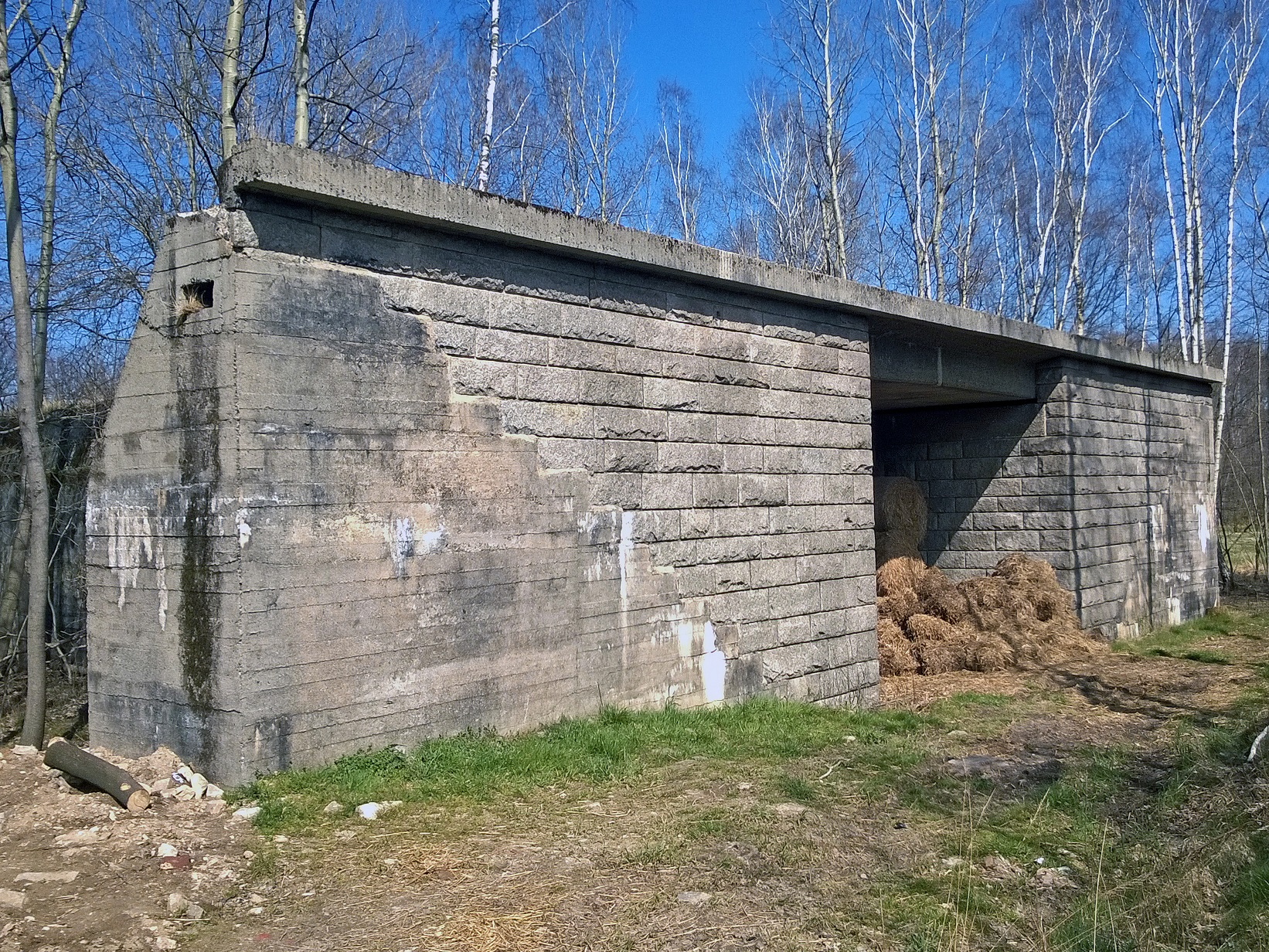
Unfertige Autobahnbrücke bei Thiemendorf östlich von Bautzen
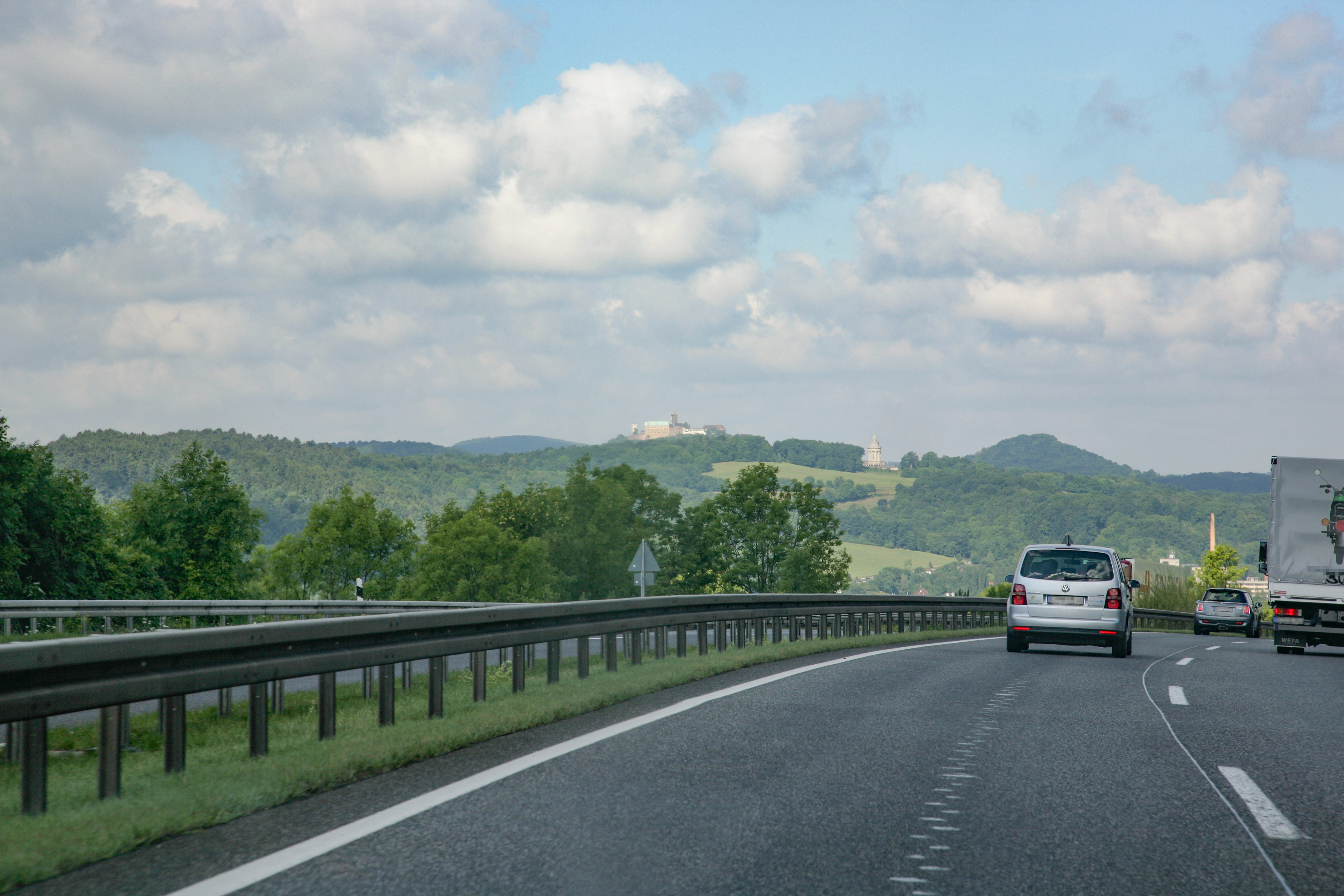
Ehemalige Streckenführung durch die Hörselberge mit Blick auf die Wartburg in westlicher Fahrtrichtung (2008)

#### Aachen – Köln
Der erste Spatenstich der Autobahn Aachen–Köln fand am 22. März 1936 zwischen Eschweiler und Weisweiler statt. Nur zwei Wochen vorher wurden Truppen der Wehrmacht in das aufgrund des Versailler Vertrages demilitarisierte Rheinland verlegt und dieses damit remilitarisiert. Teilweise sollte die Reichsautobahn auf der bereits vermessenen neuen Trasse der geplanten Eisenbahn Köln – Düren – Eschweiler – Aachen verlaufen. Der erste, 15 km lange Abschnitt von Eschweiler bis Düren wurde nach dreijähriger Bauzeit 1939 für den Verkehr freigegeben. Bis 1941 wurden daran westlich anschließend weitere 5,5 km bis Verlautenheide fertiggestellt.
Auch bei Köln wurde mit dem Reichsautobahnbau begonnen, so war ab 1938 der Abschnitt von Köln-Heumar bis Köln-Süd in Bau. Vorrangig diente diese Strecke als Verbindung der Reichsautobahn Ruhrgebiet–Frankfurt mit der Strecke Köln–Bonn. Neben der Anbindung dieser 1932 als erste Autobahn Deutschlands erbauten Strecke an das neu entstandene Netz sollte sie als Vorleistung für einen Autobahnring um Köln dienen.
Noch vor der Eröffnung der ersten Reichsautobahn (Frankfurt–Mannheim) im Jahr 1935 wurde die Strecke Köln–Bonn vom NS-Regime zur Landstraße degradiert – die NSDAP wollte, obwohl große Teile des Autobahnnetzes in den 1920er Jahren baureif geplant worden waren, den Autobahnbau als eigene Erfindung ausgeben. Der Anschluss Köln-Süd war somit rechtlich kein Autobahnkreuz, sondern die Anbindung an eine Landstraße.
Herausragendstes Bauwerk dieses verhältnismäßig kurzen Abschnittes ist die Rodenkirchener Brücke über den Rhein. Baubeginn für die Brücke war der 1. März 1938. Da der Brückenbau als strategische Maßnahme eingestuft wurde (der Westfeldzug war in Planung), gingen die Bauarbeiten auch nach Beginn des Zweiten Weltkriegs weiter. Am 20. September 1941 wurde die damals größte Hängebrücke Europas fertiggestellt.
Im Zweiten Weltkrieg wurden zahlreiche Straßenbauarbeiten eingestellt, so auch die Arbeiten an diesem Abschnitt. Erst in den 1950er Jahren wurden sie fortgesetzt. Seit Dezember 1960 ist der Abschnitt Aachen – Köln durchgängig befahrbar.

### Nachkriegszeit und deutsche Teilung

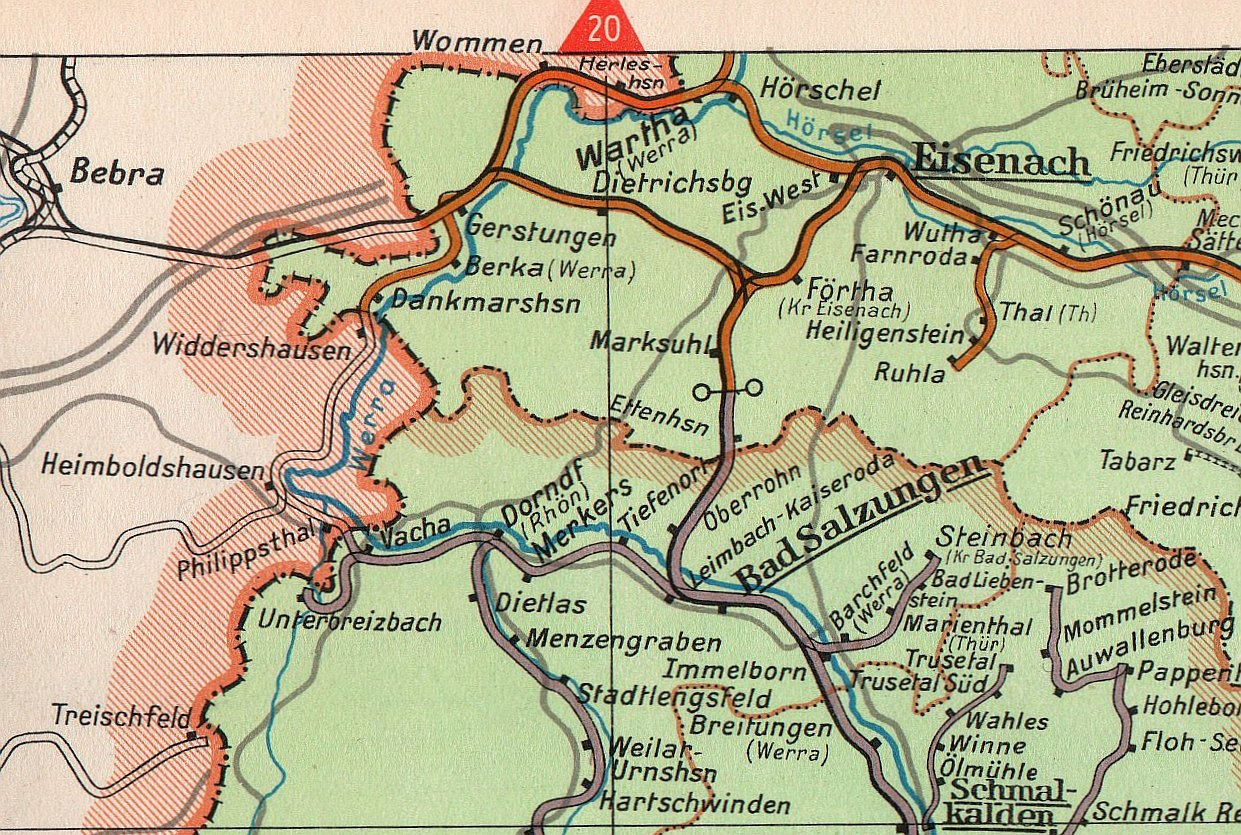
Thüringer Zipfel mit unterbrochener Autobahn

In den letzten Kriegsmonaten kam es zu Zerstörungen von Bauwerken entlang der Strecke. Nach einem alliierten Bombenangriff stürzte am 28. Januar 1945 die Rodenkirchener Brücke ein. Kurz vor dem Kriegsende wurde am 11. April 1945 die Saalebrücke bei Jena und am 19. April 1945 die Spreebrücke bei Bautzen durch die Wehrmacht gesprengt, um ein Vorrücken alliierter Truppen zu behindern. Da die Spreebrücke den nur teilweise fertigen Abschnitt zwischen Bautzen und Weißenberg vom Rest der von Dresden her kommenden Strecke trennte, war ihre Verkehrsbedeutung noch relativ gering, weshalb es zunächst nicht zu einem Wiederaufbau kam und der Abschnitt Bautzen–Weißenberg später dauerhaft gesperrt wurde.
Mit der allmählichen Abriegelung zwischen der amerikanischen und sowjetischen Besatzungszone kam es zu einem Erliegen des Verkehrs. Im August 1946 einigten sich die amerikanischen und sowjetischen Besatzungsbehörden auf die Errichtung eines Grenzüberganges bei Herleshausen/Wartha. Nach Auslegung der DDR waren Grenzkontrollen für die Transitstrecke nach West-Berlin somit erst östlich von Herleshausen am Grenzübergang Wartha/Herleshausen möglich – der westlich des Grenzübergangs liegende Abschnitt im sogenannten Thüringer Zipfel zwischen Wildeck-Obersuhl und Herleshausen, der zweimal die Innerdeutsche Grenze querte, wurde daher für den Verkehr gesperrt und verfiel langsam.
Im Bereich des heutigen Autobahndreiecks Dresden-Nord wurde die A 4 von 1951 bis 1971 zeitweise als Motorrad- und Autorennstrecke genutzt (Autobahnspinne Dresden). Der Bautzener Autobahnring auf der Anschlussstelle Bautzen-West und dem östlichen Streckenast war von 1955 bis 1974 ebenfalls eine temporäre Rennstrecke.

### 1950er und 1960er Jahre – Wiederaufnahme der Bauarbeiten

#### Wiederaufbau zerstörter Bauwerke

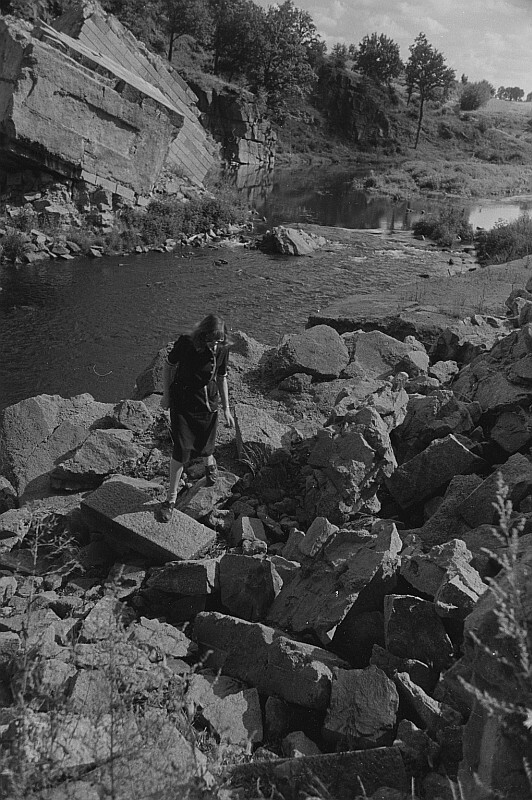
Gesprengte Spreebrücke bei Bautzen

Anfang der 1950er Jahre wurden die meisten zerstörten Bauwerke der Strecke wieder instand gesetzt oder neugebaut – so wurde die Rodenkirchener Brücke von 1952 bis 1954 unter Verwendung der erhalten gebliebenen Pylone wieder aufgebaut. Im selben Zeitraum entstand die originalgetreu wiedererrichtete Saaletalbrücke.
Aufgrund der nicht aufgebauten Spreebrücke bei Bautzen blieb der Abschnitt Bautzen-Ost–Weißenberg zu DDR-Zeiten gesperrt. Die DDR-Regierung entschied sich 1965 dazu, diesen zu entwidmen. Im darauf folgenden Jahr wurden auf insgesamt 16 km Länge auf der Fahrbahn 66 Getreidespeicherhallen, welche die Nahrungsmittelversorgung der DDR im Krisenfall aufrechterhalten sollten, errichtet. Die Trasse wurde außerdem mit Zäunen abgesperrt. Der Wiederaufbau der Spreebrücke in Bautzen wurde erst von 1973 bis 1977 durchgeführt, um die Lastwagen für die Anlieferung von Betonplatten für das Wohngebiet Bautzen-Gesundbrunnen nicht durch die Stadt führen zu müssen.
Zwischen den Anschlussstellen Hönebach und Obersuhl wurde nach dem Kriegsende die nördliche Richtungsfahrbahn für den landwirtschaftlichen Verkehr freigegeben, dazu wurden die Behelfsausfahrten Raßdorf und Bosserode eingerichtet. Der zweistreifige Betrieb auf einer Richtungsfahrbahn wurde erst Ende der 1960er Jahre nach dem Neubau der Landstraße zwischen Hönebach und Bosserode freigegeben.

#### Fertigstellung Aachen – Köln
Die Strecke Aachen–Köln wurde abschnittsweise bis 1960 fertiggestellt. Zunächst wurde die Südumfahrung von Köln komplettiert, sodass 1957 die Autobahn in westliche Richtung um 4 km bis zur Anschlussstelle Köln-Klettenberg und 1958 weitere 5 km bis kurz vor Frechen reichte. Im selben Jahr wurde von Düren aus in Richtung Osten 10 km Strecke bis zur Anschlussstelle Buir fertiggestellt, 1959 dann weitere 11 km bis zur Anschlussstelle Kerpen. Die 13 km lange Lücke zwischen Kerpen und Frechen wurde 1960 geschlossen.

### Weiterbau

#### Niederländische Grenze – Aachen („Hollandlinie“)
Die Hollandlinie, eine etwa 10 km lange Strecke vom Kreuz Aachen bis zum deutsch-niederländischen Grenzübergang Vetschau wurde 1970 eröffnet. Diese zweigt westlich des bestehenden Autobahnkreuzes von der Autobahn Aachen-Europaplatz–Köln ab und ist über Parallelfahrbahnen an dieses angeschlossen. Gleichzeitig entstand die Streckenfortführung auf der niederländischen Seite über Heerlen bis an die belgische Grenze, der heutige Rijksweg 76, der abschnittsweise bis 1976 vollendet wurde. Diese Strecke ist die wichtigste Verbindung zum Hafen Antwerpen und führt heute über die belgischen Autobahn 13 und Autobahn 2, der niederländischen Autobahn 76 sowie der A 4 Richtung Köln, dementsprechend ist der LKW-Verkehr hier sehr hoch.
Ein mehrere hundert Meter langes Teilstück, das zur deutschen A 4 beziehungsweise zur niederländischen A76 gehört, ist im Bereich des Grenzübergangs als Kraftfahrstraße bzw. Autoweg ausgeschildert. In diesem Bereich befindet sich seit Ende der 1990er Jahre eine nur aus Richtung Köln erreichbare Anschlussstelle Bocholtz in Form einer einzelnen Rampe, die auf deutschem Gebiet von der Autobahn abzweigt und auf niederländischer Seite den grenzüberschreitenden Gewerbepark Avantis anschließt.

#### Köln – Olpe
Eine von Köln nach Osten in Richtung Kassel führende Autobahnstrecke war bereits Mitte der 1930er Jahre in Streckenplänen des Reichsautobahnnetzes aufgeführt. Diese sollte bei Rösrath von der Reichsautobahn Köln – Frankfurt am Main abzweigen, um dann über Overath, Drabenderhöhe und Denklingen in Richtung Wenden zu führen. Die damalige Streckenplanung verlief südlich der später realisierten. Vor dem Zweiten Weltkrieg kam es allerdings zu keinerlei Aufnahme der Bauarbeiten mehr.
In den Jahren 1959 und 1960 wurden die Planungen für diese Strecke wiederaufgenommen, als eine Umgehungsstraße für Bensberg erstellt werden sollte. Hauptinitiatoren waren der Landrat des Rheinisch-Bergischen Kreises und Landtagsabgeordnete Josef Roesch sowie der Abgeordnete Gerhard Kienbaum aus Gummersbach, ab September 1962 nordrhein-westfälischer Landesverkehrsminister. Nach verkehrswirtschaftlichen Untersuchungen legte man sich auf drei Varianten fest: Die vor dem Krieg geplante Trasse von Rösrath nach Wenden, die „Gelpe-Straße“ von der Autobahn Köln – Frankfurt bei Rath/Heumar nach Meinerzhagen und die „Oberbergische Straße“ von der Autobahn Köln – Frankfurt bei Merheim nach Wenden. Obwohl letztgenannte Strecke am aufwändigsten und somit teuersten zu bauen gewesen wäre, entschied man sich für diese Trasse. Hauptgrund war neben der geforderten Entlastung der B 55 die Anbindung des industriellen Raums um Gummersbach.
Im Frühjahr 1964 wurde die Neubauabteilung Gummersbach, später Fernstraßen-Neubauamt Gummersbach eingerichtet, das den Bau der Ersatzbundesstraße 55 (EB 55) koordinieren sollte. Einige Kilometer am östlichen Streckenende wurden durch das Straßenneubauamt Siegen des Landschaftsverbands Westfalen-Lippe betreut. 1965 wurde im westlichsten Teilstück mit den Bauarbeiten begonnen. Ab 1967 wurde die Strecke als Autobahn mit der Bezeichnung Autobahn 73 weiter geplant, ab 1975 als Bundesautobahn 4. Die ersten 6 km zwischen Refrath und Moitzfeld wurden 1968 fertiggestellt. In der Folgezeit wurden in allen Abschnitten zwischen Köln und Wenden die Bauarbeiten aufgenommen. Das letzte fertiggestellte Teilstück waren die 22,8 km zwischen der Anschlussstelle Gummersbach und dem Autobahnkreuz Olpe-Süd. Dieses wurde am 7. Dezember 1976 im Rahmen einer Feierstunde auf dem Rastplatz Morkepütz durch Bundesverkehrsminister Kurt Gscheidle für den Verkehr freigegeben. Kritisiert wurde, dass es zum Zeitpunkt der Eröffnung entlang der gesamten Strecke zwischen Köln und Olpe keinerlei öffentliche Toiletten an Rastplätzen existierten. Die Raststätte Aggertal eröffnete erst 1980.
Der Bau dieser Strecke war aufgrund des bergigen Terrains und der Führung entlang von Siedlungsachsen relativ aufwändig. Der westlichste Teil der vierstreifigen Trasse führt durch die östlichen Kölner Stadtteile Merheim und Brück und anschließend durch den nördlichen Königsforst bis Untereschbach, wo der gebirgige Teil durch das Bergische Land und das Sauerland beginnt. Es mussten – bei einem Höhenunterschied von etwa 400 m zwischen Merheim (etwa 50 m) und Hespert (etwa 450 m) – zahlreiche Talbrücken, Dämme und Einschnitte realisiert werden, um die Längsneigung der Strecke möglichst gering zu halten. Zwischen Untereschbach und Gummersbach wurde an einigen stärkeren Steigungen um einen zusätzlichen Fahrstreifen ergänzt. Insgesamt 69 Brückenbauwerke wurden errichtet, davon 10 größere Talbrücken (Holzbach, Schlingenbach, Schelmerath, Loopebach, Werthsiefen, Kaltenbach, Molbach, Wiehl, Hunstig, Alpebach). Der Anschluss an die Sauerlandlinie war zunächst als Autobahndreieck ohne Weiterführung gedacht. Mit der Entscheidung des Straßenneubauamts Siegen, die Strecke zum Hattenbacher Dreieck zwischen Kassel und Gießen fortzusetzen, wurde ein Autobahnkreuz in Form eines Kleeblatts mit einer Anschlussstelle unmittelbar östlich realisiert. Dieser Anschluss markierte das östliche, provisorische Ende der Autobahn Köln–Olpe.

### (Transit-)Strecke in der DDR
In der Zeit der Deutschen Teilung war der in der DDR liegende Abschnitt von Eisenach bis zum Hermsdorfer Kreuz, das den Anschluss an die Strecke Berlin–München bildete, eine von drei (ab 1982 vier) Transitautobahnen zwischen Westdeutschland und West-Berlin. In den 1970er und 1980er Jahren wurden dafür neue Grenzübergangsstellen in Herleshausen und Wartha errichtet und die sich anschließende Strecke auf Autobahnstandard gebracht. Lediglich zwischen Wildeck und Wommen wurde die Fahrbahn aufgrund der komplizierten Lage im Grenzgebiet (Thüringer Zipfel) nicht mehr reaktiviert. Vom Hermsdorfer Kreuz weiter bis Dresden war die Autobahn schon vor der Gründung der DDR durchgehend mit zweibahnigem Ausbaustandard versehen, während der Abschnitt von Dresden bis zum provisorischen Autobahnende bei Bautzen mit langen einbahnigen Abschnitten trotz laufenden Betriebs zusehends verfiel.

#### Provisorien bei Eisenach
Beim Bau der Reichsautobahnstrecke Kirchheim–Dresden entstand Ende der 1930er Jahre östlich von Eisenach eine Streckenführung durch die waldreichen Hörselberge mit starken Längsneigungen und relativ engen Kurven. Am Trenkelhof bei Wutha war außerdem ein Autobahnkreuz mit der geplanten Strecke 85 von Nordhausen nach Bamberg vorgesehen – an dieser Stelle hätten sich bei einer kompletten Netzrealisierung die Verbindungen Köln–Berlin und Hamburg–München getroffen. Aufgrund des bewegten Geländes war für die Straßenführung in diesem Bereich eine 255 m lange und 30 m hohe Brücke über das Kirchtal vorgesehen. 1937 wurde mit dem Bau der Strecke und auch der Kirchtalbrücke begonnen. Da eine verzögerte Fertigstellung dieses Bauwerks bereits abzusehen war, trassierte man nördlich der Baustelle eine provisorische einbahnige Umfahrung und nahm mithilfe dieser das Teilstück Eisenach–Weimar im Herbst 1940 in Betrieb.
In der DDR wurde die Talbrücke nicht mehr weitergebaut und weiterhin die provisorische Trenkelhof-Umfahrung genutzt. Zwar wurden in den 1960er Jahren die letzten einbahnigen Abschnitte zwischen Eisenach und Erfurt beseitigt, die Fertigstellung der Kirchtalbrücke war zunächst aufgrund fehlender finanzieller Mittel, dann wegen mangelndem Interesse am wenige Kilometer westlich vor der Zonengrenze endenden Abschnitt nicht weiter verfolgt worden. Erst mit der Unterzeichnung des Transitabkommens 1971, durch das der Transitverkehr durch die DDR hauptsächlich nach West-Berlin geregelt wurde, kam es zu einem spürbaren Anstieg der Verkehrsmenge auf der Strecke – sie war die Hauptverbindung von Frankfurt am Main und großen Teilen Südwestdeutschlands nach Berlin. Daher wurde, durch finanzielle Unterstützung der Bundesrepublik, der zweibahnige Ausbau durchgeführt. Statt einer Brücke wurde in den 1970er Jahren zur Überführung der Autobahn im Kirchtal ein Damm errichtet. Im Jahr 1982 folgte die Eröffnung der neuen Streckenführung und Stilllegung der Trenkelhof-Umfahrung. Erst 2006 wurde, im Zuge der Bauarbeiten an der Neutrassierung um Eisenach, der Asphalt entfernt.

#### Neubau des Grenzübergangs

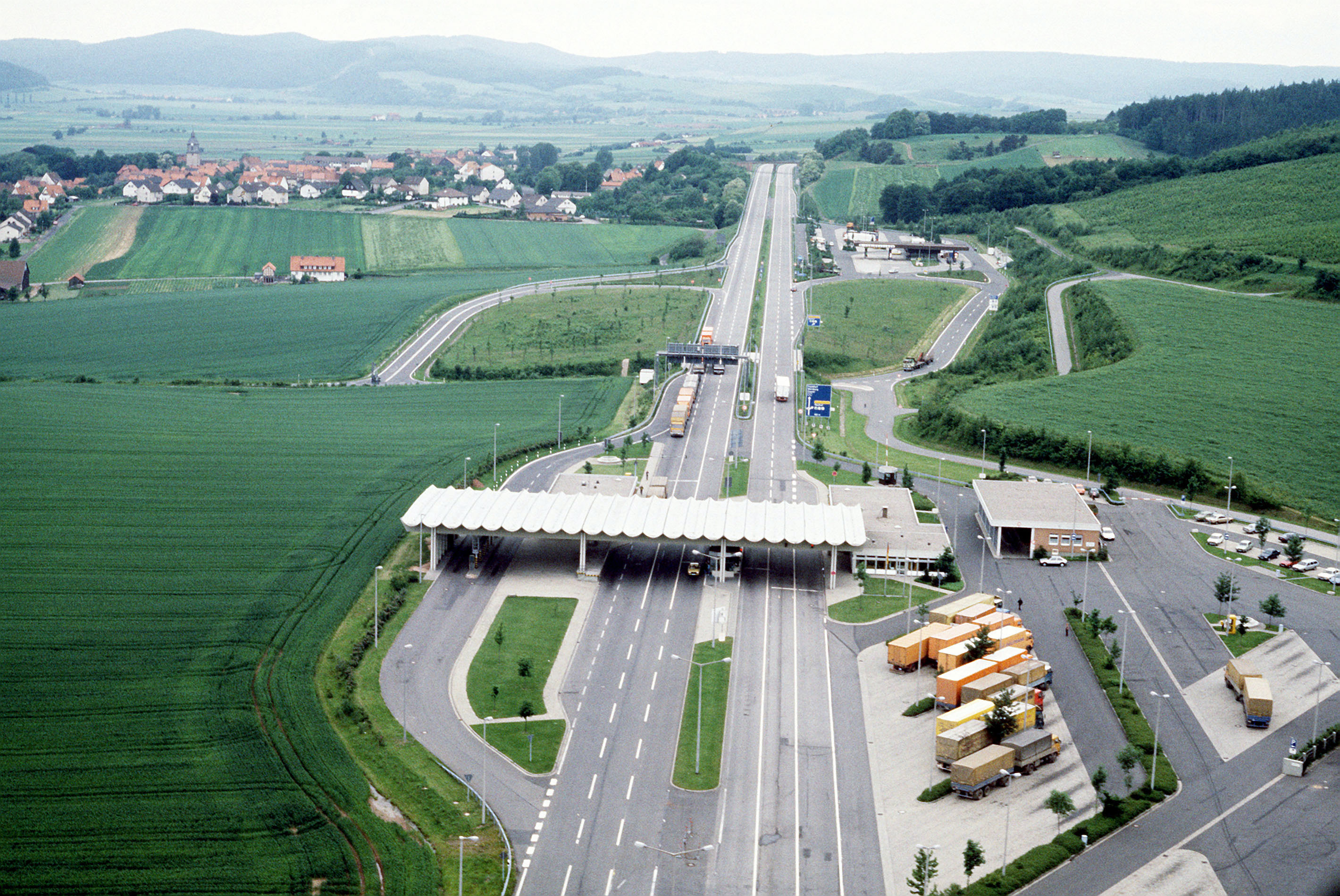
Grenzübergangsstelle auf westdeutscher Seite bei Herleshausen, Blick nach Westen

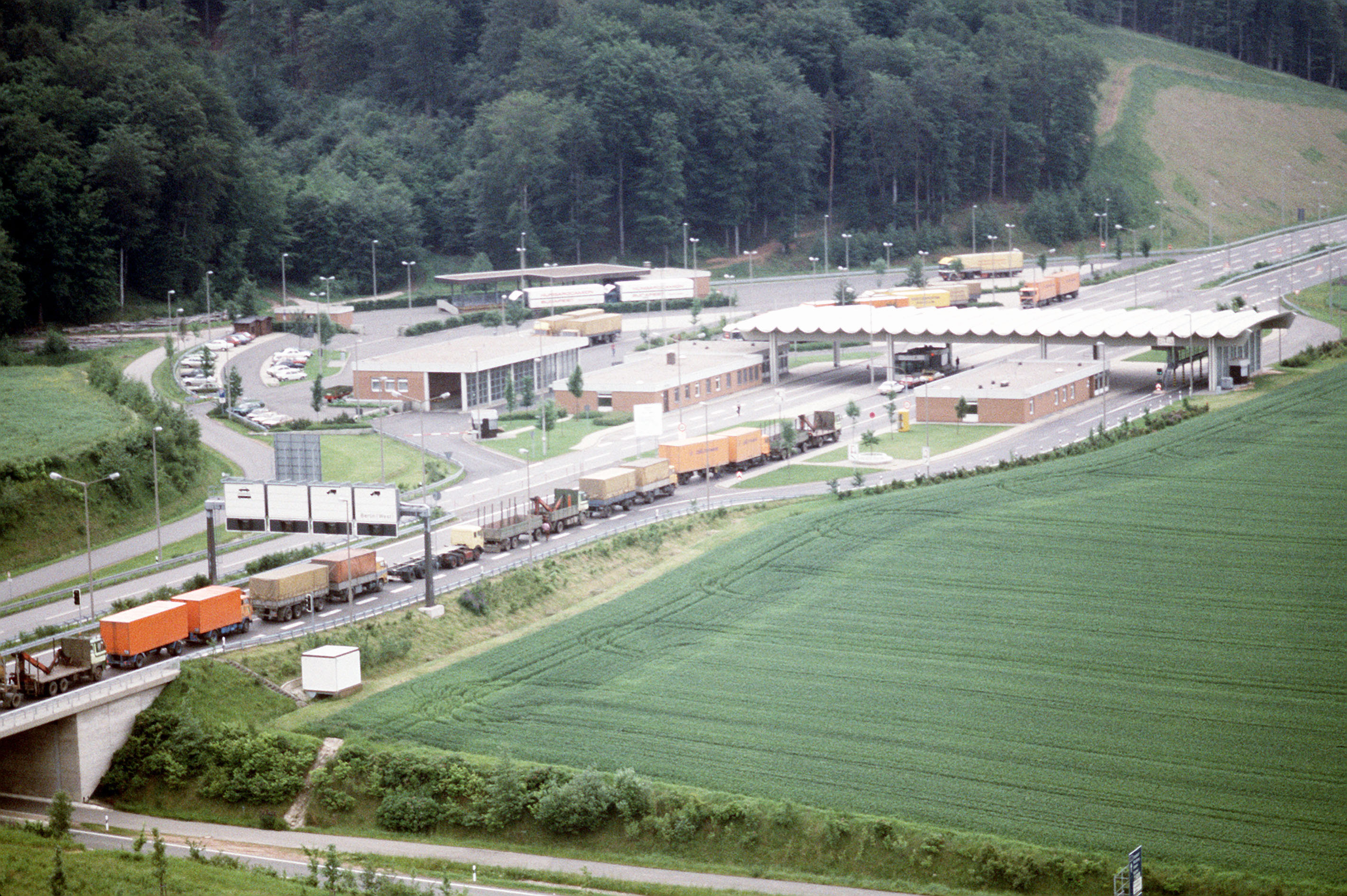
Blick von Südwesten auf die westdeutsche Grenzübergangsstelle

Der Abschnitt von Wommen bis Herleshausen, der im Zuge der Deutschen Teilung stillgelegt worden war, wurde 1978 einbahnig wieder in Betrieb genommen, um Herleshausen vom Durchgangsverkehr, der infolge des Transitabkommens zunahm, zu entlasten. 1980 folgte die zweite Richtungsfahrbahn. Zwischen den Grenzübergangsanlagen in Herleshausen und dem Beginn der Autobahn auf DDR-Gebiet an der Anschlussstelle Eisenach-West bestand somit eine Baulücke. Im Zuge einer Vereinbarung zwischen BRD und DDR wurde im April 1980 beschlossen, einen Autobahn-Grenzübergang auf DDR-Gebiet zu realisieren und das brachliegende Teilstück zwischen Herleshausen und Eisenach-West mit einer neuen, 80 m hohen Werratalbrücke Hörschel zu nutzen. Die Bauarbeiten an der grenzüberschreitenden Autobahnstrecke wurden in der Eisenacher Lokalpresse nahezu nicht thematisiert.
Die zwischen den BRD- und DDR-Kontrollpunkten liegende Werratalbrücke wurde 1983 fertig, die Grenzanlagen in Wartha wurden ein Jahr später 1984 in Betrieb genommen, womit das Ausweichen auf Landstraßen im Zuge des Grenzübertritts entfiel.

### Neuordnung des Autobahnnetzes
Zum 1. Januar 1975 wurde für die Autobahnen in der Bundesrepublik Deutschland und West-Berlin ein neues einheitliches Nummerierungsschema eingeführt. Waren zunächst nur intern geführte Nummerierungen verwendet worden und auf den Wegweisern ausschließlich die Nummern der auf der Trasse verlaufenden Europastraßen ausgeschildert, wurde die neue nationale Nummerierung vorgezogen. Ein zuvor im Bedarfsplan Bundesfernstraßen 1971–1985 beschriebenes System, das den vom Berliner Ring abzweigenden Strecken die einstelligen Nummern A 1 bis A 6 zuordnete, konnte sich, auch im Hinblick auf die damals noch bestehende Deutsche Teilung, nicht durchsetzen. Die Bezeichnung A 4 war daher für die in der DDR liegende Strecke Berlin–Cottbus–polnische Grenze bei Forst vorgesehen, die heute als BAB 4 bezeichnete Strecke wurde als A 71 (niederl. Grenze–Kreuz Aachen), A 15 (Aachen-Europaplatz–Dreieck Heumar), A 73 (Kreuz Köln-Ost–Hattenbacher Dreieck) und A 23 (Kirchheimer Dreieck–Herleshausen) geführt.
Mit der Einführung des bestehenden Systems, das den für den Fernverkehr wichtigsten Strecken, die größtenteils schon zu Zeiten der Weimarer Republik als Hauptstrecken vorgesehen waren, einstellige Nummern zuordnete, wählte man für die von Norden her zählend zweite durchgehende Ost-West-Verbindung die Nummer BAB 4 (Bundesautobahn 4). Ein großer Vorteil des Systems, das die führende Nummer zwei- und dreistelliger Autobahnen einer bestimmten Region zuordnete, war, im Falle einer Wiedervereinigung bereits Nummern für die in der damaligen DDR liegenden Autobahnstrecken problemlos vergeben zu können (im Wesentlichen waren dies die vorher für die Westberliner Stadtautobahnen vergebenen Nummern im 10er-Bereich).
Der damals von der niederländischen Grenze bei Aachen bis zum Kreuz Olpe-Süd und vom Kirchheimer Dreieck bis zum Grenzübergang Wartha/Herleshausen mit Unterbrechung im Grenzgebiet fertigen Autobahn wurde die Nummer BAB 4 vergeben, womit ein Lückenschluss zwischen Olpe und Kirchheim Bestandteil der Planung war. Im Falle einer Wiedervereinigung beider deutscher Staaten sollte die Nummerierung entlang der Strecke über Erfurt und Dresden bis zum während der DDR-Zeit bestehenden Autobahnende bei Bautzen fortgesetzt werden. Am Kreuz Aachen muss man in westlicher Richtung, am Dreieck Heumar und dem Kreuz Köln-Ost in beiden Richtungen die Hauptfahrbahn verlassen, um weiter auf der BAB 4 zu bleiben – hier wurde die Strecke Köln–Aachen mit den in den 1970er Jahren erstellten Fortsetzungen an die niederländische Grenze und von Köln nach Olpe zusammengefasst.
Eine alternative Bezeichnung für den westlichen Teil der BAB 4 (Aachen–Olpe) war Bundesautobahn 50 (BAB 50), diese Nummer sollte in den 1970er Jahren bei einer Einstellung der Planungen für den Weiterbau von Olpe in Richtung Osten verwendet werden.
Die DDR verwendete in ihrer Wegweisung zu keinem Zeitpunkt Autobahnnummern, lediglich die Fernziele waren auf den Schildern ausgewiesen. Später wurden dann die Europastraßen mit auf die Wegweiser genommen. Es existierte jedoch ein internes Nummerierungsschema, das nur für Verwaltungszwecke gebraucht wurde. In diesem war der Strecke Eisenach–Dresden die Nummer A 7 und der Strecke Dresden–Bautzen die Nummer A 6 zugewiesen.

### Nach der Wende
Der Fall des Eisernen Vorhangs 1989 änderte die Verhältnisse in Europa schlagartig – der vorher durch die Grenzanlagen unterbrochene Ost-West-Verkehr nahm in den Folgejahren stetig zu. Insbesondere auf den innerdeutschen ehemaligen Transitstrecken, die während der deutschen Teilung aufgrund ihrer verkehrlichen Randlage im Westen und fehlender finanzieller Mittel im Osten nur unzureichend ausgebaut und instand gesetzt worden waren, kam es zu Engpässen. Daher wurde zusammen mit dem Bundesverkehrswegeplan 1992 das Programm Verkehrsprojekte Deutsche Einheit initiiert, das den Neu- und Ausbau wichtiger Verkehrsachsen und Infrastruktur zwischen den alten und den neuen Bundesländern vorsieht.
Im Fall der BAB 4 kam außerdem die Tatsache hinzu, dass einige Abschnitte nach wie vor nicht befahrbar waren, brachlagen oder nur über eine Richtungsfahrbahn verfügten. Eine grundhafte Erneuerung der gesamten Strecke von Kirchheim bis Bautzen mit dem Ziel einer durchgehend zweibahnigen Befahrbarkeit war daher die zuerst durchgeführte Maßnahme, ehe der sechsstreifigen Ausbau und der Weiterbau nach Görlitz in Angriff genommen wurde.
Der sechsstreifige Ausbau zwischen Eisenach und Dresden samt Verlegung einzelner Teilstücke sowie der Weiterbau von Bautzen an die polnische Grenze bei Görlitz ist zusammen mit dem Neubau der BAB 44 zwischen Kassel und Eisenach durch die DEGES als Verkehrsprojekt Deutsche Einheit Nr. 15 ausgewiesen.

#### Lückenschluss im Thüringer Zipfel

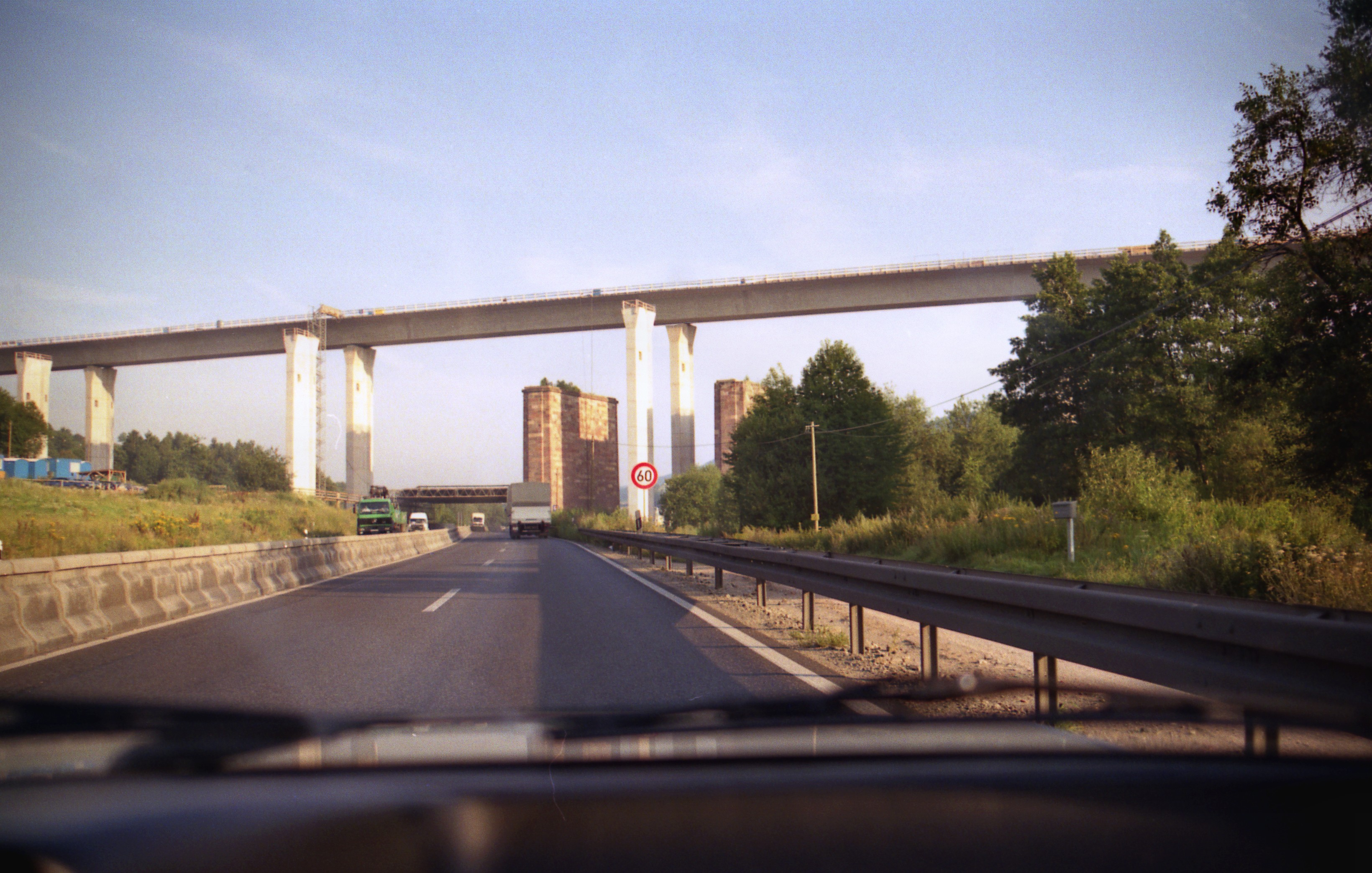
Neue Weihetalbrücke in Bau mit zwei Pfeilern der alten Brücke, 1993

Zunächst wurde der brachliegende Abschnitt zwischen den Anschlussstellen Wildeck-Obersuhl und Wommen im Thüringer Zipfel wieder hergestellt. Schon einige Tage nach der Grenzöffnung wurde dieser im November 1989 zwischen Obersuhl und Untersuhl (provisorische Grenzanlage im Westteil der Anschlussstelle Gerstungen) übergangsweise für den Verkehr hergerichtet, um die Massen an ausreisenden Verkehrsteilnehmern aufnehmen zu können. Die Arbeiten am Teilstück zwischen Gerstungen und Wommen mit Führung über die alte Talbrücke Wommen wurden im April 1990 aufgenommen, hierbei wurde zunächst eine einbahnige Verkehrsführung unter Umgehung der nicht fertiggestellten Weihetalbrücke auf den Zufahrten der Anschlussstelle Gerstungen eingerichtet – die Holzkonstruktion auf den fertigen Brückenpfeilern war noch vor dem Kriegsende 1945 wieder demontiert worden. Diese Trasse wurde im Juni 1990 eröffnet. Im Sommer 1991 war dann die zweite Fahrbahn (Nordfahrbahn) wiedererrichtet und für den Verkehr freigegeben, auch die provisorische Taldurchfahrt bei Gerstungen/Richelsdorf wurde zweibahnig ausgeführt.
Fünf der sieben Pfeiler der nicht mehr vollendeten Weihetalbrücke wurden im Juli 1992 gesprengt, um einem Neubau Platz zu machen. Zwei Pfeiler blieben als Denkmal erhalten. Im Oktober 1993 war die Nordhälfte der Weihetalbrücke und im Dezember 1993 die neue Nordhälfte der Talbrücke Wommen fertiggestellt. Im Dezember 1994 waren mit der fertigen Südhälfte der Weihetalbrücke und der sanierten alten Talbrücke Wommen, die die Richtungsfahrbahn Dresden überführt, beide Großbrücken fertiggestellt. Es folgte bis Oktober 1995 bzw. Mai 1996 die Fertigstellung der nördlichen und südlichen Richtungsfahrbahn zwischen Wildeck-Obersuhl und Gerstungen, womit die Autobahn von Kirchheim bis Bautzen durchgehend zweibahnig befahrbar war.

#### Aus- und Weiterbau Dresden – polnische Grenze
Zum Zeitpunkt der Wiedervereinigung im Jahr 1990 bot sich dem Autofahrer auf dem Autobahnabschnitt zwischen Dresden und Bautzen ein desolates Bild. Die im Juli 1940 fertiggestellte Strecke von Dresden nach Weißenberg wurde die gesamte DDR-Zeit hindurch niemals saniert, sodass sich größtenteils noch der originale Belag aus Betonplatten auf der Fahrbahn befand. Lediglich ein kurzes einbahniges Teilstück zwischen Großröhrsdorf und Röderbrunn wurde 1959 um die zweite Fahrbahn nachträglich ergänzt. Bedingt durch die Sprengung der Spreebrücke bei Bautzen durch die Wehrmacht kurz vor Kriegsende war der östlich davon liegende Abschnitt nach Weißenberg für den Fernverkehr uninteressant geworden. Die ohnehin nur einbahnig fertiggestellte Strecke wurde fortan zur Lagerung von Getreidereserven benutzt, wozu auf der Autobahn 66 Hallen errichtet wurden. Zwischen 1973 und 1977 wurde die Spreebrücke neu gebaut, um das Wohngebiet Bautzen-Gesundbrunnen zu erschließen.
Auf dem Abschnitt von Dresden nach Bautzen existierten noch 1990 zahlreiche Relikte aus der Zeit des Reichsautobahnbaus. Es gab keinerlei Standstreifen und Leitplanken, die Anschlussstellen entsprachen in ihrer Ausführung ebenfalls längst nicht mehr den Standards. Die Abfahrt nach Ohorn etwa führte direkt auf die Ortsstraße. Beim Forsthaus Luchsenburg zwischen den Anschlussstellen Ohorn und Burkau führte ein Fußgängerüberweg niveaugleich über die Fahrbahn, da die hierfür eigentlich gedachte Brücke vor Kriegsende nicht mehr an das Wegenetz angebunden wurde und in der DDR dem Verfall preisgegeben wurde. Bei Pulsnitz war eine Brücke über die Autobahn ebenfalls kriegsbedingt nicht fertiggestellt worden, die an dieser Stelle befindliche, zu einer Siedlung führende Ortsstraße kreuzte daher (bis 1991) die Autobahn mittels Stoppschild im rechten Winkel. Bei Prischwitz gab es sogar noch einen Bereich, der mit Kopfsteinpflaster versehen war. Bedingt durch Korrosion an der Tragschicht war das Pflaster zuletzt stark beschädigt, sodass ein Tempolimit von 20 km/h angeordnet wurde. Das Hauptbrückenbauwerk im Autobahndreieck Dresden (heute Dreieck Dresden-Nord) war ebenfalls stark heruntergekommen.
Ohnehin war ein Erreichen der in der DDR geltenden Höchstgeschwindigkeit von 100 km/h auf Autobahnen auf dieser Strecke nicht möglich, ohne dass die Fahrzeuge Schäden davontrugen. Neben den Betonplatten der Reichsautobahnzeit wurden Schlaglöcher und kaputte Abschnitte eher provisorisch mit Asphalt übergossen. Der Fernverkehr in Richtung Görlitz bzw. nach Polen verließ in der Regel an einer der Dresdner Anschlussstellen die Autobahn und nutzte die Fernverkehrsstraße 6, die über Bischofswerda und Bautzen nach Görlitz führte. Noch im Jahr der Wiedervereinigung führte die Sächsische Straßenbauverwaltung einige provisorische Maßnahmen durch, um die Verkehrssicherheit auf der jahrzehntelang vernachlässigten Strecke zu erhöhen. Zwischen 1991 und 1994 erfolgte eine erste Sanierung des 59 km langen Bestandsabschnitts von Dresden-Nord bis Bautzen-Ost. Dabei wurde eine neue Asphaltdecke eingebaut, die bis zur später geplanten Totalsanierung als Fahrbahn diente.
Mit dem neuen Bundesverkehrswegeplan 1992 wurde der Fokus auf den Neu- und Ausbau der Infrastruktur in den fünf neuen Bundesländern gefasst. Hieraus resultierten die Verkehrsprojekte Deutsche Einheit (VDE). Als VDE Nr. 15 wurde der Neubau der BAB 44 zwischen Kassel und Eisenach zusammen mit dem Ausbau der BAB 4 von Eisenach bis Bautzen und dem Neubau von Bautzen an die polnische Grenze zusammengefasst. Alle weiteren Aus- und Neubauarbeiten an der BAB 4 zwischen Dresden und der polnischen Grenze fielen von nun an unter dieses Projekt.
Begonnen wurde im zweiten Halbjahr 1992 mit dem Abriss der Getreidespeicherhallen. Anschließend wurde zunächst eine Richtungsfahrbahn wiederhergestellt, sodass am 8. Juli 1993 der Abschnitt von Bautzen-Ost bis Weißenberg einstreifig befahrbar war. Im Jahr 1994, nach Beendigung der ersten provisorischen Sanierung, begann dann die Kompletterneuerung des Abschnitts Dresden–Bautzen. In fünf Bauabschnitten (Dreieck Dresden–Hermsdorf, Hermsdorf–Pulsnitz, Pulsnitz–Burkau, Burkau–Uhyst am Taucher, Uhyst am Taucher–Bautzen-Ost) fanden die Arbeiten versetzt voneinander statt. Alle acht bestehenden Anschlussstellen wurden nahezu komplett neu gebaut, um den Anforderungen an die Verkehrssicherheit zu genügen. Eine neue Anschlussstelle Salzenforst entstand westlich von Bautzen. Auch alle 62 Autobahnüberführungen wurden abgerissen und neu gebaut, da sie für eine breitere Fahrbahn mit Standstreifen zu kurz waren. Auf 6 km bekam in Steigungsbereichen eine Richtungsfahrbahn einen zusätzlichen dritten Fahrstreifen. Je zwei unbewirtschaftete und eine bewirtschaftete Rastanlage in beiden Fahrtrichtungen entstanden neu – zuvor existierte auf diesem Autobahnabschnitt keinerlei Rastmöglichkeit.
Die Spreebrücke bei Bautzen wurde abgerissen und von 1993 bis 1997 ein drittes Mal neu gebaut. Anstatt des schlichten Entwurfs als Balkenbrücke aus der DDR-Zeit konstruierte man das neue Bauwerk als Bogenbrücke in ähnlicher Form wie das 1940 gebaute und 1945 gesprengte Vorgängerbauwerk. Im Mai 1996 wurde die erste Brückenhälfte fertiggestellt, seit September 1997 sind beide Hälften unter Verkehr. Im Herbst 1996 begann dann der Anbau der zweiten Richtungsfahrbahn zwischen Bautzen-Ost und Weißenberg, hierfür erging der Planfeststellungsbeschluss am 3. Juli 1996. Am östlichen Ende dieses Abschnitts wurde die Autobahn beim Wiederaufbau auf einer Länge von 3 km im Bereich der Gröditzer Skala aus Naturschutzgründen leicht verlegt.
Westlich von Bautzen war der Ausbau im August 1998, östlich im November 1998 fertiggestellt. Die neue Rastanlage „Oberlausitz“ ging ein Jahr später, 1999, in Betrieb.
Für den Weiterbau von Weißenberg nach Görlitz wurde im August 1992 die Linienbestimmung durchgeführt. Im Bereich der schon zur Zeit des Nationalsozialismus geplanten Strecke, die ursprünglich bis zur Reichsautobahn Berlin–Breslau führen sollte, wurde an wenigen Stellen schon mit dem Erd- und Brückenbau begonnen, etwa bei Thiemendorf, wo sich bis heute ein Brückenrelikt aus dieser Zeit befindet. Man entschied sich, aus Naturschutzgründen die Autobahn nicht entlang der im Erdbau vorbereiteten Vorkriegstrasse zu verlegen, sondern im Bereich der Königshainer Berge zu untertunneln. Der Bau des damals längsten deutschen Straßentunnels, des Tunnels Königshainer Berge, begann am 27. März 1996. Im Juli 1996 folgte der Baubeginn für die drei Talbrücken über den Schwarzen Schöps, das Arnsdorfer Wasser und den Weißen Schöps.
Erhöhte Dringlichkeit bestand allerdings für den Neubau eines Grenzübergangs im Bereich von Görlitz, da sich seit der Grenzöffnung immer mehr Schwerverkehr durch das Stadtgebiet drängte. Ein Abkommen zwischen der Bundesrepublik Deutschland und der Republik Polen wurde am 29. Juli 1992 unterzeichnet, dass den Bau einer neuen Grenz- und Zollanlage bis Mitte 1994 beabsichtigte. Schon im Dezember 1991 wurde eine behelfsmäßige Brücke über die Neiße an der Stelle gebaut, an der die Einrichtung des Grenzübergangs später einmal vorgesehen war. Kurz nach Unterzeichnung des Abkommens begann im August 1992 der Bau der Autobahnbrücke über die Neiße und der Bau der Grenzübergangsstelle. Diese wurde als Gemeinschaftsanlage konzipiert und befindet sich gänzlich auf der deutschen Seite. In einer ersten Ausbaustufe ging am 14. Juli 1994 die Anlage für die LKW-Abfertigung zusammen mit 3,2 km neuer Autobahn auf deutscher Seite in Betrieb, während alle anderen Fahrzeuge weiterhin den Grenzübergang im Stadtgebiet von Görlitz benutzen mussten. Hierfür wurden die LKW von einem Vorstauplatz bei Markersdorf durch den Bundesgrenzschutz zum Übergang bei Ludwigsdorf geführt. Erst ab dem 5. August 1996 konnten alle Verkehrsteilnehmer den neuen Übergang nutzen.
Der Abschnitt zwischen Weißenberg und Görlitz wurde in drei Teilstücken eröffnet: Die 7,8 km lange Strecke von Weißenberg bis Nieder Seifersdorf im Jahr 1996, das 4,9 km lange Teilstück von Kodersdorf bis Görlitz im Dezember 1997 und die letzten 10,7 km zwischen Nieder Seifersdorf und Kodersdorf mitsamt dem Tunnel Königshainer Berge am 11. März 1999. Seitdem ist die BAB 4 zwischen dem Kirchheimer Dreieck und der polnischen Grenze durchgehend fertiggestellt.

#### Weiterbau Wenden – Krombach
Von 2002 bis 2006 wurde die BAB 4 um ca. 6 km von Wenden in östliche Richtung bis zur neuen Anschlussstelle Krombach verlängert. Hinter der Anschlussstelle geht die Autobahn dann in die ebenfalls autobahnähnlich ausgebaute B 54 über, die über Kreuztal zur bestehenden Schnellstraße nach Siegen (Hüttentalstraße) führt. Auf dem insgesamt rund zwölf Kilometer langen Abschnitt der beiden Straßen A 4 / B 54 entstanden acht Talbrücken, zehn Über- und Unterführungen. Insgesamt wurden 2 Millionen m³ Boden bewegt. Die Kosten beliefen sich auf rund 130 Millionen €.
Eröffnet wurde das neue BAB-4-Teilstück zwischen Olpe-Süd und Kreuztal-Krombach (Krombacher Höhe) am 1. Dezember 2006, der weiterführende Streckenabschnitt von der Krombacher Höhe über Kreuztal nach Siegen als Fortsetzung der Hüttentalstraße ist bereits am 23. Juni 2006 für den Verkehr freigegeben worden.

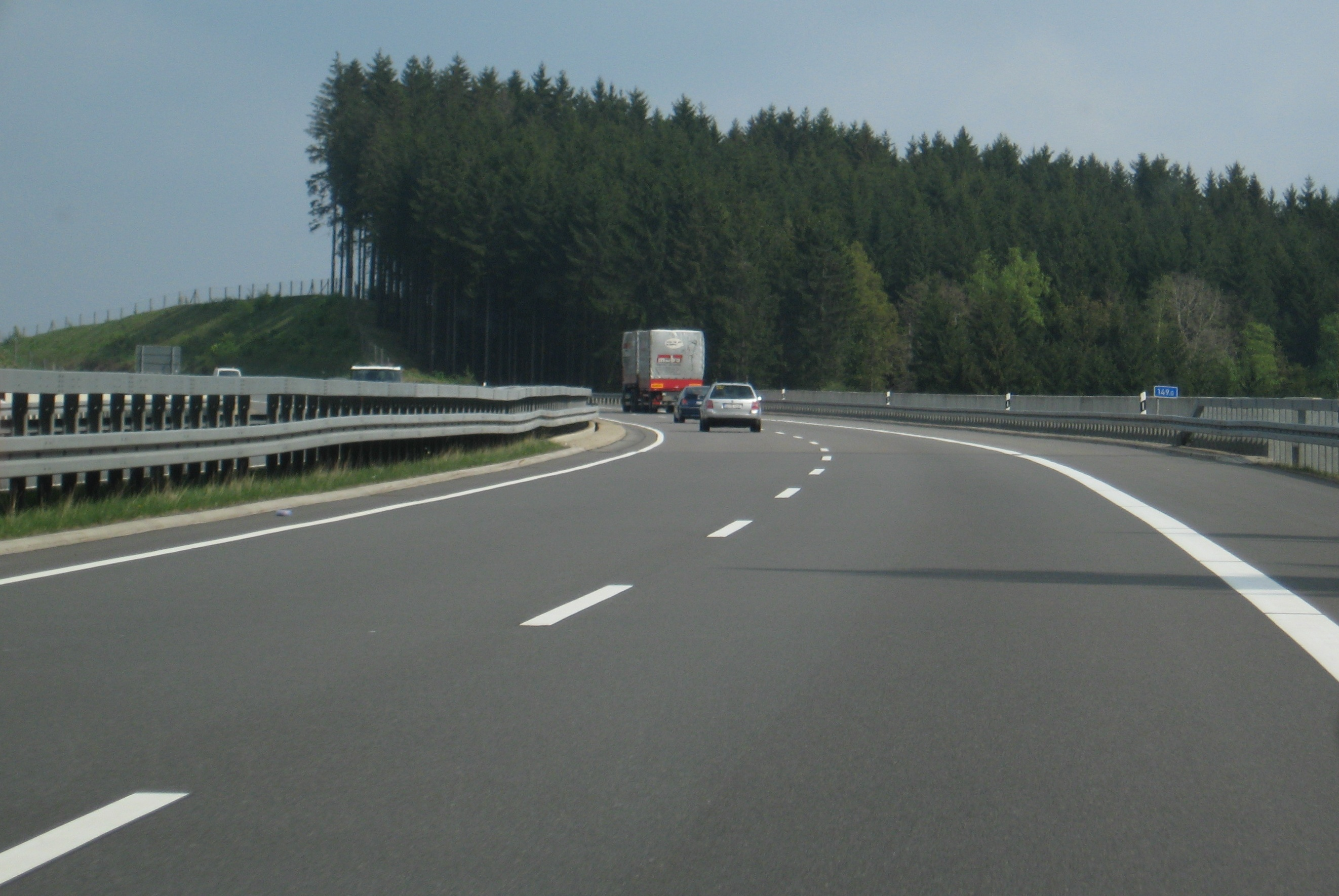
Neu gebauter Abschnitt zwischen Wenden und Krombach
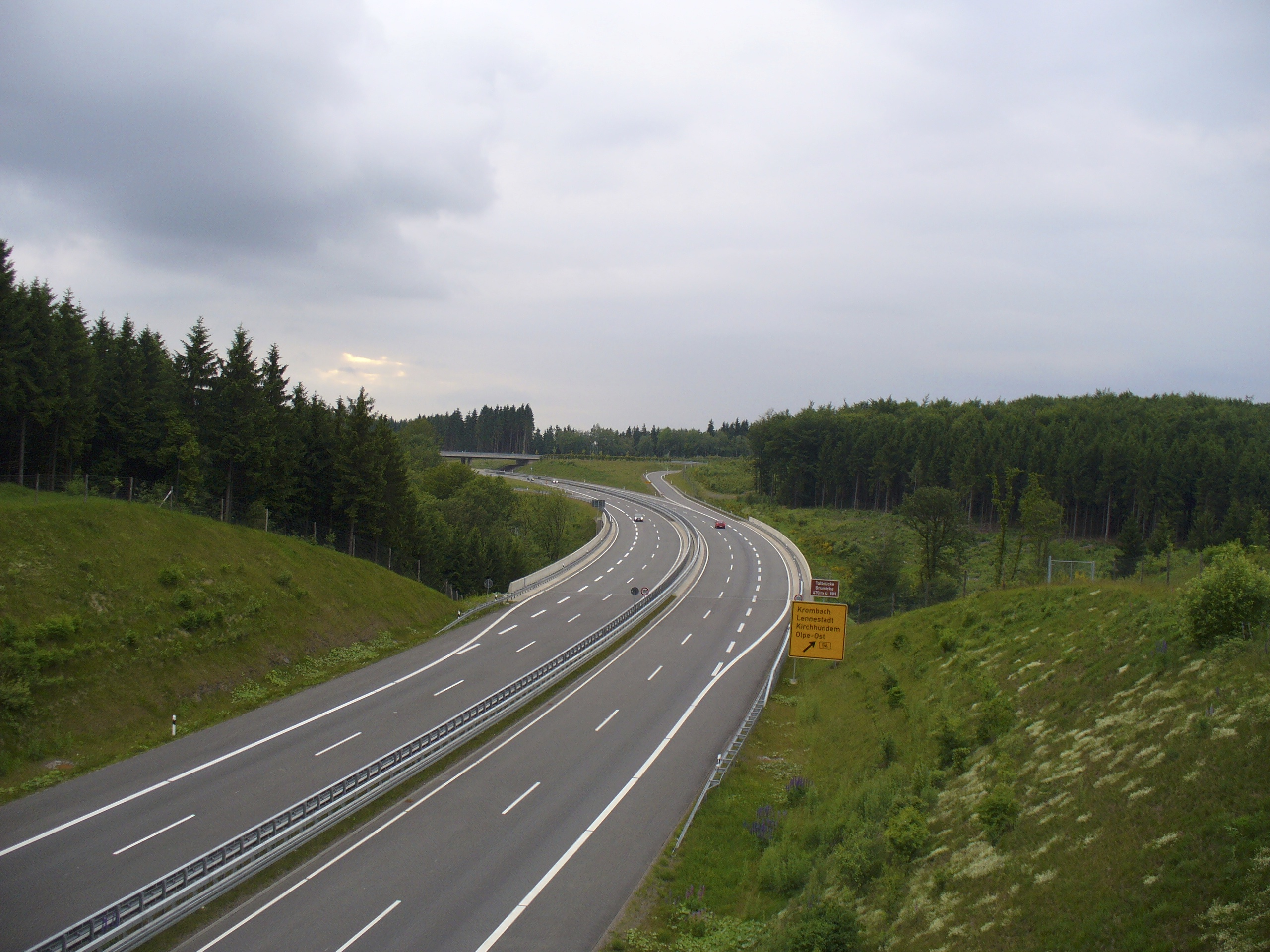
Anschlussstelle Krombach, Übergang BAB 4 / B 54
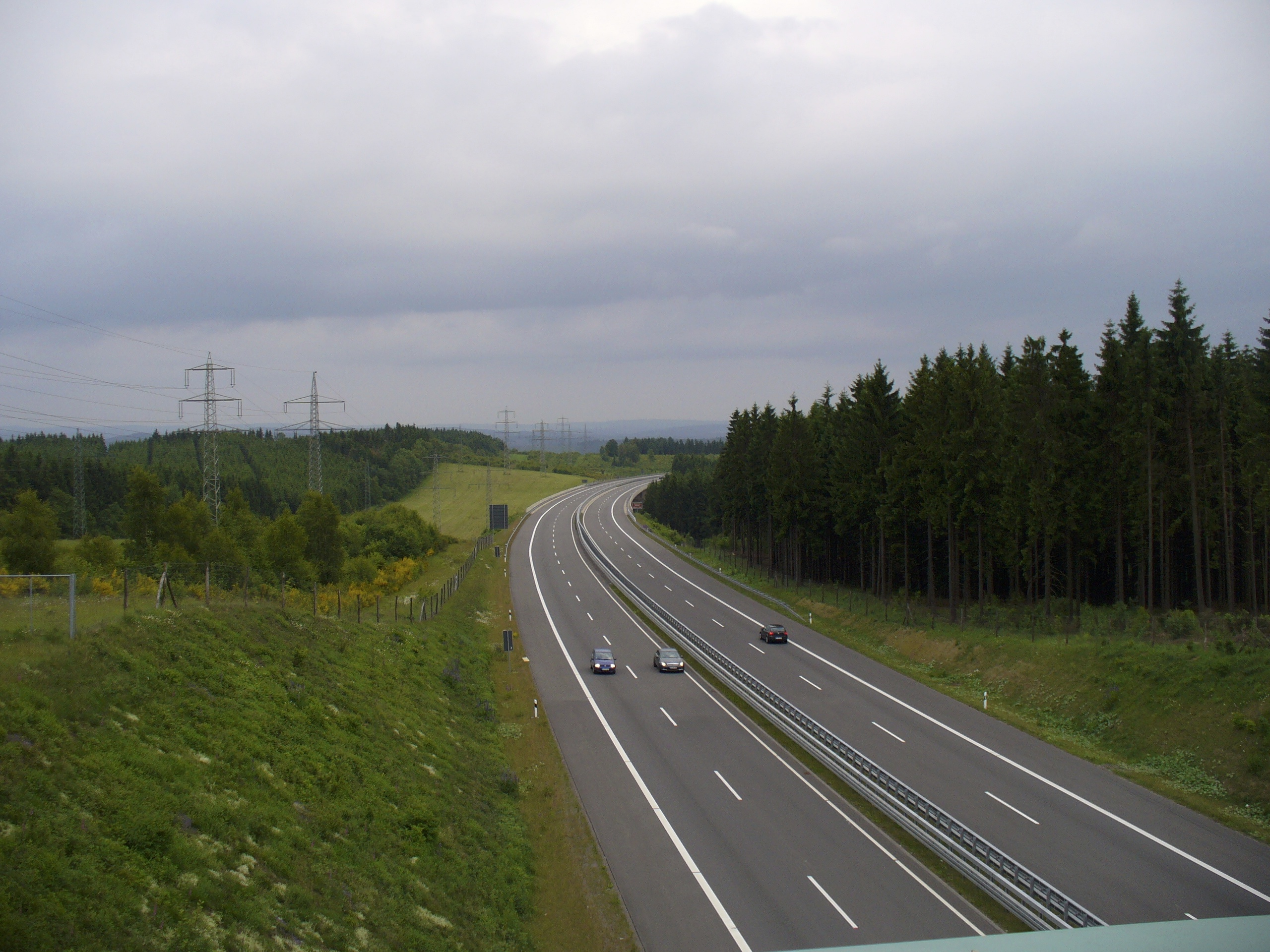
Autobahnähnliche Weiterführung nach Kreuztal/Siegen

### Liste der Verkehrsfreigaben
| Abschnitt                                 | Jahr             | Länge   | Bemerkungen |
| ----------------------------------------- | ---------------- | ------- | --- |
| Niederländische Grenze – Kreuz Aachen     | 1970             | 10 km   | Hollandlinie |
| Kreuz Aachen – AS Eschweiler              | 1941             | 5,5 km  | |
| AS Eschweiler – AS Düren                  | 1939             | 15,0 km | |
| AS Düren – AS Buir                        | 1958             | 10 km   | Trasse größtenteils verlegt seit 2014 |
| AS Buir – AS Kerpen                       | 1959             | 11 km   | Trasse größtenteils verlegt seit 2014 |
| AS Kerpen – Köln-Dürener Straße           | 1960             | 13 km   | |
| Köln-Dürener Straße – AS Köln-Klettenberg | 1958             | 5 km    | |
| AS Köln-Klettenberg – Kreuz Köln-Süd      | 1957             | 4 km    | |
| Kreuz Köln-Süd – Dreieck Köln-Heumar      | 1941             | 7,9 km  | |
| Kreuz Köln-Ost – AS Refrath               | 1974             | 4,5 km  | |
| AS Refrath – AS Moitzfeld                 | 1968             | 6 km    | |
| AS Moitzfeld – AS Untereschbach           | 1970             | 4 km    | |
| AS Untereschbach – AS Engelskirchen       | 1975             | 16,9 km | |
| AS Engelskirchen – AS Gummersbach         | 1973             | 7,8 km  | |
| AS Gummersbach – Kreuz Olpe-Süd           | 1976             | 22,8 km | |
| Kreuz Olpe-Süd – AS Wenden                | 2001             | 0,3 km  | |
| AS Wenden – AS Krombach                   | 2006             | 8,8 km  | |
| Kirchheimer Dreieck – AS Bad Hersfeld     | 1940             | 10,7 km | |
| AS Bad Hersfeld – Sorga                   | 1940             | 4,7 km  | |
| Sorga – AS Wildeck-Obersuhl               | 1943             | 20 km   | |
| AS Wildeck-Obersuhl – AS Wommen           | 1943, 1994       | 9,3 km  | |
| AS Wommen – AS Herleshausen               | 1943, 1978, 1980 | 4 km    | Stillgelegt nach 1945, Wiedereröffnung mit einer Fahrbahn 1978, zweite Richtungsfahrbahn 1980 |
| AS Herleshausen – AS Eisenach-West        | 1943, 1984       | 8,8 km  | provisorische Umfahrung wegen nicht mehr fertiggestellter Talbrücke, Neubau Werratalbrücke mit Grenzübergang bis 1984 |
| AS Eisenach-West – Eisenach               | 1941             | 3,2 km  | Trassenverlegung 2010 (siehe Neutrassierung bei Eisenach), Bestandsstrecke zur B 19 abgestuft |
| Eisenach – AS Eisenach-Ost                | 1941, 1973       | 1,9 km  | Zunächst eine Richtungsfahrbahn, zweite Fahrbahn 1973 Trassenverlegung 2010 (siehe Neutrassierung bei Eisenach), Bestandsstrecke zur B 19 abgestuft                                                                      |
| AS Eisenach-Ost – Trenkelhof              | 1940             | 1,3 km  | Trassenverlegung 2010 (siehe Neutrassierung bei Eisenach), Bestandsstrecke zur B 88 abgestuft |
| Trenkelhof – Wutha                        | 1940, 1982       | 1,8 km  | provisorische Umfahrung des Kirchtals wegen nicht mehr fertiggestellter Talbrücke, wurde 1982 durch einen Damm geschlossen Trassenverlegung 2010 (siehe Neutrassierung bei Eisenach), Bestandsstrecke zur B 88 abgestuft |
| AS Wutha – Mechterstädt                   | 1940             | 8,4 km  | Trassenverlegung 2010 (siehe Neutrassierung bei Eisenach), Bestandsstrecke renaturiert |
| Mechterstädt – Hörselgau                  | 1940, 1969       | 5,7 km  | Zunächst eine Richtungsfahrbahn, zweite Fahrbahn 1969 |
| Hörselgau – Emleben                       | 1940             | 9,8 km  | |
| Emleben – Günthersleben                   | 1940, 1968       | 4,2 km  | Zunächst eine Richtungsfahrbahn, zweite Fahrbahn 1968 |
| Günthersleben – Wechmar                   | 1940             | 3,0 km  | |
| Wechmar – AS Wandersleben                 | 1940, 1968       | 2,2 km  | Zunächst eine Richtungsfahrbahn, zweite Fahrbahn 1968 |
| AS Wandersleben – AS Weimar               | 1940             | 35,3 km | |
| AS Weimar – AS Jena-Lobeda                | 1939             | 26,5 km | Trassenverlegung zwischen AS Magdala und AS Jena Göschwitz 2014 (siehe Neutrassierung bei Jena und Jagdbergtunnel), Bestandsstrecke renaturiert                                                                          |
| AS Jena-Lobeda – Lobsdorf                 | 1937             | 77 km   | |
| Lobsdorf – Oberlichtenau                  | 1936             | 26 km   | |
| Oberlichtenau – AS Wilsdruff              | 1937             | 48 km   | Trassenverlegung zwischen AD Nossen und AS Wilsdruff 1999 (siehe Tanneberger Loch), Bestandsstrecke renaturiert |
| AS Wilsdruff – AS Dresden-Neustadt        | 1936             | 12 km   | |
| AS Dresden-Neustadt – AS Dresden-Nord     | 1937             | 4 km    | |
| AS Dresden-Nord – AS Ottendorf-Okrilla    | 1938             | 12 km   | |
| AS Ottendorf-Okrilla – Großröhrsdorf      | 1940             | 11,1 km | |
| Großröhrsdorf – Röderbrunn                | 1940, 1959       | 5,4 km  | Zunächst eine Richtungsfahrbahn, zweite Fahrbahn 1959 |
| Röderbrunn – AS Uhyst a. T.               | 1940             | 11,1 km | |
| AS Uhyst a. T. – AS Bautzen-West          | 1938             | 14 km   | |
| AS Bautzen-West – Gröditz                 | 1940, 1977, 1993 | 16,6 km | Wurde nach 1945 stillgelegt, 1977 Wiederaufbau Bautzen-West – Bautzen-Ost, 1993 Bautzen-Ost – Gröditz |
| Gröditz – AS Weißenberg                   | 1940, 1993, 1998 | 1,9 km  | Wurde nach 1945 stillgelegt und mit Getreidehallen überbaut, Wiederaufbau bis 1993 (1. Fahrbahn) bzw. 1998 (2. Fahrbahn)                                                                                                 |
| AS Weißenberg – AS Nieder Seifersdorf     | 1996             | 7,8 km  | |
| AS Nieder Seifersdorf – AS Kodersdorf     | 1999             | 10,7 km | |
| AS Kodersdorf – AS Görlitz                | 1997             | 4,9 km  | |
| AS Görlitz – Polnische Grenze             | 1994             | 5 km    | 1994 Öffnung der Zollabfertigung für LKW, 1996 allgemeine Öffnung |

## Verkehrsaufkommen
Ein hohes Verkehrsaufkommen hat besonders das Teilstück von Aachen bis Köln, das viel Transitverkehr nach Belgien, Nordfrankreich und Luxemburg aufnimmt. Zwischen Nossen und Dresden ist die Autobahn relativ stark befahren. Die meistbelasteten Abschnitte mit einer durchschnittlichen täglichen Verkehrsstärke (DTV) mit mehr als 100.000 Fahrzeugen befinden sich jedoch allesamt bei Köln, da hier zahlreiche Verkehrsströme, sowohl regionaler als auch Fernverkehr, aufeinandertreffen.
Abschnitte mit DTV von mehr als 100.000 pro Tag
| Abschnitt                          | DTV     |
| ---------------------------------- | ------- |
| Kreuz Köln-West – Köln-Klettenberg | 117.900 |
| Köln-Klettenberg – Köln-Eifeltor   | 123.400 |
| Köln-Eifeltor – Kreuz Köln-Süd     | 125.400 |
| Kreuz Köln-Süd – Köln-Poll         | 134.200 |
| Köln-Poll – Kreuz Köln-Gremberg    | 125.000 |
| Kreuz Köln-Ost – Köln-Merheim      | 122.200 |

## Ausbau
Große Teile der BAB 4 wurden in den letzten Jahren sechsstreifig ausgebaut – zwischen Aachen und Köln wurde das letzte fehlende Stück 2016 fertiggestellt, womit vom Autobahnkreuz Aachen bis zur Anschlussstelle Köln-Merheim mindestens drei Fahrstreifen pro Fahrtrichtung befahrbar sind, auf der gemeinsamen Trasse mit der BAB 3 sind es insgesamt acht Fahrstreifen. Seit 2014 ist die Autobahn zwischen Wommen und dem Autobahndreieck Dresden-Nord durchgehend sechsstreifig. Auf den vierstreifigen Abschnitten zwischen Köln und Olpe sowie dem Kirchheimer Dreieck und Wommen sind aufgrund des hügeligen Geländes abschnittsweise Zusatzfahrstreifen vorhanden.

### Aachen–Köln
In den 1990er bis 2010er Jahren wurde die BAB 4 zwischen dem Kreuz Aachen und dem Dreieck Heumar von vier auf sechs Fahrstreifen erweitert. Dabei wurde das Kreuz Aachen großzügig umgebaut und ein Abschnitt zwischen Düren und Kerpen aufgrund des sich ausdehnenden Tagebaus Hambach um einige Kilometer nach Süden verlegt.

#### Umbau am Kreuz Aachen
Um die Straßenkapazität zu erhöhen und einen schnelleren und einfacheren Autobahnwechsel zu ermöglichen, wurde das Autobahnkreuz Aachen zwischen 2009 und 2021 in sieben Bauabschnitten umgebaut. Es wurden zusätzliche Parallelfahrbahnen eingerichtet, wodurch die Ost-West-Hauptachse des Kreuzes von zehn auf dann 17 Fahrstreifen erweitert wurde. Weiterhin wurden die Brückenbauwerke der BAB 44 und über die BAB 544 erneuert sowie einige Verbindungsrampen neu trassiert. Am 12. November 2021 fand schließlich die offizielle Verkehrsfreigabe statt.

#### Sechsstreifiger Ausbau Aachen–Köln

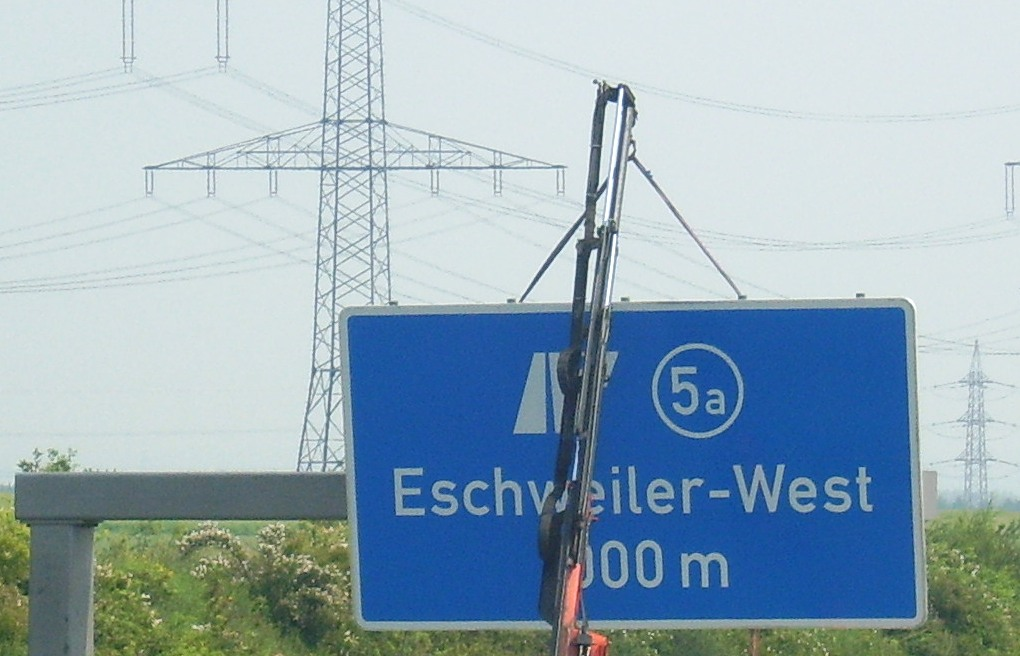
Montage der Hinweistafeln für die umbenannte Anschlussstelle Eschweiler-West (2007)

In den 1980er Jahren wurde mit dem sechsstreifigen Ausbau zunächst im Bereich des südlichen Kölner Rings begonnen. Zunächst wurde der Abschnitt vom Kreuz Köln-West bis Köln-Klettenberg ausgebaut, ehe bis 1990 bis zum Kreuz Köln-Süd sechs Fahrstreifen zur Verfügung standen. Aufwändig war die Verbreiterung zwischen dem Kreuz Köln-Süd und dem Dreieck Köln-Heumar, die zwischen 1990 und 1994 durchgeführt wurde – die Rodenkirchener Brücke musste um ein zweites parallel verlaufendes Bauwerk erweitert werden. Mit der Inbetriebnahme der neuen Rheinbrücke am 9. Dezember 1994 war der Ausbau des südlichen Kölner Rings abgeschlossen.
Der Ausbau zwischen Aachen und Köln begann 1998 mit dem Abschnitt Kreuz Aachen–Eschweiler, der Ende 2001 fertiggestellt wurde. Im Hinblick auf die Fußball-Weltmeisterschaft 2006 mit dem Kölner Rheinenergiestadion als Spielort wurden im Dezember 2001 die Bauarbeiten sowohl zwischen den Anschlussstellen Weisweiler und Düren als auch zwischen den Autobahnkreuzen Kerpen und Köln-West fortgesetzt. Nach etwa vier Jahren Bauzeit konnten beide Abschnitte im Jahr 2005 sechsstreifig dem Verkehr übergeben werden, wobei im letztgenannten Abschnitt eine neue Halbanschlussstelle errichtet (Frechen-Nord) wurde. Zwischen Eschweiler und Weisweiler wurde ab Ende August 2004 gebaut. Auf diesem 2008 fertiggestellten Abschnitt entstand ebenfalls eine neue Anschlussstelle (Eschweiler-Ost), die ursprünglich als Ersatz für die Anschlussstelle Weisweiler eingerichtet wurde, ehe beschlossen wurde, letztere dennoch zu erhalten. Die vormalige Anschlussstelle Eschweiler wurde gleichzeitig in Eschweiler-West umbenannt. Im Dezember 2015 wurde östlich von Weisweiler die neue Anschlussstelle Langerwehe eröffnet.

#### Streckenverlegung Düren–Kerpen
Die Umverlegung des Streckenabschnittes zwischen der Anschlussstelle Düren und dem Kreuz Kerpen war seit dem Beginn der Ausbauplanung in den 1990er Jahren vorgesehen. Die Linienbestimmung hierfür erfolge am 21. Oktober 2001. Im September 2008 wurde mit dem Bau der neuen Trasse begonnen. Gleichzeitig wird die bislang zur Autobahn parallel verlaufende Hambachbahn parallel zur neuen Autobahntrasse umverlegt. Nach sechs Jahren Bauzeit wurde die verlegte Strecke am 16. September 2014 von Enak Ferlemann (Parlamentarischer Staatssekretär beim Bundesministerium für Verkehr und digitale Infrastruktur), Landesverkehrsminister Michael Groschek und dem Vorstandsvorsitzenden der RWE Power AG, Matthias Hartung eingeweiht. Provisorisch wurde die Richtungsfahrbahn Köln zwischen dem Anschluss an die Bestandstrasse bei Düren und der Anschlussstelle Merzenich bereits im April 2014 für den Verkehr geöffnet.
Auf einer Länge von ungefähr 13 Kilometern wurde die Autobahn aus dem Hambacher Forst hinaus um zirka 1,7 Kilometer nach Süden verlegt, um für die Erweiterung des Tagebaus Hambach Platz zu schaffen. Die Autobahn verläuft nun weitestgehend zwischen der Hambachbahn und der Schnellfahrstrecke Köln – Aachen, so dass die Verkehrsströme gebündelt sind.
Als Ersatz für die wegfallende Anschlussstelle Buir wurden die beiden neuen Anschlussstellen Merzenich und Elsdorf gebaut – letztere wurde erst Ende 2014 fertiggestellt. Im Zuge des Neubaus wurden 18 neue Brücken errichtet, darunter eine 35 Meter breite Grünbrücke. Als gestalterische Maßnahme entstand auf dem Abschnitt bei Kerpen-Buir die Allee „Baum des Jahres“ – an der Böschung wurden alle Bäume des Jahres der vergangenen 25 Jahre gepflanzt. Auf dem schnurgerade verlaufenden Autobahnabschnitt sollte durch die Bepflanzung in Kombination mit den farblich gestalteten Hinweistafeln die Aufmerksamkeit der Autofahrer gewahrt werden. Es gab jedoch auch Kritik an dieser „Baumallee“. Besonders der damalige grüne Bundestagsabgeordneten und heutige NRW-Verkehrsminister Oliver Krischer aus Düren ist es eine „Verhöhnung der Natur“. Außerdem wurde nach einigen Unfällen auf diesem Abschnitt, die Geschwindigkeit auf 130 km/h begrenzt, ob diese Unfälle im Zusammenhang mit den Hinweistafeln stehen, ist unklar. Im Frühjahr 2019 wurde die Allee um die Bäume der Jahre 2015 bis 2018 ergänzt.
Bis 2016 wurden die Abschnitte auf der Bestandstrasse zwischen Düren und dem Kreuz Kerpen ausgebaut. Bei Düren wurde dabei 2009 die jungsteinzeitliche Siedlung bei Arnoldsweiler freigelegt. Am 29. Juni 2016 wurde mit der Fertigstellung des Abschnittes Elsdorf–Kerpen schließlich nach 18 Jahren Bauzeit der sechsstreifige Ausbau zwischen Aachen und Köln abgeschlossen. Auf eine feierliche Eröffnung wurde verzichtet.
Auf dem westlichsten Abschnitt der alten Autobahntrasse im Gemeindegebiet von Niederzier, der nicht im Erweiterungsgebiet des Tagebaus Hambach liegt, wurde 2017 eine Solaranlage installiert. Diese Solarautobahn wird von der Energiepartner Niederzier GmbH, an der die Gemeinde Niederzier und innogy beteiligt sind, betrieben und hat eine Leistung von knapp 750 kW. Die 2820 Solarmodule stehen dabei auf einer Länge von 620 m auf dem nicht entfernten Asphalt der ehemaligen Autobahn.

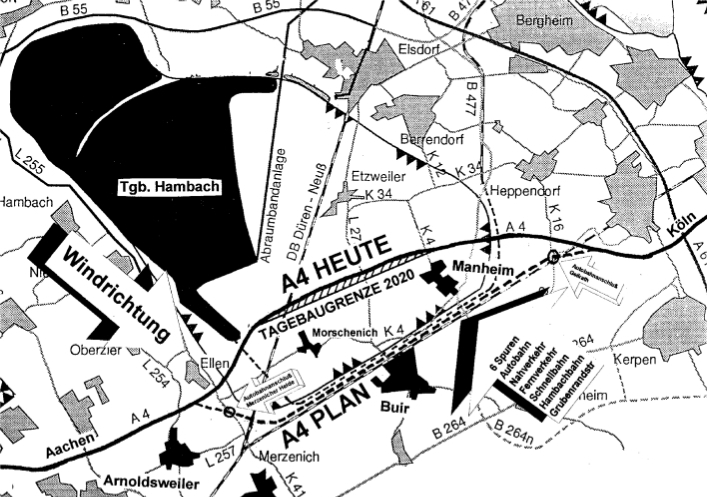
Lageplan zur Autobahnverlegung 1995
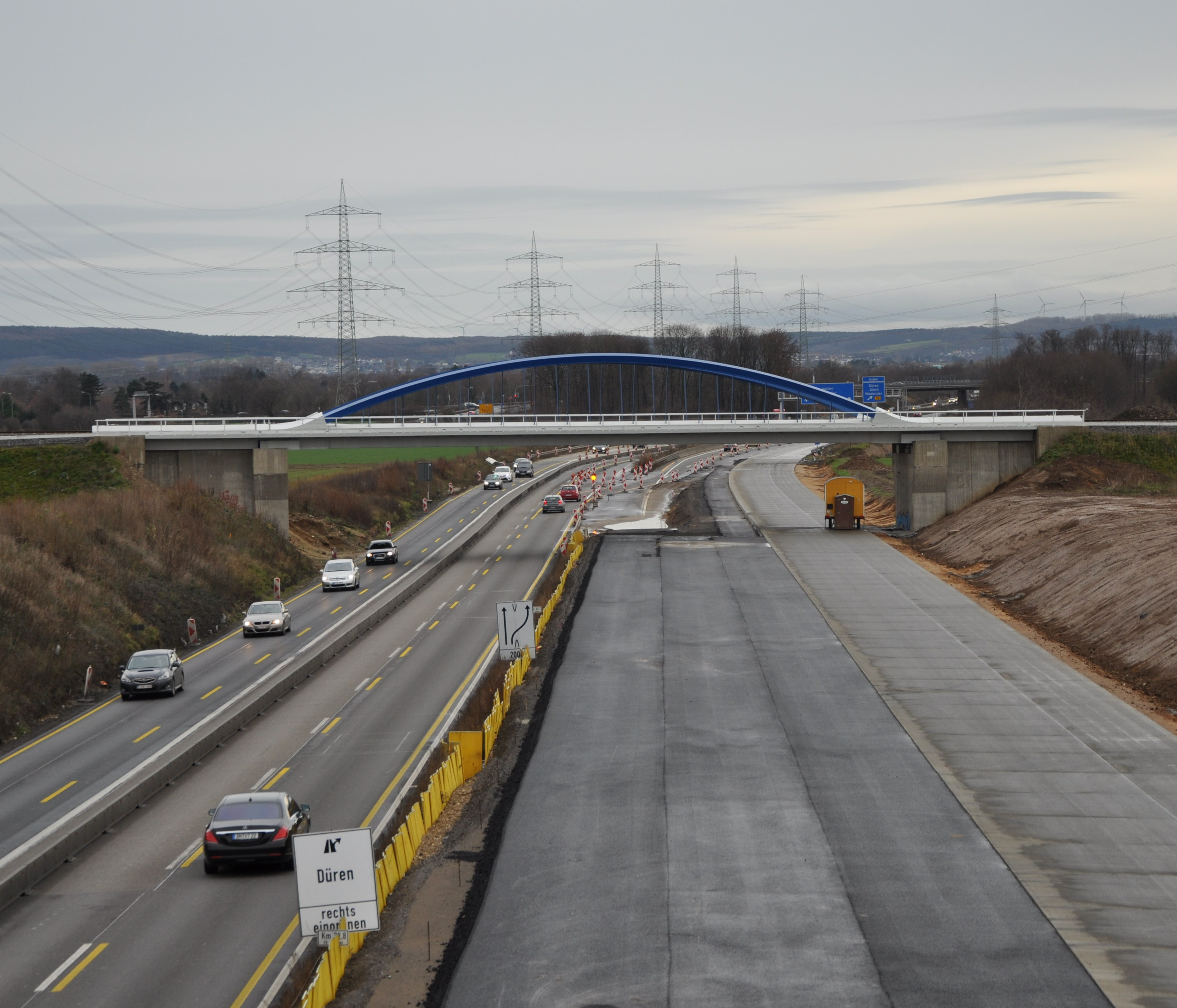
Ausbau zwischen Düren und Merzenich im Dezember 2013
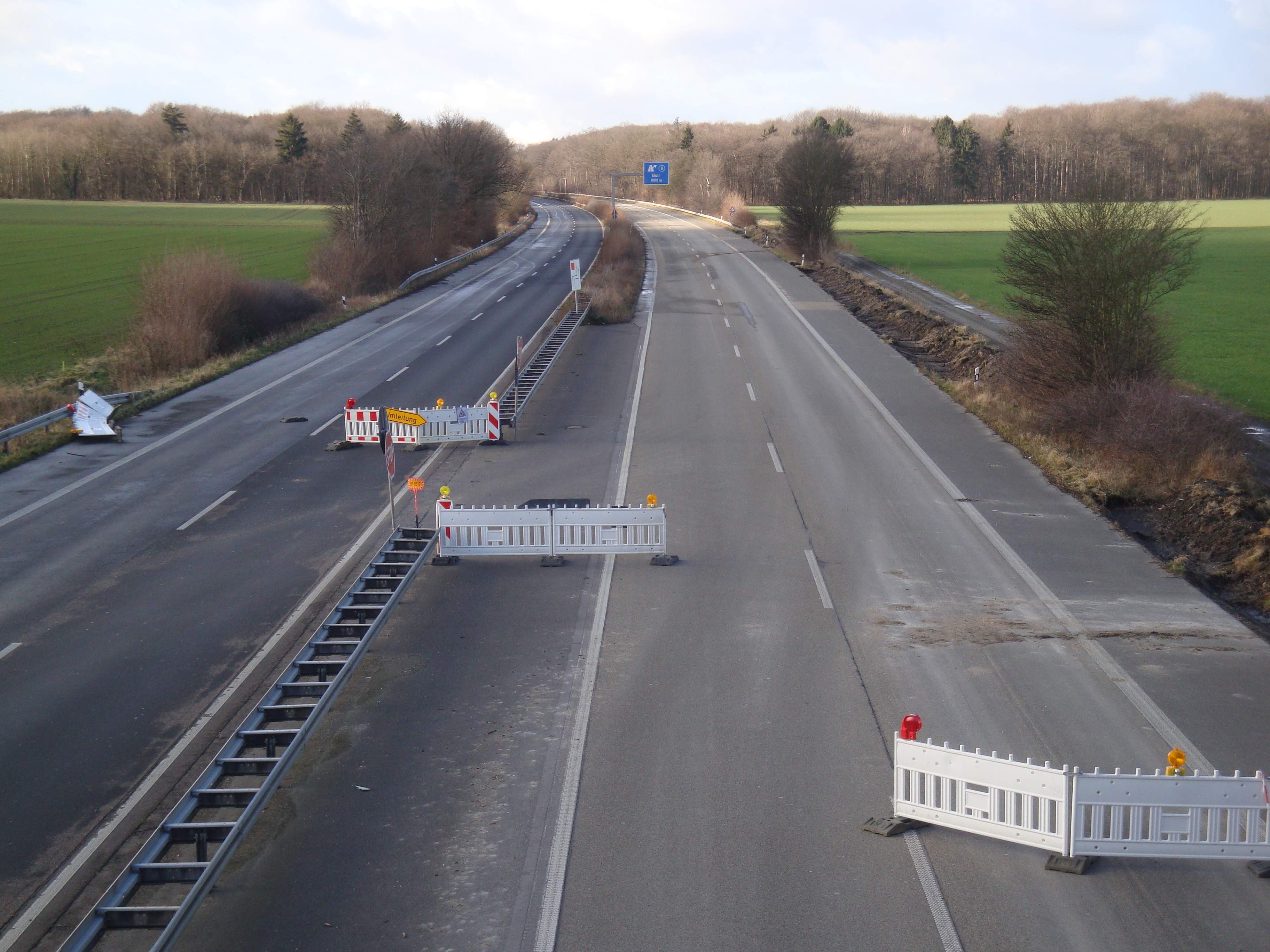
Gesperrte Trasse zwischen Kerpen und Buir
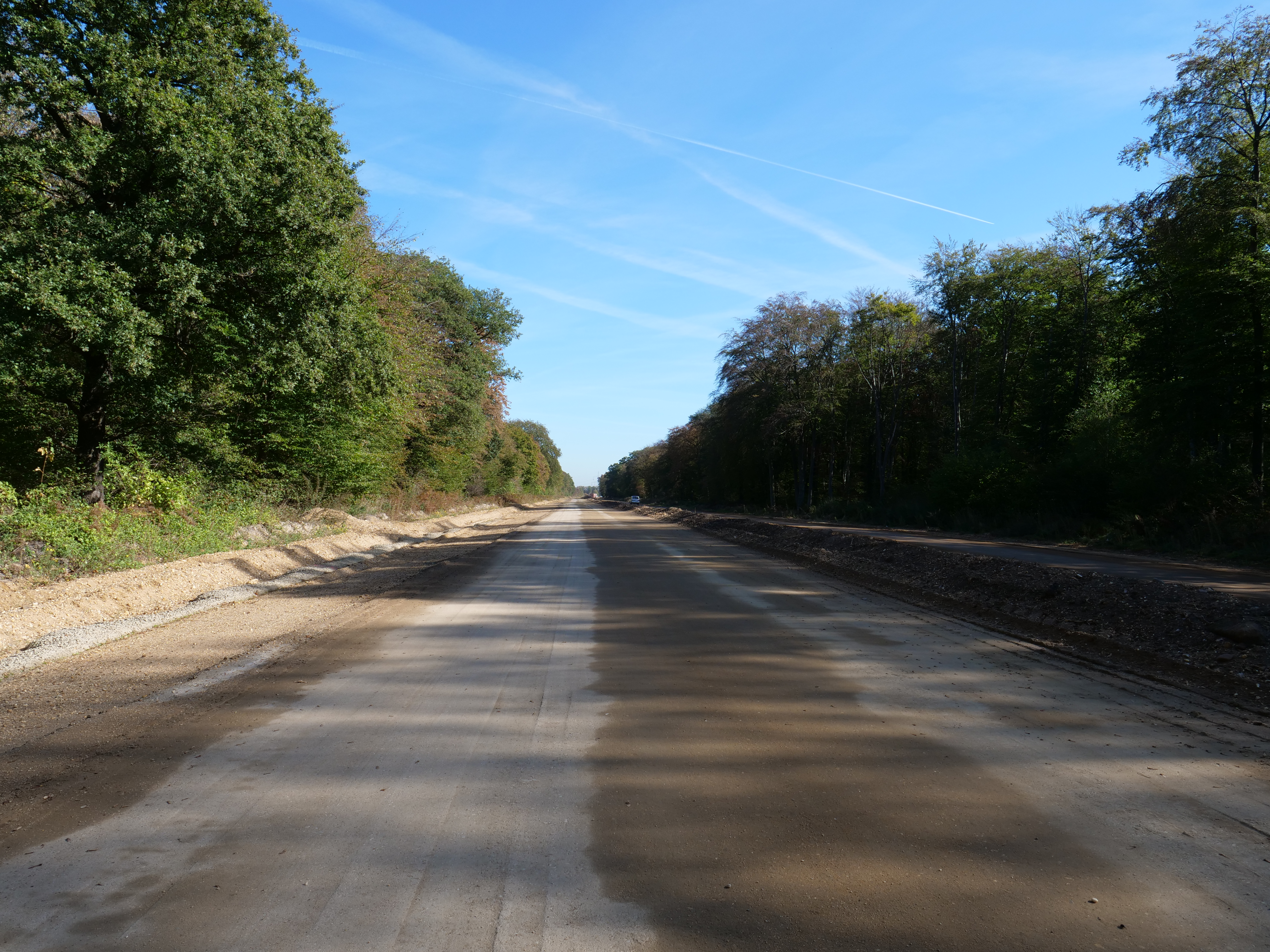
Abgetragene Fahrbahn in der alten Autobahntrasse
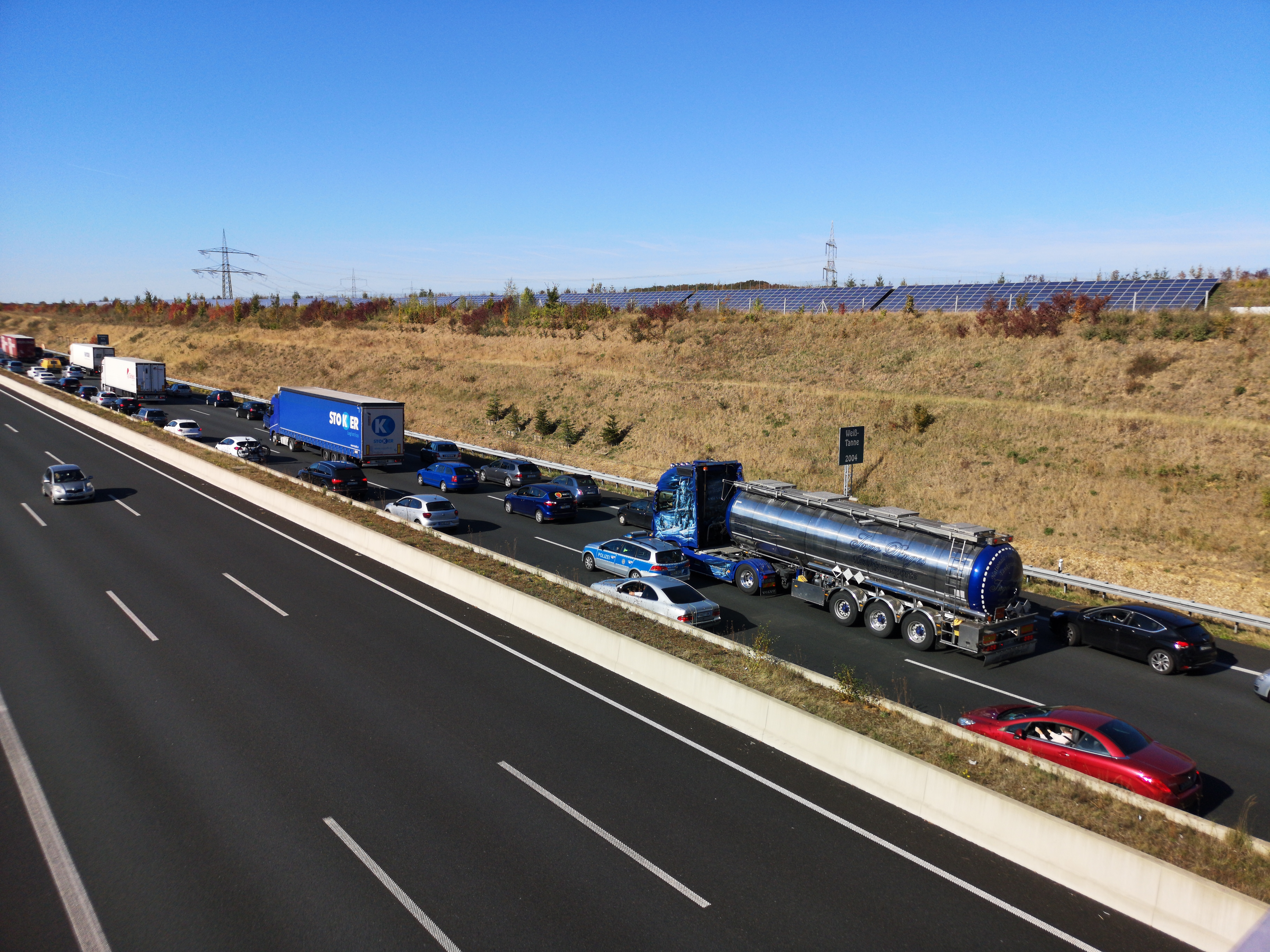
Neue sechsstreifige Trasse mit Allee Baum des Jahres: Weiße Tanne 2004

### Kirchheim–Dresden
Die komplette Strecke zwischen Kirchheim und Dresden wurde nach der Wende 1989/90 schrittweise erneuert und größtenteils sechsstreifig ausgebaut. In drei Abschnitten wurde die Trasse dabei nach Norden verlegt – zum einen, um Streckenführungen durch Täler mit starken Längsneigungen zu vermeiden, zum anderen aus Naturschutzgründen. Vom Kirchheimer Dreieck bis Wommen (geplantes Autobahndreieck mit der von Kassel kommenden BAB 44) findet ein vierstreifig belassener Ausbau mit abschnittsweisen Zusatzfahrstreifen und entschärfter Trassenführung statt.

#### Ausbau AD Kirchheim bis Wildeck-Obersuhl
Die Sanierung und der Ausbau der 35 Kilometer langen Strecke zwischen Kirchheimer Dreieck und Wildeck-Obersuhl wurde 2006 mit dem Bau am ersten Abschnitt zwischen Kirchheim und der Asbachtalbrücke begonnen. Die A 4 soll dabei durchgängig um Standstreifen sowie Zusatzfahrstreifen in Steigungsstrecken erweitert und abschnittsweise neu trassiert werden. Zusatzfahrstreifen werden die beiden Fahrtrichtungen jeweils auf mehr als 20 Kilometern aufweisen, so dass der größte Teil der Strecke nach Abschluss der Baumaßnahme insgesamt fünf- oder sechsstreifig sein wird.

#### Sechsstreifiger Ausbau Wommen–Dresden
Zusammen mit der Verlängerung der Bundesautobahn 44 von Kassel bis zur A 4 bei Wommen ist im Abschnitt Wommen – Dreieck Dresden-Nord der Autobahnausbau auf sechs Fahrstreifen und östlich von Dresden die Sanierung mit Anbau von Standstreifen und bereichsweise vierstreifige Neubau nach der deutschen Wiedervereinigung Teil des Verkehrsprojektes Deutsche Einheit Nr. 15 aus dem Jahr 1991. Der Neu- und Ausbau zwischen Gerstungen und Eisenach gehörte zu den ersten Baumaßnahmen. Planungen für einen durchgehenden sechsstreifigen Ausbau der Fahrbahnen mit zusätzlichen Standstreifen wurden dabei nicht umgesetzt. In dieser Zeit folgte ein Ausbau auf vier Fahrstreifen mit Standstreifen zur Verbesserung der Verkehrssituation. Dazu wurde unter anderem die Weihetalbrücke zwischen Gerstungen und Richelsdorf errichtet sowie ein Überbau der Talbrücke Wommen, eine Bogenbrücke aus Buntsandstein, konventionell saniert und ein zweiter Überbau, dem ersten nachempfunden, neu gebaut. Die aufwändige Instandsetzung und Neubau-Bauweise mit Buntsandstein-Ansicht war dem Denkmalschutz für die sanierte, südlich gelegene alte Bogenbrücke über den Frauenborner Bach und die Wommener Tallage geschuldet. 2005 fand der sechsstreifige Ausbau zwischen der Anschlussstelle Wommen und der Werratalbrücke nach drei Jahren seinen Abschluss.

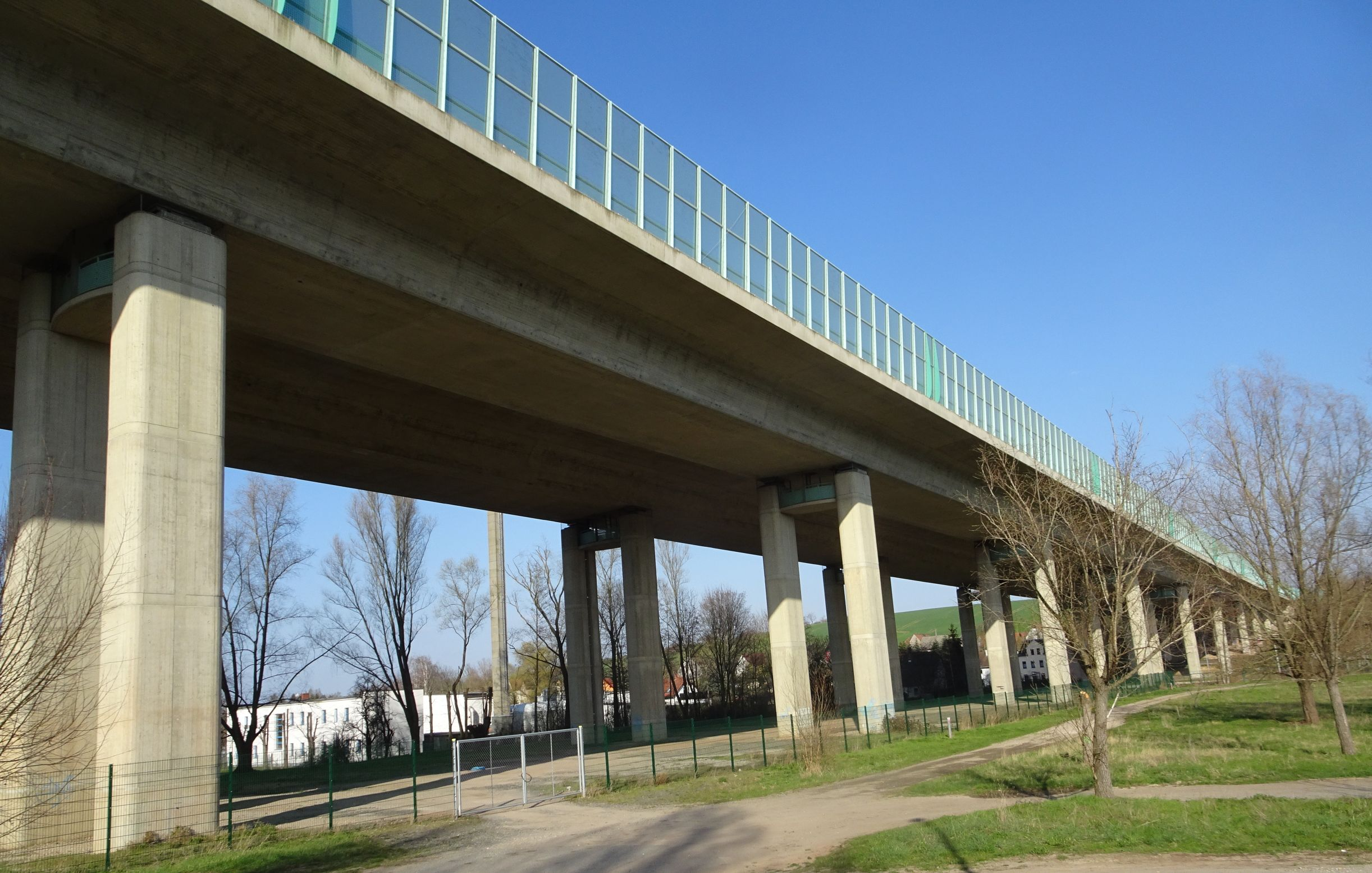
Pleißetalbrücke in Frankenhausen

In den 1990er Jahren begann der sechsstreifige Ausbau der BAB 4 zwischen Eisenach und Dresden. Die Pleißetalbrücke in Frankenhausen wurde durch einen 550 m langen Neubau ersetzt. Die denkmalgeschützte Teufelstalbrücke unmittelbar westlich des Hermsdorfer Kreuzes wurde dabei in den Jahren 1996–2002 schrittweise durch zwei neue Brücken ersetzt. Bei Chemnitz wurde zwischen 2000 und 2002 das Bahrebachmühlenviadukt so umgebaut, dass dieses technische Denkmal (Eisenbahnviadukt aus königlich-sächsischer Zeit) erhalten blieb und dennoch eine sechsstreifige Unterführung möglich wurde. Der Abschnitt Rüdersdorf bis Gera wurde von 1999 bis 2001, der Abschnitt Gera – Gera-Leumnitz von 2005 bis 2007 sechsstreifig ausgebaut. Bei Gera entstand im Zuge des sechsstreifigen Ausbaus zugleich mit der Umverlegung der B 2 die neue Anschlussstelle Kreuz Gera. Der letzte Abschnitt zwischen Ronneburg und Schmölln wurde am 23. Dezember 2010 freigegeben, so dass der durchgehende sechsstreifige Ausbau zwischen Hermsdorfer Kreuz und Landesgrenze Thüringen/Sachsen bis auf den noch geplanten Ausbau des Hermsdorfer Kreuzes abgeschlossen ist.

#### Neutrassierung bei Eisenach
Im Januar 2008 wurde mit dem Neubau des zirka 25 km langen, sechsstreifigen Abschnittes zwischen der Werratalbrücke bei Eisenach und der Anschlussstelle Waltershausen begonnen. Zwischen dem 6. Januar und dem 24. November 2010 erfolgte die schrittweise Freigabe der beiden Richtungsfahrbahnen, die Inbetriebnahmen der PWC-Anlage „Hainich“ und der Anschlussstelle Sättelstädt.
Die Neubaustrecke führt mit nunmehr drei Anschlussstellen in einem weiten Bogen nördlich der Hörselberge fast 14 km durch die Gemeinde Hörselberg-Hainich und um die Stadt Eisenach. Am Bauende West entstand bei Krauthausen die neue Anschlussstelle Eisenach-West, etwa zwei Kilometer westlich der bisherigen Abfahrt. Die Anschlussstelle Eisenach-Ost erschließt etwa fünf Kilometer nordöstlich der alten Auffahrt, an der Böbertalbrücke bei Großenlupnitz gelegen, die Bundesstraße 84. Die neu angelegte Anschlussstelle Sättelstädt, am Ostende der Hörselberge, dient als Verknüpfungspunkt zur Bundesstraße 7 und soll den Verkehrsraum Ruhla/Bad Liebenstein besser anbinden. Der Standort der Autobahnmeisterei verbleibt in Eisenach und wird durch einen großen Technikstandort im Gewerbegebiet Sättelstädt erweitert.
Mit der Inbetriebnahme der A-4-Nordverlegung folgte teilweise eine Umverlegung und Rückstufung der Bundesstraßen 7, 19, 84 und 88 im Bereich Eisenach. Die alte Autobahn zwischen den ehemaligen Anschlussstellen Eisenach-West (jetzt Eisenach Weststadt) und Wutha-Farnroda wird als Kraftfahrstraße im Zuge der Bundesstraße 19 bzw. Bundesstraße 88 zur Umgehung der Ortslage Eisenach genutzt. Der daran anschließende acht Kilometer lange Streckenabschnitt Wutha-Farnroda – Sättelstädt wurde einschließlich der entbehrlichen alten Hörseltalbrücke in Sättelstädt komplett zurückgebaut und renaturiert. Das ausgebaute Fahrbahnmaterial wurde gebrochen und für die zweite Richtungsfahrbahn der Nordverlegung im Bereich zwischen der Nessetalbrücke und dem östlichen Bauende wiederverwendet. Im Gegenzug konnte sauberer Erdaushub bei der Renaturierung der alten Trasse eingebaut werden.
Auf der gesamten Strecke wurden 685.000 m² Straßenfläche neu geschaffen. 202.000 m³ Beton wurden verarbeitet. An bituminösen Stoffen waren es 73.000 Tonnen, 225.000 Tonnen Schottertragschicht sowie 894.000 Tonnen Frostschutzkies. Insgesamt mussten 3.200.000 m³ Erdmassen bewegt werden. Für den Bau der Brücken wurden 77.500 m³ Beton, 8.500 Tonnen Betonstahl 515 Tonnen Spannstahl und 5.500 Tonnen Konstruktionsstahl verarbeitet. Drei Talbrücken (Hörseltal 422 m; Nessetal 414 m und Böbertal 200 m) wurden geschaffen, fünf Überführungsbauwerke und 19 Autobahnbrücken errichtet.
Die Trasse wurde als Privatautobahn realisiert und der komplette Bauauftrag im Rahmen einer Öffentlich-Privaten Partnerschaft (ÖPP) im Jahr 2007 vergeben. Der Ausbau der A 4 konnte als erstes von vier ÖPP-Pilotprojekten fertiggestellt werden. Der ÖPP-Vertrag sieht vor, dass der private Partner «Via Solutions Thüringen» den Neubau der Strecke zwischen den Kilometern 256,0 und 280,5 übernimmt und den insgesamt 44,7 Kilometer langen Abschnitt zwischen der Anschlussstelle Gotha und der Landesgrenze Thüringen/Hessen für einen Zeitraum von 30 Jahren bewirtschaftet sowie die Finanzierung des Leistungspakets bereitstellt. Für Neubau, Betrieb und Instandhaltung des Abschnitts erhält die Via Solutions Thüringen die dort anfallende Lkw-Maut.

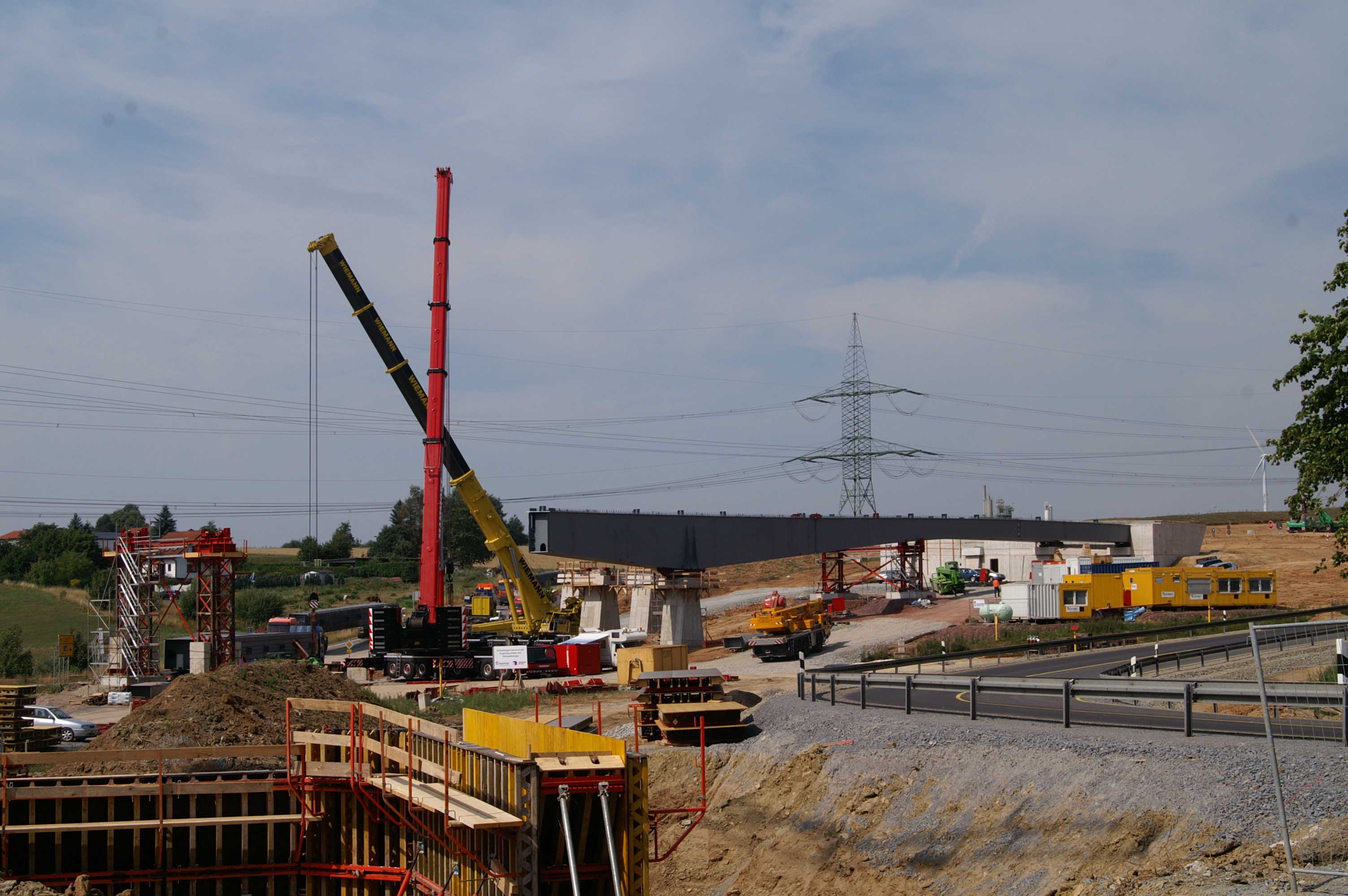
Baustelle der neuen Böbertalbrücke bei Großenlupnitz
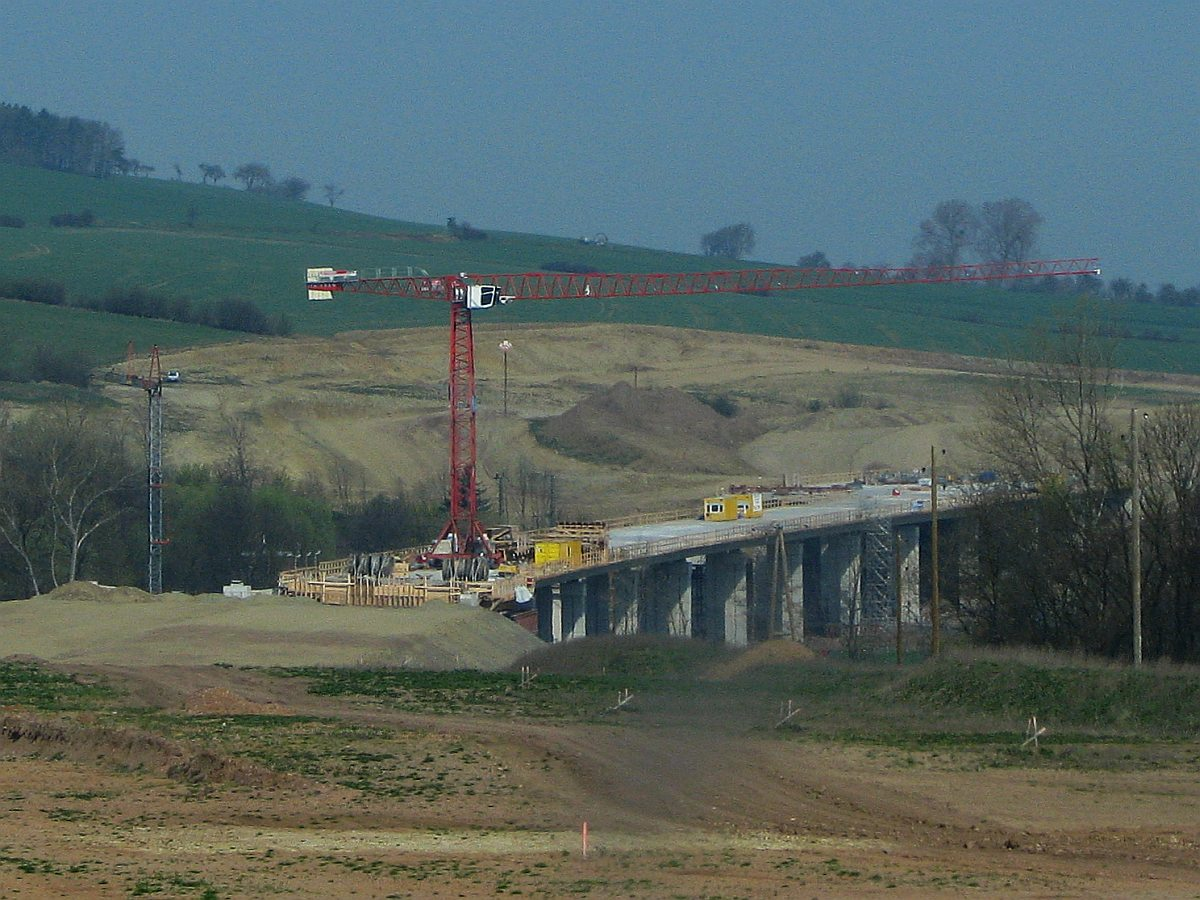
Hörseltalbrücke bei Sättelstädt
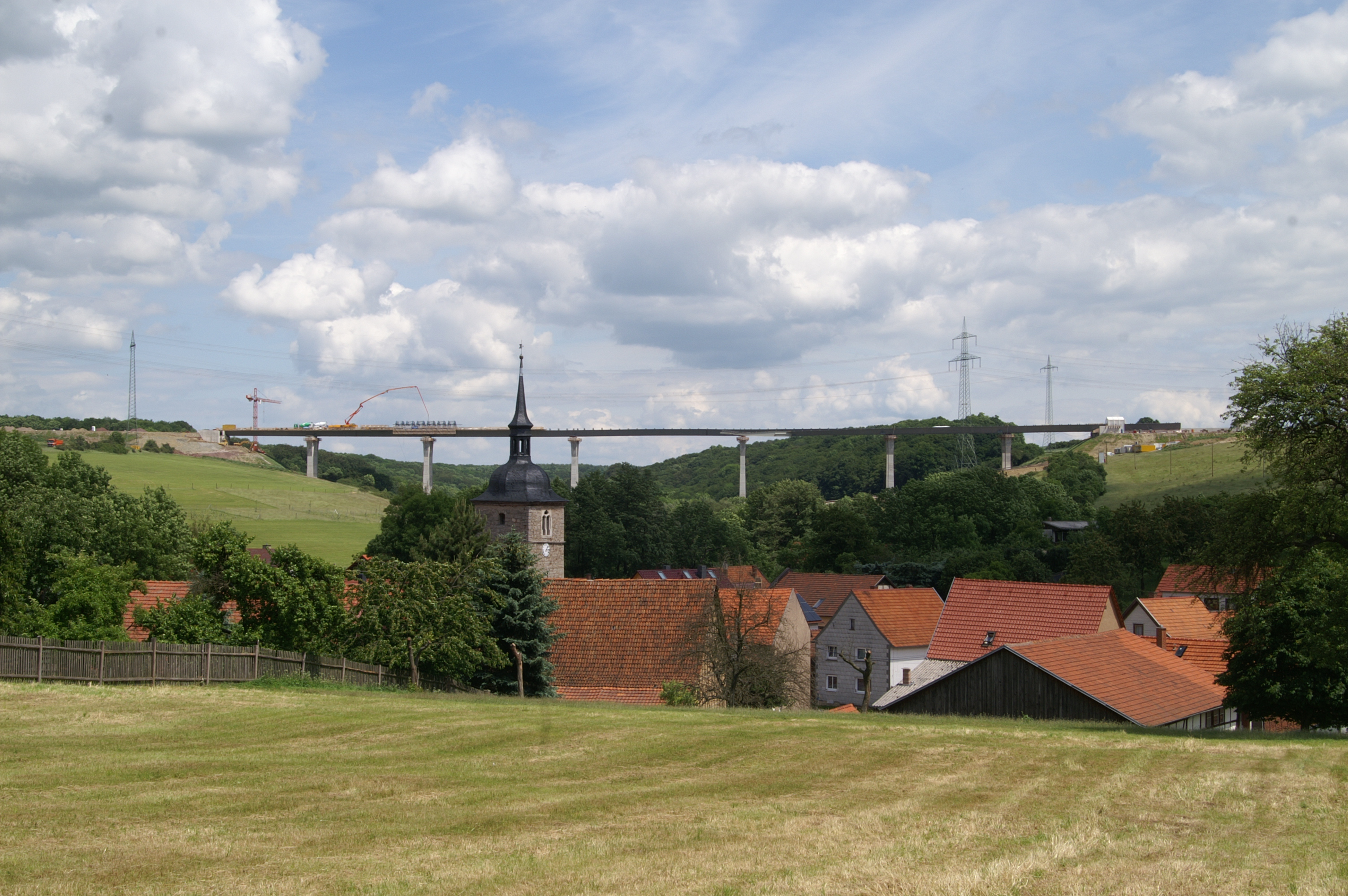
Nessetalbrücke bei Ettenhausen/Nesse
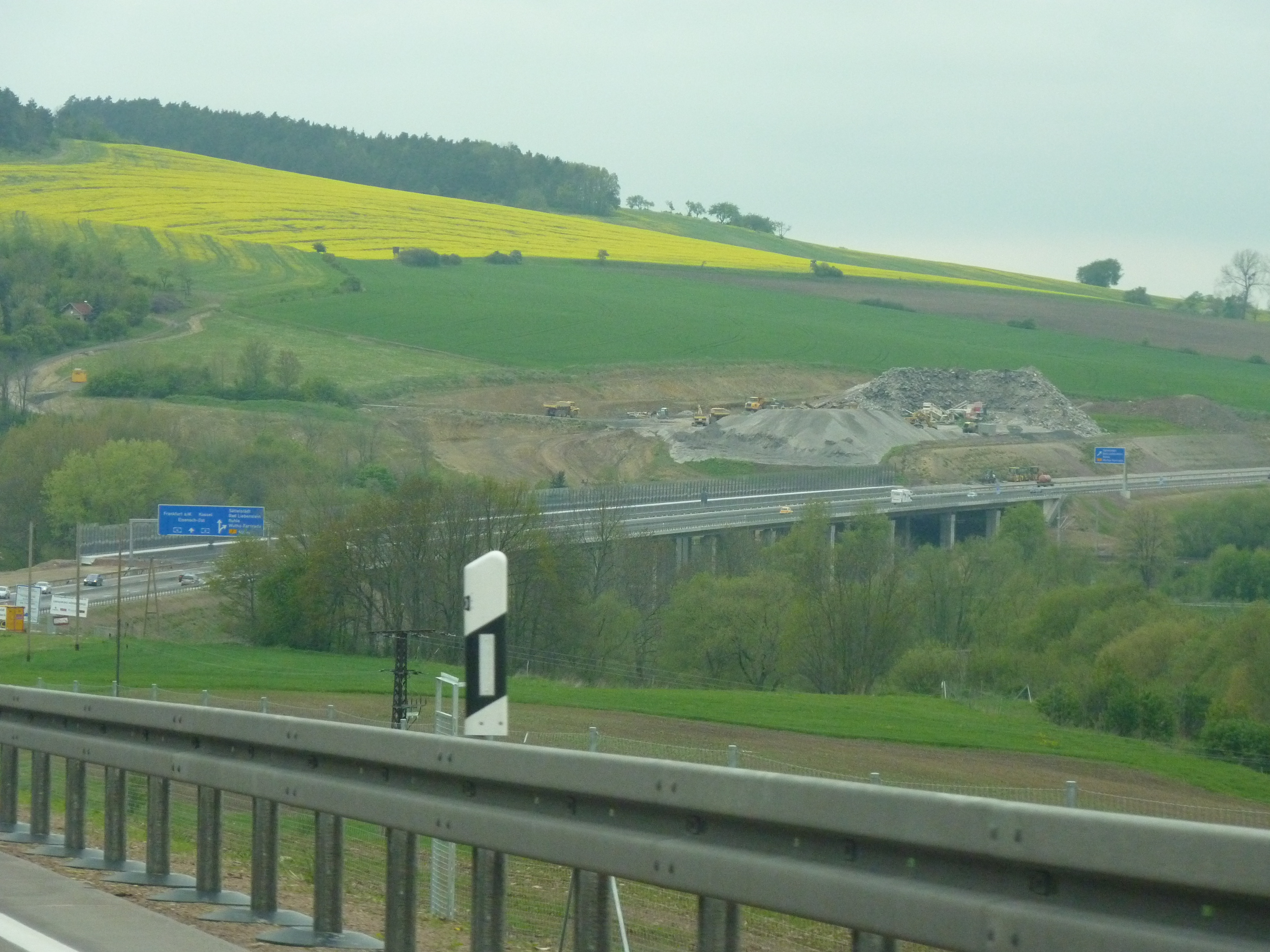
Fertiggestellte Hörseltalbrücke
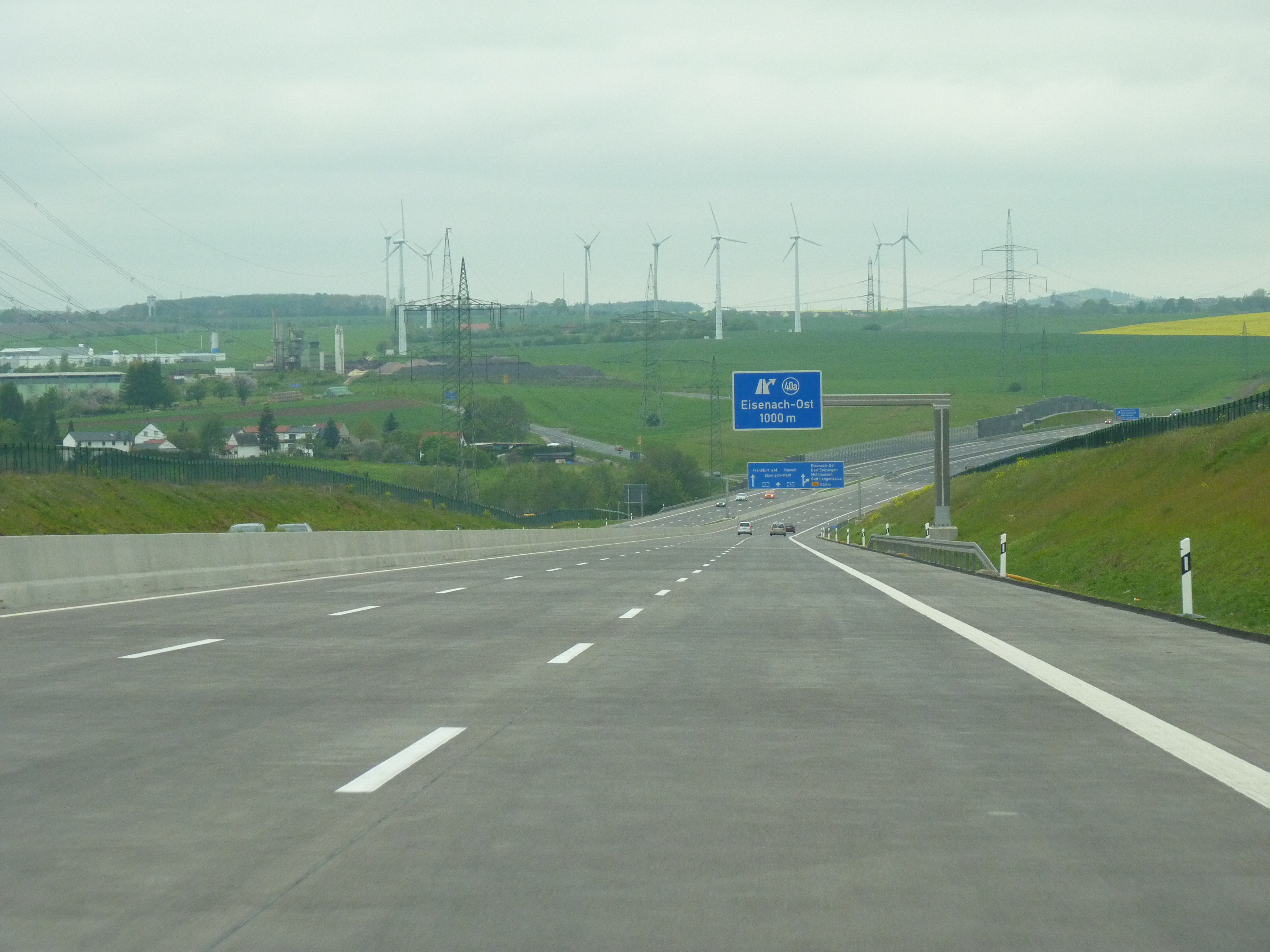
Neuer Autobahnabschnitt vor Abfahrt Eisenach-Ost in Fahrtrichtung Frankfurt a. M.

#### Neutrassierung bei Jena
Zwischen 2004 und 2009 wurde die Autobahn bei Jena sechsstreifig ausgebaut und zur Lärmminderung mit einer Lärmschutzeinhausung (Eintunnelung) versehen. Südlich der bestehenden denkmalgeschützten Saaletalbrücke entstand eine Zweitbrücke, welche die Formensprache der alten Brücke übernahm und sich so harmonisch zur alten Brücke in das Gesamtbild einpasste. Optisch ähnelt sie der gemauerten alten Brücke, technisch ist sie eine moderne Spannbetonbogenbrücke. Im Bereich von Jena-Lobeda wurde die Richtungsfahrbahn nach Dresden ebenfalls südlich 7 m tiefer neben der alten Autobahn gebaut. Nachdem die neue Saaletalbrücke und eine Hälfte des Lärmschutztunnels fertiggestellt war, wurde die alte Autobahn als Richtungsfahrbahn nach Erfurt gleichermaßen umgebaut. Die Stadtrodaer Straße (L 1077, vierstreifige Schnellstraße von der Autobahn in das Zentrum von Jena) führt nicht mehr unter der Autobahn hindurch, sondern über sie hinweg. Die neue, mehrstreifige Brücke wurde am 30. Juni 2008 für den Verkehr freigegeben. Durch diese Baumaßnahmen konnte am 31. Juli 2008 die ehemalige Autobahnanschlussstelle mit dem neuen Namen „Jena-Zentrum“ (zuvor Jena-Lobeda) für den Verkehr wieder freigegeben werden.
Westlich von Jena wird seit dem 30. Oktober 2014 in Richtung Frankfurt und seit 18. November 2014 in Richtung Dresden die Autobahn zwischen Magdala, Bucha und Jena-Göschwitz durch den Jagdbergtunnel geleitet, um das unter Naturschutz stehende Leutratal zu entlasten. Der Verkehr verlief auf der alten Trasse aus dem Tal der Magdel über den Scheitel der Ilm-Saale-Platte durch das Leutratal hinab ins Saaletal auf je zwei Fahrstreifen ohne Standstreifen mit für Neubaustrecken nicht mehr zulässigen bis zu 6 % Steigung. Schon bei Schönwetter verursachte diese erheblich verlangsamte LKW-Geschwindigkeiten, bei winterlichen Verhältnissen führte sie zu häufigen Staus und Unfällen.

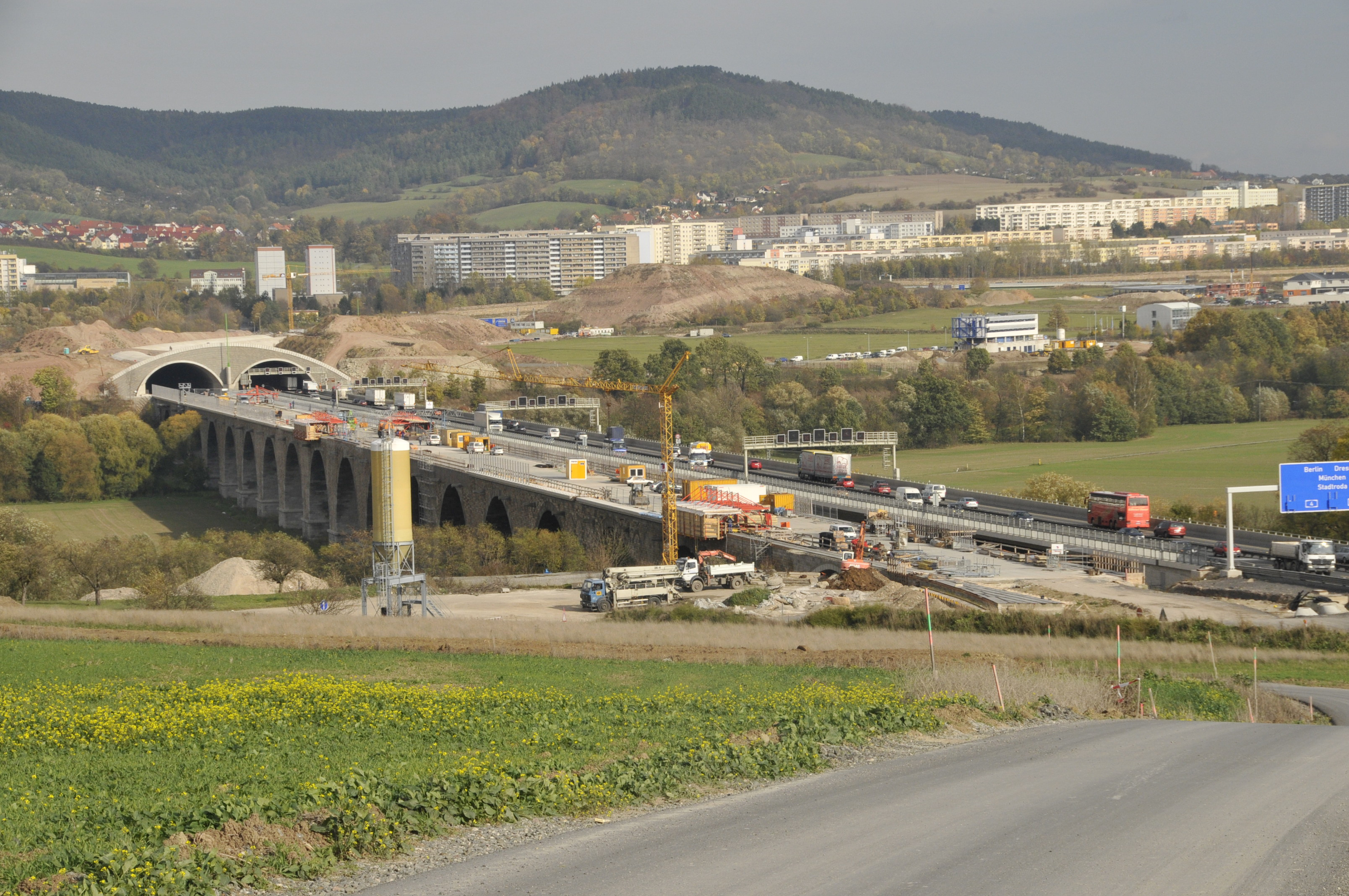
Anschlussstelle Jena-Göschwitz, Baustelle der Saaletalbrücke mit Lobdeburgtunnel (2008)
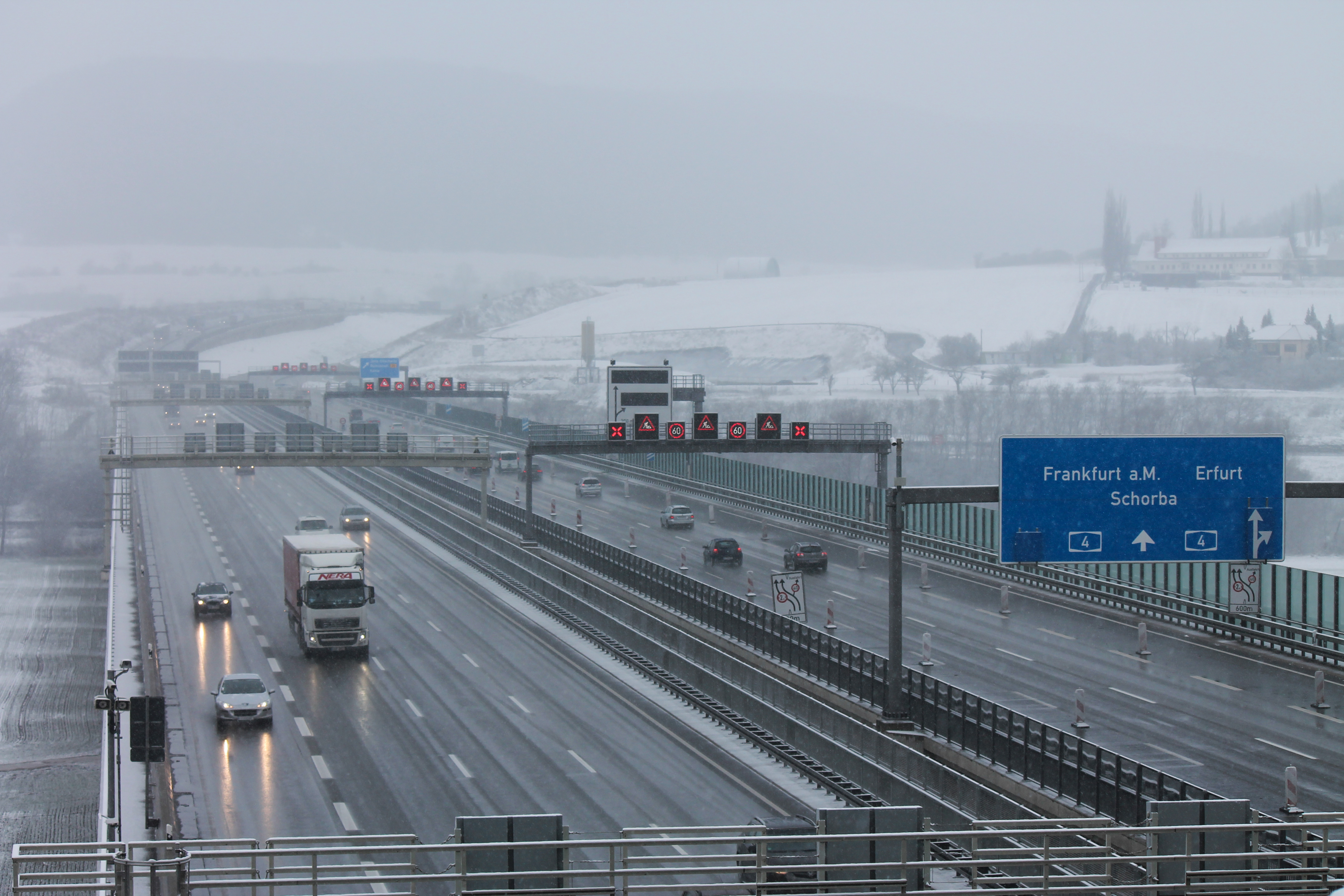
Blick vom Lobdeburgtunnel auf die Saaletalbrücke, rechts der denkmalgeschützte Teil und links der Brückenneubau
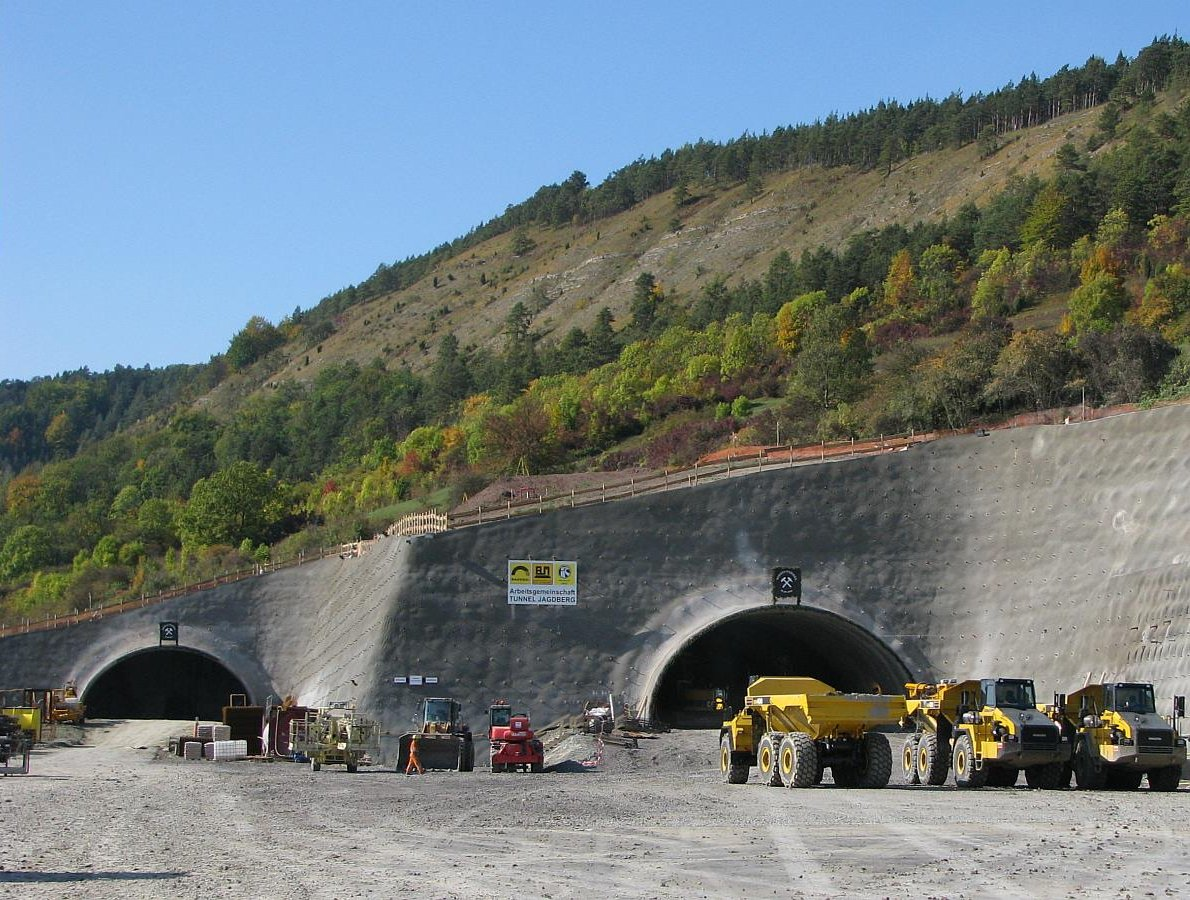
Ostportale für den Tunnelvortrieb des Jagdbergtunnels bei Jena-Göschwitz (2008)
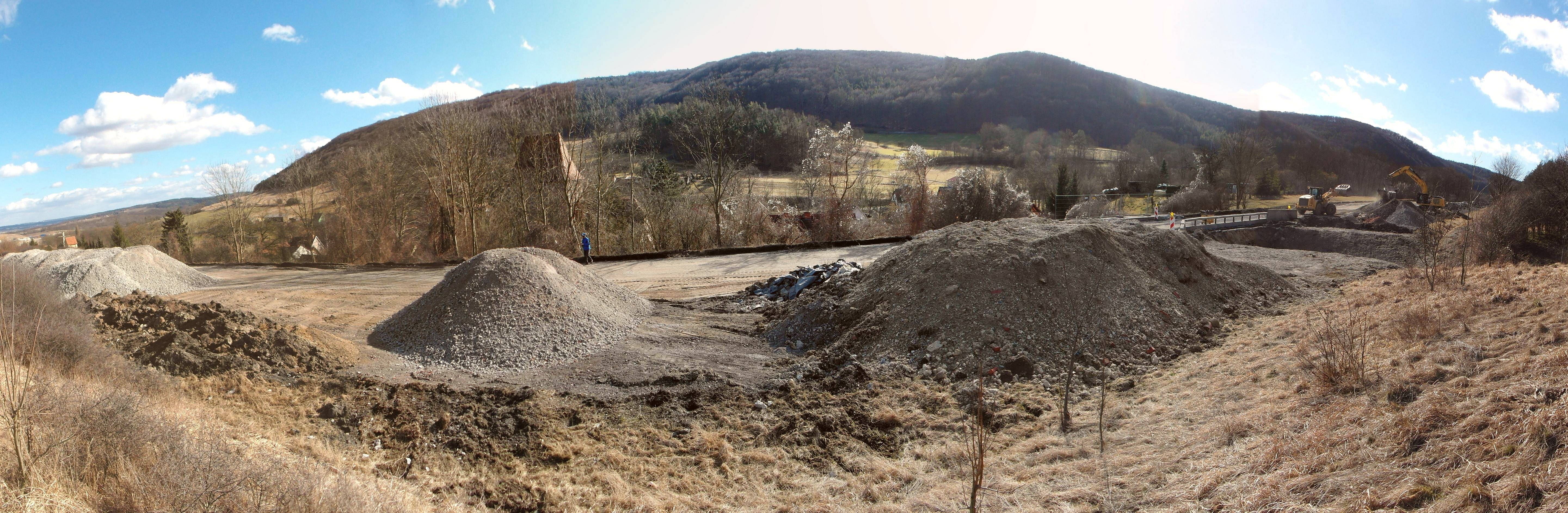
A4-Rückbau im Leutratal
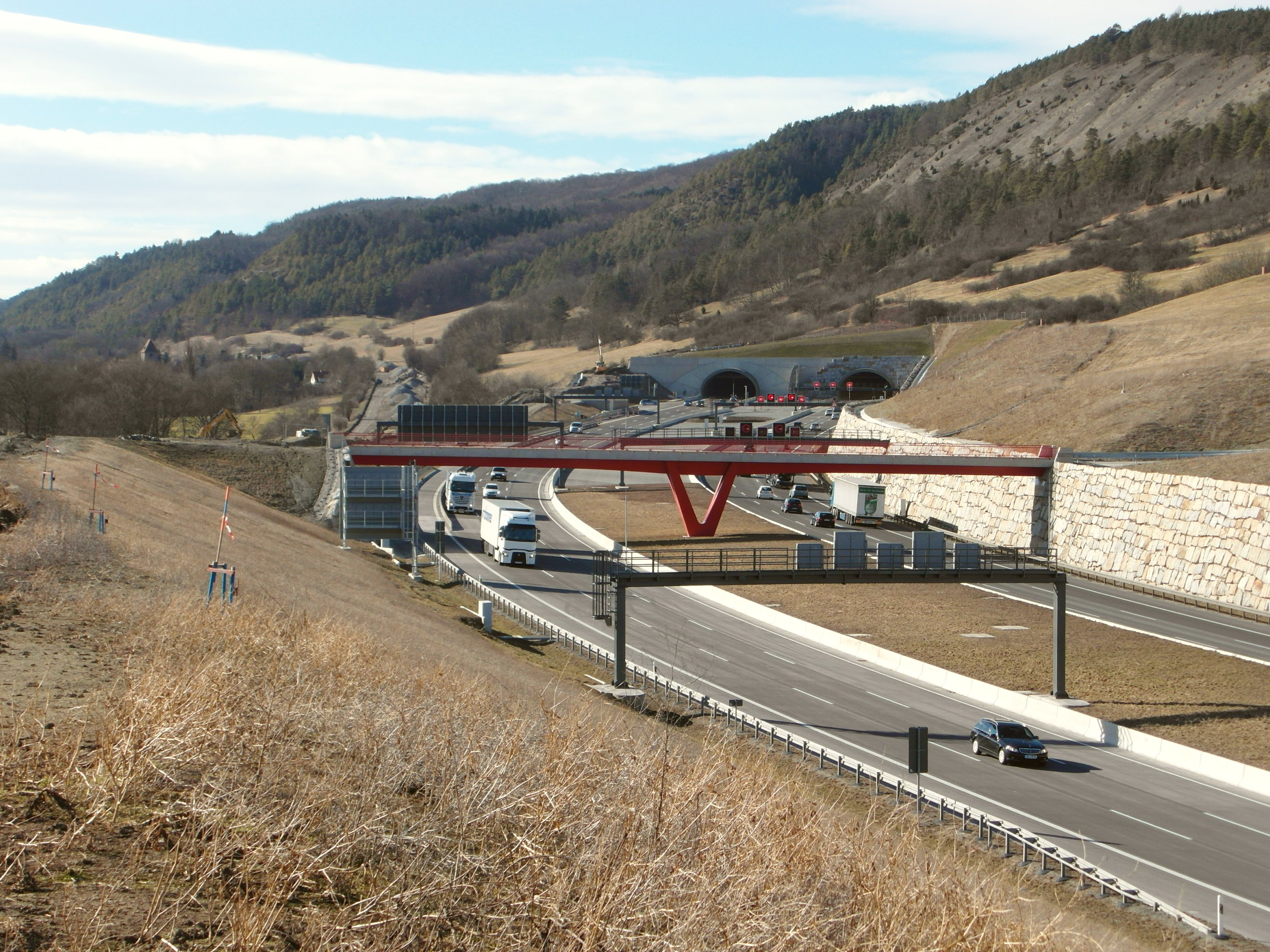
Alte und neue A4 am Jagdbergtunnel bei Göschwitz

#### Neutrassierung bei Wilsdruff
Zwischen dem Dreieck Nossen und Dresden verlief die Autobahn bis zur Fertigstellung einer kleinen Umgehung mit drei Talbrücken durch das Tanneberger Loch, eine enge Durchführung durch das Triebischtal. Durch die Rampen in den Nebentälern wurde ursprünglich die unter anderem notwendige Talbrücke eingespart. Die sich bei Wilsdruff anschließende Talbrücke über die Wilde Sau musste, nachdem sie am Kriegsende bereits gesprengt und in der Nachkriegszeit von der DDR wieder aufgebaut worden war, im Rahmen des sechsstreifigen Ausbaus ein drittes Mal neu gebaut werden.

### Weiterbau in Polen
In Polen wurde die A4 in den 1990er Jahren auf der alten Trasse der Reichsautobahn 19 weitergebaut und der Anschluss an die Trasse Berlin-Breslau (Reichsautobahn 9) hergestellt. Die heute als Autostrada A4 bezeichnete Autobahn führt auf der alten Trasse von Dresden nach Breslau und von dort weiter über die alte Reichsautobahn 29 nach Opole, Katowice, Krakau bis an die ukrainische Grenze.

## Planungen

### Aachen bis Olpe
Der sechsstreifige Ausbau des Abschnitts AS Aachen-Laurensberg – AK Aachen sowie der achtstreifige Ausbau des Abschnitts AK Köln-West – AK Köln-Süd befinden sich im Bundesverkehrswegeplan 2030 im „Weiteren Bedarf“. Der achtstreifige Ausbau des folgenden Abschnitts bis AK Köln-Gremberg und der sechsstreifige Ausbau des Abschnitts AK Köln-Ost – AS Bergisch Gladbach-Bensberg befinden sich in der höchsten Dringlichkeitsstufe „Vordringlicher Bedarf – Engpassbeseitigung“. Der sechsstreifige Ausbau des Abschnitts AS Bergisch Gladbach-Bensberg – AS Untereschbach ist wieder nur im „Weiteren Bedarf“.

#### Halbanschlussstelle Frechen-Königsdorf
Im Zuge der Entlastung der Ortsdurchfahrt Frechen-Königsdorf ist eine Halb-Anschlussstelle an der Aachener Straße in Köln zwischen Horrem und Königsdorf seit Frühjahr 2017 im Bau. Hierzu wird ein 538 m langes Stück (L 361n) östlich der Kreuzung der L 361 mit der Nord-Süd-Kohlebahn von RWE mittels eines Kreisverkehrs bis zur A 4 geführt werden und dort den Anschluss von und nach Köln ermöglichen. Verantwortlich für Bau und Finanzierung ist das Land Nordrhein-Westfalen. Das Bauprojekt läuft voraussichtlich bis Sommer 2027 und kostet nach neuesten Schätzungen circa 37 Millionen Euro.
Die Kosten betrugen nach der ursprünglichen Planung rund 8,3 Millionen Euro, wurden jedoch zwischenzeitlich auf 22,3 Millionen Euro aufgestockt (Anmerkung: noch im Dezember 2016 war „erst“ von 15,6 Millionen und einer Fertigstellung Ende 2019 die Rede).
Der Bau der Halbanschlussstelle wurde 2013 Bestandteil des Landesstraßenbauprogramms und sollte nach Verabschiedung des Landeshaushaltes 2013 begonnen werden. Tatsächlich wurde mit vorbereitenden Einzelmaßnahmen erst Ende 2014 begonnen.
Das Vorhaben ist Teil eines Maßnahmenbündels, zu dem ebenfalls der Ausbau der Halbanschlussstelle Frechen-Nord (9a) zum Vollanschluss gehört.

#### Vollanschluss Frechen-Nord
Zum Vollausbau der AS Frechen-Nord gehört der vierstreifige Ausbau der L183 (von der Aachener Straße bis zur Krankenhausstraße) und der Anlage eines zusätzlichen Fahrstreifens an der A 4 (beidseitig von der AS Frechen-Nord bis zum AK Köln-West). Die Planung liegt zurzeit (Januar 2013) dem Landesbetrieb Straßenbau NRW zur Nachbearbeitung vor. Mit einer Einleitung des Planfeststellungsverfahrens wird in der zweiten Hälfte 2013 gerechnet. Zwar scheint die Finanzierung für das Vorhaben – geschätzte Gesamtkosten 16,4 Millionen Euro – nun (Stand Juni 2018) endlich zu stehen, jedoch läuft das Planfeststellungsverfahren zurzeit noch, so dass ein konkreter Termin für den Baubeginn noch nicht genannt werden kann.

#### Achtstreifiger Ausbau zwischen Kreuz Köln-Süd und Kreuz Köln-Gremberg
Neben dem ohnehin geplanten -aber noch nicht näher konkretisierten (Stand: Februar 2020)- weiteren Umbau im Kreuz Köln-Süd ist aufgrund der erheblichen Verkehrsbelastung ein Ausbau der BAB 4 zwischen dem Kreuz Köln-Süd und dem Kreuz Köln-Gremberg auf acht Fahrstreifen geplant, um auch die beiden nach Süden Richtung Bonn verlaufenden Autobahnen BAB 59 und BAB 555 besser zu verknüpfen. Diese Erweiterung wurde bereits im Bundesverkehrswegeplan 2030 als vordringlicher Bedarf festgehalten. Diese würde auch eine Erweiterung der Rodenkirchener Brücke bedingen. Das Projekt als Ganzes, aber vor allem der dann notwendige Umbau der Rodenkirchener Brücke, hat bereits zu diversen Widerständen bei direkten Anliegern, Naturschützern und Lokalpolitikern geführt. Die Autobahn GmbH hat sich auf ihrer Projektseite „A4plus“ teilweise mit der Kritik auseinandergesetzt.

#### Sechsstreifiger Ausbau Köln-Ost bis Bergisch Gladbach-Bensberg
Der durchgängig sechsstreifige Ausbau vom Autobahnkreuz Köln-Ost bis Bergisch Gladbach-Bensberg befindet sich im vordringlichen Bedarf des Bundesverkehrswegeplans 2030.

#### Sechsstreifiger Ausbau Bergisch Gladbach-Bensberg bis Untereschbach
Der sechsstreifige Ausbau von Bergisch Gladbach-Bensberg bis Untereschbach befindet sich im weiteren Bedarf des Bundesverkehrswegeplans 2030.

### Lückenschluss Krombach bis Hattenbach
Der früher geplante „Lückenschluss“ zwischen Autobahnkreuz Olpe Süd (Wenden) und Hattenbach/Kirchheim in Hessen wurde verworfen. Stattdessen wurde ein Teilstück zwischen dem Kreuz Olpe Süd und Kreuztal-Krombacherhöhe gebaut. Am dortigen Abzweig geht die Autobahn nahtlos in die Schnellstraße HTS (B 54) über. Diese führt weiter über Kreuztal und Siegen zum Anschluss Siegen an die A 45. Ursprünglich war eine Linienführung über Hilchenbach, Erndtebrück, nördlich von Bad Laasphe, über die Sackpfeife und durch den Landkreis Marburg-Biedenkopf zum Hattenbacher Autobahndreieck geplant. Der Weiterbau der A 4 war bei der Fortschreibung des Bundesverkehrswegeplans 2004 nicht mehr in einer vorrangigen Planungspriorität berücksichtigt und dann ganz aus der Planung herausgenommen worden. In der vorrangigen Planungspriorität des Bundesfernstraßenbedarfsplans stehen im Zuge der Bundesstraßen B 508 und B 62 die Ortsumgehungen von Kreuztal, Erndtebrück und Bad Laasphe. Die Europastraße 40, zu der die anstoßenden Teile der A 4 gehören, wird im Bereich dieser Lücke über Wetzlar und Gießen (A 45, A 480, A 5) umgeleitet. Eine weitere Umfahrung dieser Lücke in nördlicher Richtung wird zukünftig über die derzeit im Bau befindliche A 44 zwischen dem zukünftigen Dreieck Herleshausen-Wommen und Kassel (Bestandteil des Verkehrsprojekts Deutsche Einheit Nr. 15) sowie dann im weiteren Verlauf bis zum Kreuz Dortmund/Unna und von dort über die A 1 bis zum Kreuz Köln-West möglich sein.

### Kirchheim bis Bundesgrenze bei Görlitz

#### Sechsstreifiger Ausbau Kirchheim bis Wommen
Der durchgängig sechsstreifige Ausbau von Kirchheim bis Wommen befindet sich im weiteren Bedarf des Bundesverkehrswegeplans 2030.

#### Ausbau des Hermsdorfer Kreuzes
Nach einem ersten Umbau des Hermsdorfer Kreuzes 1992 war ein weiterer Umbau und Ausbau der Hauptfahrbahnen auf jeweils drei Fahrstreifen pro Richtung ab dem Jahr 2010 vorgesehen. Es war vorgesehen, das neue Kreuz mit einer halbdirekten Rampe, die zweistreifig ausgeführt werden soll, aus Richtung Erfurt in Richtung Berlin zu überspannen, um die Verkehrsführung von Richtung Erfurt nach Berlin zu entlasten, da hier des Öfteren größere Rückstauungen auf der A 4 wegen starken Verkehrs auf der A 9 gegeben sind. Im Dezember 2010 wurde bekanntgegeben, dass sich der Ausbau bis Ende 2014/Anfang 2015 verzögern werde. Grund dafür sei eine zusätzlich in die Umbaumaßnahmen aufgenommene Brücke für Fußgänger und Radfahrer. Die Gesamtkosten sollen sich auf 43 Mio. Euro belaufen. Es werde mit einer dreijährigen Bauzeit gerechnet. Anfang 2016 wurde bekannt, dass der Bau frühestens 2026 beginnen wird. Es wird mit einer dreijährigen Bauzeit gerechnet.

#### Sechsstreifiger Ausbau Dresden bis Bundesgrenze bei Görlitz
Das sich derzeit in Vorbereitung befindliche Strukturstärkungsgesetz Kohleregionen sieht Mittel für den sechsstreifigen Ausbau der Autobahn zwischen Dresden und der Landesgrenze als Kompensationsleistung für den Kohleausstieg vor.

## Besondere Ereignisse

### Nebelgefahr

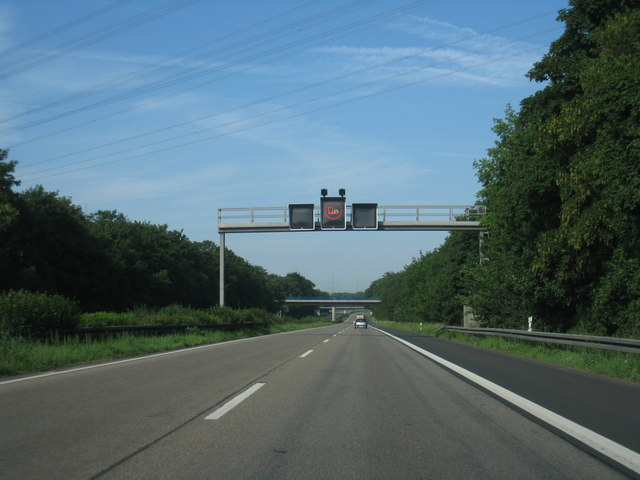
Schilderbrücke der Nebelwarnanlage aus den 1980er Jahren mit Röhrenanzeigen (Zustand von 2010, vor dem sechsstreifigen Ausbau)

Seit dem Anfang der 1980er Jahre kam es auf dem viel befahrenen Streckenabschnitt zwischen Aachen und Köln wiederkehrend zu starker Nebelbildung, bedingt durch die nahegelegenen Kraftwerke und Braunkohlentagebaue in Verbindung mit dem in die Erft geleiteten Kühlwasser. So starben zwischen Anfang 1985 und Februar 1987 insgesamt 20 Menschen bei Massenkarambolagen auf diesem Abschnitt. Auf Anordnung des Regierungsbezirkes Köln kam es am 20. Dezember 1987 nach dem Aufkommen einer Nebelbank mit Sichtweiten von weit unter 30 m erstmals zu einer Vollsperrung des gesamten Abschnittes zwischen der niederländischen Grenze und Köln – der Verkehr musste auf Landstraßen ausweichen. Später wurde auf dem Abschnitt eine Nebelwarnanlage installiert.

### Unfall auf der Wiehltalbrücke 2004
Die A 4 war nach einem Unfall auf der Wiehltalbrücke von Ende August 2004 bis zum 7. Oktober zwischen den Anschlussstellen Engelskirchen und Gummersbach gesperrt. Ein mit 32.000 Litern Treibstoff beladener Lkw war von einem Pkw touchiert worden, daraufhin die Wiehltalbrücke hinuntergestürzt und in Brand geraten. Der Lkw-Fahrer starb und die Brückenkonstruktion nahm erheblichen Schaden.
Die Brücke wurde zunächst am 7. Oktober 2004 wieder eingeschränkt für den Verkehr freigegeben. Die eigentliche Reparatur begann am 28. Juni 2006 und wurde am 22. August 2006 abgeschlossen; nach der abschließenden Sanierung der Fahrbahndecke ist die Brücke wieder uneingeschränkt befahrbar.
Die Reparatur erfolgte mittels eines aufwändigen, in Deutschland erstmals angewendeten Verfahrens. Während dieser Zeit, in der unter anderem ein Brückensegment von 20 m × 31 m ausgetauscht wurde, war die Brücke voll gesperrt. Die Gesamtkosten für Reparatur und Sanierung betrugen 30 Millionen Euro. Es handelt sich damit um den bis dahin teuersten Verkehrsunfall in der Bundesrepublik Deutschland.

### Busunglück bei Dresden 2014
In der Nacht zum 19. Juli 2014 sind zwei Reisebusse aus Polen und der Ukraine sowie ein Kleinbus bei Dresden in einen Unfall verwickelt worden. Es gab elf Tote und mehrere Verletzte.

## Sonstiges
- Auf ihrem Album Street von 1991 besingt Nina Hagen den Totenstein auf der Autobahn – zwischen Erfurt und Gera als Mahnmal einer tragischen Nachwende-Geschichte.
- Der Liedermacher Götz Widmann erwähnt die A 4 im Refrain des Liedes Zöllner vom Vollzug abhalten von 2003, in dem es heißt:

Ich hab vieles ausprobiert, heut weiß ich, was mich amüsiert.
Mein Sonntagnachmittagspläsier ist Zöllner vom Vollzug abhalten auf der A 4.
Er bezieht sich hierbei auf den Autobahnabschnitt unmittelbar hinter der niederländisch-deutschen Grenze.
- Eine der ersten Folgen der Fernsehreihe Tatort (Kressin und der Laster nach Lüttich) wurde 1970 auf dem damals gerade fertiggestellten, aber noch nicht für den Verkehr freigegebenen Abschnitt zwischen dem Grenzübergang Vetschau und dem Autobahnkreuz Aachen gedreht. Als Komparsen dienten damals echte Zollbeamte.[94]
- Als Zeitzeuge aus der Erbauungszeit der Autobahn steht zwischen Friedewald und Bad Hersfeld auf dem Mittelstreifen ein Kilometerstein mit der Aufschrift „350 km von Berlin“. Es ist einer der ganz wenigen originalen Kilometersteine, die aus dieser Zeit noch an der ursprünglichen Stelle stehen. Das Kleindenkmal ist ein Kulturdenkmal nach dem Hessischen Denkmalschutzgesetz. Allerdings wird er wegen anstehender Ausbauarbeiten voraussichtlich nicht an seinem angestammten Platz verbleiben können.[95]
- Bekannt ist ein Bratwurstimbiss am Jagdbergtunnel. Dieser lag bis zur Eröffnung des Tunnels direkt an der Autobahn am Schorbaer Berg in Fahrtrichtung Dresden als einer der letzten freien Imbissstände direkt an der Autobahn und ist in einem autobahnnahen Gewerbegebiet in Magdala ansässig.[96]
- Die östliche Seite der Anschlussstelle Dresden-Flughafen befindet sich nicht an der Richtungsfahrbahn Görlitz der BAB 4, sondern an der an dieser Stelle bereits von der BAB 4 baulich getrennten, verlängerten Richtungsfahrbahn Berlin der BAB 13. Um von dieser Auffahrt eine Verbindung zurück zur BAB 4 Richtung Bautzen zu ermöglichen, wurde im Autobahndreieck Dresden-Nord eine zusätzliche Rampe zwischen der Richtungsfahrbahn Berlin der BAB 13 und der Richtungsfahrbahn Bautzen der BAB 4 errichtet. Die Wegweisung auf der BAB 4 in Fahrtrichtung Görlitz entspricht nicht den realen Gegebenheiten: Das Autobahndreieck Dresden-Nord wird als der Anschlussstelle Dresden-Flughafen vorgelagert ausgeschildert, da für ersteres die Abzweigung der Parallelfahrbahn bzw. Richtungsfahrbahn Berlin der BAB 13 als Fixpunkt bestimmt wurde, für letztere die danach folgende Abzweigung der Anschlussstelle von der Parallelfahrbahn.
- Der Tunnel Königshainer Berge wird auf einem Granitblock vor der Einfahrt aus Richtung Westen als „Schlesisches Tor“ bezeichnet, da Teile der Region Schlesien auch westlich der Neiße liegen (ehemaliger niederschlesischer Oberlausitzkreis).